# Liste der Biografien/Brau
Liste der Biografien |
Portal Biografien |
Personensuche
# |
A |
B |
C |
D |
E |
F |
G |
H |
I |
J |
K |
L |
M |
N |
O |
P |
Q |
R |
S |
T |
U |
V |
W |
X |
Y |
Z |
?
 
Ba |
Be |
Bd |
Bg |
Bh |
Bi |
Bj |
Bl |
Bm |
Bn |
Bo |
Br |
Bs |
Bu |
Bw |
By |
Bz
 
Bra |
Brc |
Brd |
Bre |
Brg |
Bri |
Brj |
Brk |
Brl |
Brn |
Bro |
Brp–Brt |
Bru |
Brv |
Bry |
Brz
 
Braa |
Brab |
Brac |
Brad |
Brae |
Braf |
Brag |
Brah |
Brai |
Braj |
Brak |
Bral |
Bram |
Bran |
Brao |
Braq |
Brar |
Bras |
Brat |
Brau |
Brav |
Braw |
Brax |
Bray |
Braz
Die Liste der Biografien führt alle Personen auf, die in der deutschsprachigen Wikipedia einen Artikel haben. Dieses ist eine Teilliste mit 1126 Einträgen von Personen, deren Namen mit den Buchstaben „Brau“ beginnt.

## Brau
- Bräu, Andreas M. (* 1986), deutscher Autor, Schauspieler und Moderator
- Brau, Christian Ludwig (1746–1777), Kirchenlieddichter
- Bräu, Ramona, deutsche Historikerin

### Braub
- Braubach, Bernhard (1820–1893), deutscher Mediziner und Politiker, MdR
- Braubach, Daniel (1767–1828), deutscher Nautiker und Pädagoge
- Braubach, Ida (1830–1918), deutsche Porträt-, Genre- und Landschaftsmalerin
- Braubach, Karl (1903–1988), deutscher Politiker (KPD), Landtagsabgeordneter
- Braubach, Max (1899–1975), deutscher Historiker
- Braubach, Peter († 1567), deutscher Drucker
- Braubach, Romanus (1851–1904), deutscher Jurist und Politiker, MdR
- Brauburger, Stefan (* 1962), deutscher Dokumentarfilmer, Buchautor und Historiker

### Brauc
- Brauch, Hans Günter (* 1947), deutscher Politikwissenschaftler
- Brauch, Heinrich (1896–1965), deutscher Marathonläufer
- Brauch, Nicola (* 1969), deutsche Historikerin und Geschichtsdidaktikerin
- Brauch, Wolfgang (1925–2005), deutscher Mathematiker, Geophysiker und Hochschullehrer
- Brauchitsch, Adolf von (1876–1935), deutscher Generalmajor der Reichswehr
- Brauchitsch, Balthasar Leopold von († 1773), preußischer Landrat und Kammerpräsident
- Brauchitsch, Bernd von (1911–1974), deutscher Offizier
- Brauchitsch, Bernhard von (1833–1910), preußischer General der Kavallerie
- Brauchitsch, Boris von (* 1963), deutscher Kunsthistoriker, Kurator und Schriftsteller
- Brauchitsch, Carl von (1755–1839), deutscher Landstallmeister
- Brauchitsch, Claudia von (* 1974), deutsche Journalistin und FernsehmoderatorinClaudia von Brauchitsch (* 1974)

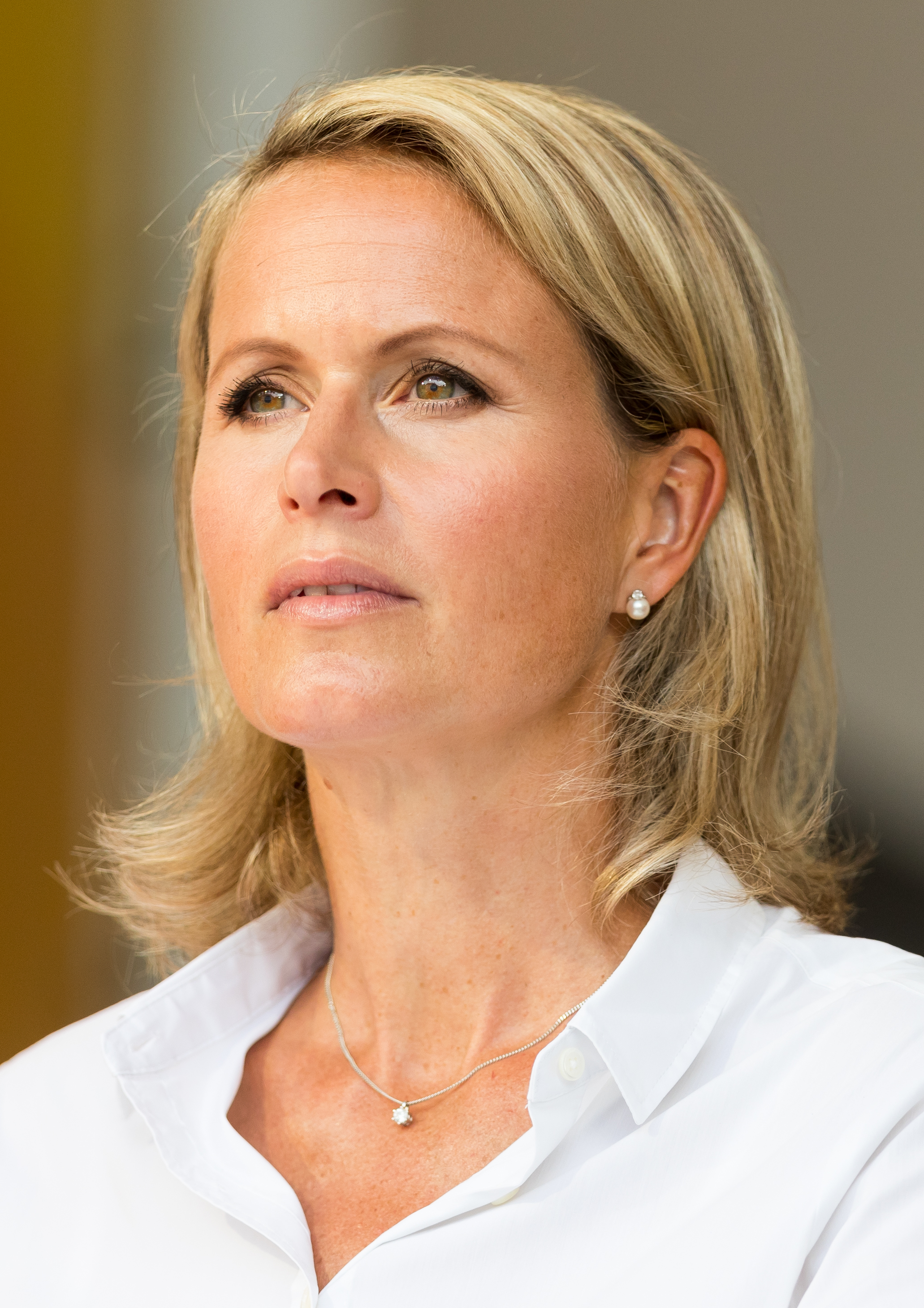
Claudia von Brauchitsch (* 1974)

- Brauchitsch, Eberhard von (1926–2010), deutscher Manager
- Brauchitsch, Eduard von (1798–1869), preußischer General der Infanterie
- Brauchitsch, Eduard von (1827–1889), preußischer Generalmajor und Kommandeur der 16. Kavallerie-Brigade
- Brauchitsch, Eduard von (1866–1908), deutscher Bezirksamtmann und Regierungsrat in Kamerun
- Brauchitsch, Ernst von (1856–1932), deutscher Fotograf
- Brauchitsch, Georg von (1885–1940), deutscher Klassischer Archäologe
- Brauchitsch, Gustav von (1822–1873), preußischer Generalmajor und Kommandeur der 22. Kavallerie-Brigade
- Brauchitsch, Heinrich von (1831–1916), deutscher Verwaltungsjurist, Richter und Politiker in Preußen
- Brauchitsch, Helga von (1936–2023), deutsche Fotografin
- Brauchitsch, Hermann von (1840–1916), preußischer Generalleutnant
- Brauchitsch, Karl von (1780–1858), preußischer General der Kavallerie
- Brauchitsch, Karl von (1822–1896), preußischer Generalmajor und Kommandant von Swinemünde
- Brauchitsch, Konrad von (1853–1916), preußischer Generalmajor
- Brauchitsch, Louis von (1857–1930), preußischer Generalleutnant
- Brauchitsch, Ludwig Matthias Nathanael Gottlieb von (1757–1827), preußischer Generalleutnant und Gouverneur
- Brauchitsch, Manfred von (1905–2003), deutscher Rennfahrer
- Brauchitsch, Margarethe von (1865–1957), deutsche Textilkünstlerin
- Brauchitsch, Max von (1835–1882), deutscher Beamter und Politiker, MdR
- Brauchitsch, Victor von (* 1940), deutscher Fotograf
- Brauchitsch, Walther von (1881–1948), deutscher Offizier, Oberbefehlshaber des Heeres im Dritten ReichWalther von Brauchitsch (1881–1948)

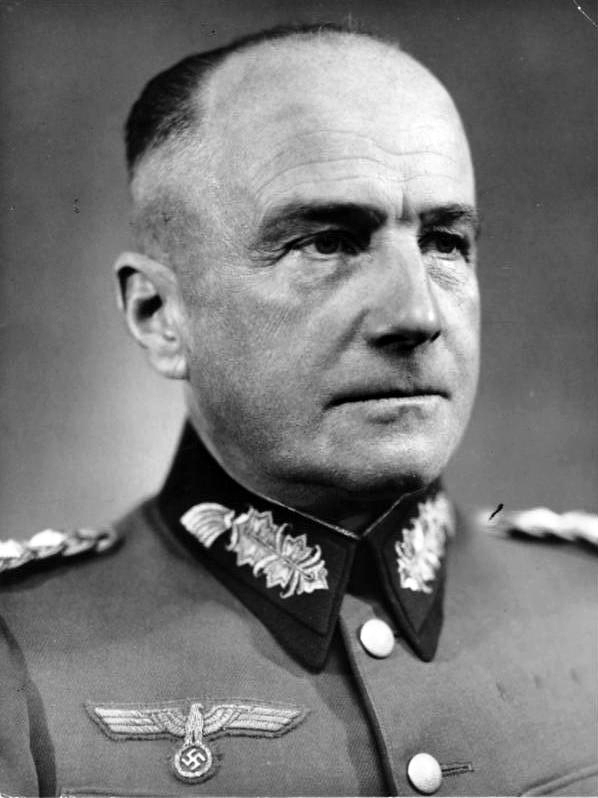
Walther von Brauchitsch (1881–1948)

- Brauchitsch, Wilhelm von (1820–1884), deutscher Politiker, MdR
- Brauchle, Alfred (1898–1964), deutscher Mediziner
- Brauchle, Georg (1915–1968), deutscher Kommunalpolitiker der CSU
- Brauchle, Peter (* 1970), deutscher Bildhauer
- Brauchle, Steffen (* 1988), deutscher Vierspännerfahrer
- Brauchle, Ulrich (* 1971), deutscher Künstler, Maler, Zeichner, Druckgraphiker und Kunstvermittler
- Brauchli, Hans Jakob (1933–2021), Schweizer Physiker und Hochschullehrer
- Brauchli, René Ed (1934–2005), Schweizer Bildender Künstler
- Brauchlin, Emil (* 1930), Schweizer Betriebswirtschafter
- Brauchlin, Ernst (1877–1972), Schweizer Schriftsteller und Freidenker
- Bräucker, Julius (1872–1942), deutscher Politiker (SPD)
- Brauckmann, Carolina (* 1954), deutsche Liedermacherin und Historikerin
- Brauckmann, Carsten (* 1947), deutscher Paläontologe
- Brauckmann, Karl (1862–1938), deutscher Sonderpädagoge

### Braud
- Braud, François (* 1986), französischer Nordischer Kombinierer
- Braud, Wellman (1891–1966), US-amerikanischer Jazz-Bassist
- Brauda, Klaus (1901–1970), deutscher Politiker (CDU), MdL und Unternehmer
- Braude, Leopold Janno (1873–1945), russisch-US-amerikanischer Erfinder
- Braude, Semen (1911–2003), ukrainischer Physiker und Radioastronom
- Braudel, Fernand (1902–1985), französischer Historiker
- Braudo, Alexander Issajewitsch (1864–1924), litauisch-russischer Historiker und Bibliothekar
- Braudo, Isai Alexandrowitsch (1896–1970), ukrainisch-sowjetischer Musikwissenschaftler, Organist und Hochschullehrer
- Braudo-Bahat, Yael, israelische Friedensaktivistin

### Braue
- Brauell, Friedrich (1807–1882), deutscher Veterinärmediziner
- Brauen, Martin (* 1948), Schweizer Ethnologe
- Brauen, Yangzom (* 1980), Schweizer Schauspielerin
- Brauer Herrera, Óscar (* 1922), mexikanischer Agrarwissenschaftler und Politiker
- Brauer, Achim (* 1958), deutscher Geowissenschaftler
- Brauer, Adalbert (1908–1990), deutscher Historiker, Genealoge und Archivar
- Bräuer, Albrecht (1830–1897), deutscher Maler und Zeichner, an 1860 Lehrer an der Kunstgewerbeschule in Breslau
- Brauer, Alfred Theodor (1894–1985), deutsch-US-amerikanischer Mathematiker
- Brauer, Andreas (* 1973), deutscher Filmproduzent
- Brauer, Arik (1929–2021), österreichischer Maler, Grafiker, Bühnenbildner, Sänger und DichterArik Brauer (1929–2021)

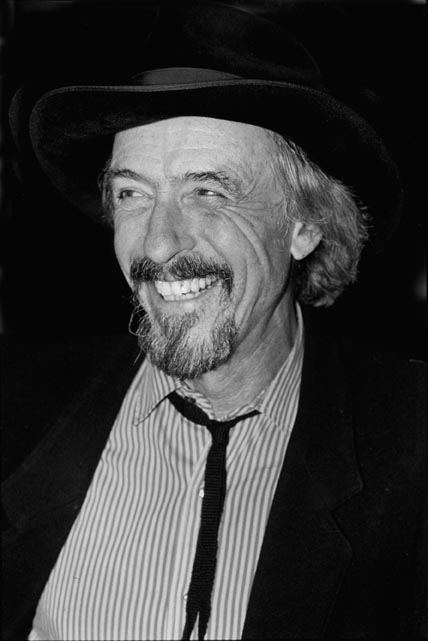
Arik Brauer (1929–2021)

- Brauer, Arthur von (1845–1926), badischer Politiker
- Brauer, August (1863–1917), deutscher Zoologe
- Brauer, Bastian, deutscher American-Football-Spieler
- Brauer, Bernhard Diedrich (1629–1686), Jurist und Bürgermeister der Hansestadt Lübeck
- Bräuer, Bobby (* 1961), deutscher Koch
- Bräuer, Bruno (1893–1947), deutscher General der Fallschirmtruppe und Kriegsverbrecher
- Bräuer, Carl (1796–1863), deutscher Lehrer und Autor
- Brauer, Charles (* 1935), deutscher Schauspieler, Hörbuch- und SynchronsprecherCharles Brauer (* 1935)

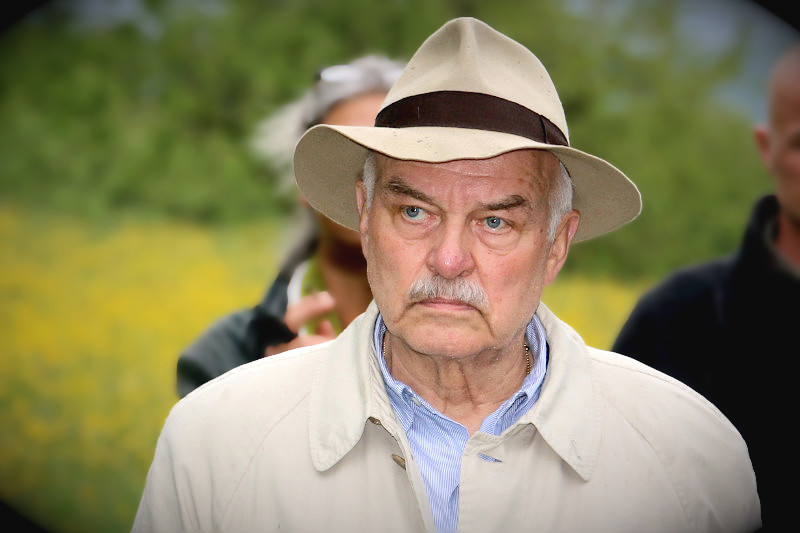
Charles Brauer (* 1935)

- Brauer, Cole (* 1994), US-amerikanische Regattaseglerin
- Bräuer, Curt (1889–1969), deutscher Offizier und Diplomat
- Bräuer, Daniela (* 1984), deutsche Fußballspielerin
- Brauer, Dieter (1935–2009), deutscher Pianist, Komponist und Musikpädagoge
- Brauer, Dietrich (* 1983), lutherischer Theologe, lutherischer Bischof
- Brauer, Dmitry (* 1977), deutsch-russischer Schauspieler, Synchronsprecher
- Brauer, Eberhard (1875–1958), deutscher Chemiker
- Brauer, Eduard (1798–1867), deutscher Historien- und Porträtmaler sowie Zeichenlehrer
- Brauer, Eduard (1811–1871), badischer Jurist und Dichter
- Brauer, Erich (1895–1942), deutsch-jüdischer Ethnologe, Maler und Fotograf
- Brauer, Erich (1914–1989), deutscher Schauspieler und Theaterintendant
- Brauer, Ernst Adolf (1851–1934), deutscher Maschinenbauingenieur und Hochschullehrer
- Brauer, Erwin (1896–1946), deutscher Theologe
- Bräuer, Felix (* 1988), deutsch-sorbischer Kirchenmusiker, Organist und Komponist
- Brauer, Frieda (* 1873), deutsche Opernsängerin (Sopran)
- Brauer, Friedrich Moritz (1832–1904), österreichischer Entomologe
- Brauer, Friedrich Oskar (1834–1912), deutscher Unternehmer
- Brauer, Fritz (1858–1910), deutscher Maler, Grafiker und Autor
- Brauer, Fritz (1883–1970), deutscher Politiker (CDU der DDR), Abgeordneter der Volkskammer
- Brauer, Fritz (1889–1939), deutscher Baumeister und Architekt
- Brauer, Georg (1908–2001), deutscher Chemiker und Hochschulprofessor
- Brauer, Gert (1955–2018), deutscher Fußballspieler
- Bräuer, Günter (* 1949), deutscher Paläoanthropologe
- Brauer, Gustav (1830–1917), deutscher Unternehmer und Politiker, MdR
- Brauer, Gustav August (1818–1878), deutscher Theaterdirektor
- Bräuer, Hans (1940–1993), deutscher Badmintonspieler
- Brauer, Hans (* 1953), deutscher Basketballtrainer
- Brauer, Hans-Jochim (* 1945), deutscher Lehrer und Politiker (Die Grünen), MdB
- Bräuer, Hartmut (* 1947), deutscher Langstreckenläufer
- Brauer, Heinrich (1860–1945), Landtagsabgeordneter Großherzogtum Hessen
- Brauer, Heinrich (1874–1950), Gründer des Arbeiter-Samariter-Bundes in Hamburg
- Brauer, Heinrich (1900–1981), deutscher Kunsthistoriker
- Bräuer, Heinz (1916–2007), deutscher evangelischer Pfarrer
- Brauer, Heinz (1921–2004), deutscher Fußballspieler und -trainer
- Brauer, Heinz (1923–2009), deutscher Verfahrenstechnikingenieur und Strömungsmechaniker
- Brauer, Heinz Hermann (1929–2016), deutscher Jurist und Bremer Kirchenpräsident
- Brauer, Helga (1936–1991), deutsche Schlagersängerin
- Bräuer, Hellmuth (1919–1958), deutscher Architekt
- Bräuer, Helmut (* 1938), deutscher Archivar und Historiker
- Brauer, Herbert (1915–2013), deutscher Konzert- und Opernsänger, lyrischer Bariton
- Bräuer, Herbert (1921–1989), deutscher Slawist und Sprachwissenschaftler
- Bräuer, Hermann (* 1968), deutscher Autor
- Bräuer, Horst (* 1934), deutscher Fußballspieler
- Brauer, Horst (* 1950), deutscher Radsportler und DDR-Meister im Radsport
- Brauer, Jochen (1929–2018), deutscher Jazz- und Unterhaltungsmusiker
- Brauer, Johann Nicolaus Friedrich (1754–1813), badischer Beamter und Politiker
- Brauer, Johannes (1905–1992), deutscher Maler, Grafiker und Plastiker
- Brauer, Jono (* 1981), australischer Skirennläufer
- Brauer, Juliane (* 1975), deutsche Historikerin und Geschichtsdidaktikerin
- Brauer, Jürgen (* 1938), deutscher Kameramann, Filmregisseur und Drehbuchautor
- Brauer, Jürgen (* 1957), deutscher Jurist und Generalstaatsanwalt in Koblenz
- Bräuer, Karl (1881–1964), deutscher Finanzwissenschaftler
- Brauer, Karl (1909–1982), deutscher Widerstandskämpfer gegen den Nationalsozialismus und SED-Funktionär
- Bräuer, Karlheinz (1924–2007), deutscher Politiker (SPD), MdL
- Brauer, Kerry (* 1959), deutsche Wirtschaftswissenschaftlerin und Hochschullehrerin
- Brauer, Ludolph (1865–1951), deutscher Mediziner
- Brauer, Lutz (* 1949), deutscher Politiker (CDU)
- Bräuer, Margit, deutsche Slawistin und Verlagslektorin
- Brauer, Martin (1971–2021), deutscher Schauspieler und Musiker
- Brauer, Matthias (* 1950), deutscher Chordirektor
- Brauer, Matthias (* 1978), deutscher Wirtschaftswissenschaftler
- Brauer, Max (1887–1973), deutscher Politiker (SPD), MdHB, MdBMax Brauer (1887–1973)

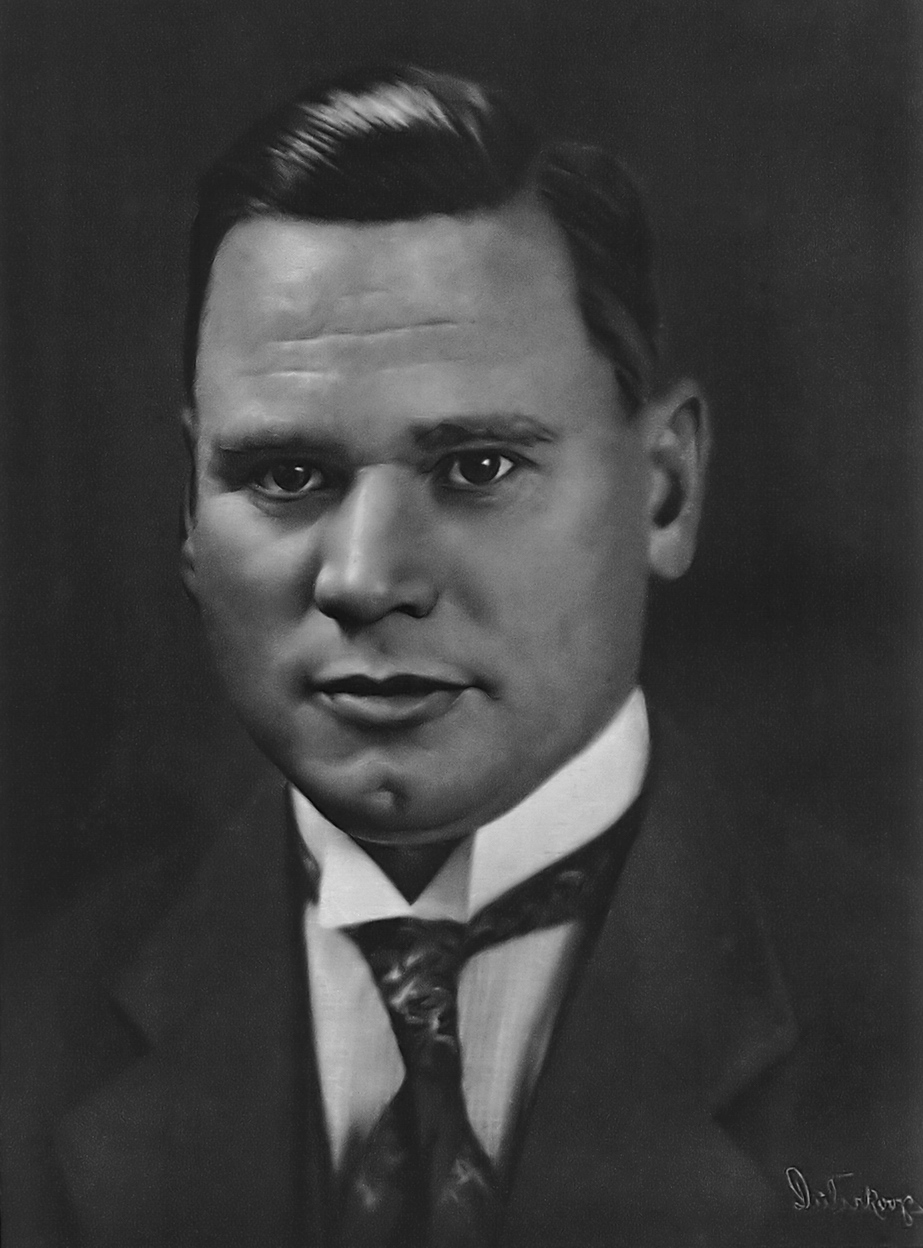
Max Brauer (1887–1973)

- Brauer, Maximilian (* 1986), deutscher Schauspieler und Hörspielsprecher
- Brauer, Maximilian Felix Manú (* 2009), deutscher Schauspieler
- Bräuer, Michael (* 1943), deutscher Architekt
- Bräuer, Mona (* 1961), deutsche Filmeditorin
- Brauer, Paul (1887–1941), deutscher Ingenieur
- Brauer, Peter Paul (1899–1959), deutscher Filmproduzent und Filmregisseur
- Brauer, Peter Sven (1911–1995), deutscher Physiker und Hochschullehrer
- Brauer, Richard (1901–1977), deutsch-amerikanischer Mathematiker
- Bräuer, Rolf (1933–2017), deutscher Literaturwissenschaftler, Mediävist und Übersetzer
- Bräuer, Siegfried (1930–2018), deutscher evangelischer Theologe, Historiker und Autor
- Bräuer, Sieglinde (1942–2012), österreichisch-deutsche Skirennläuferin
- Brauer, Stephen (* 1970), deutscher Politiker (FDP/DVP), MdL
- Brauer, Theodor (1880–1942), deutscher Sozialethiker und Professor für Sozialwissenschaften
- Brauer, Theodor (* 1949), deutscher Politiker (CDU)
- Brauer, Tim-Oliver (* 1992), deutscher Handballspieler
- Brauer, Timna (* 1961), österreichische SängerinTimna Brauer (* 1961)

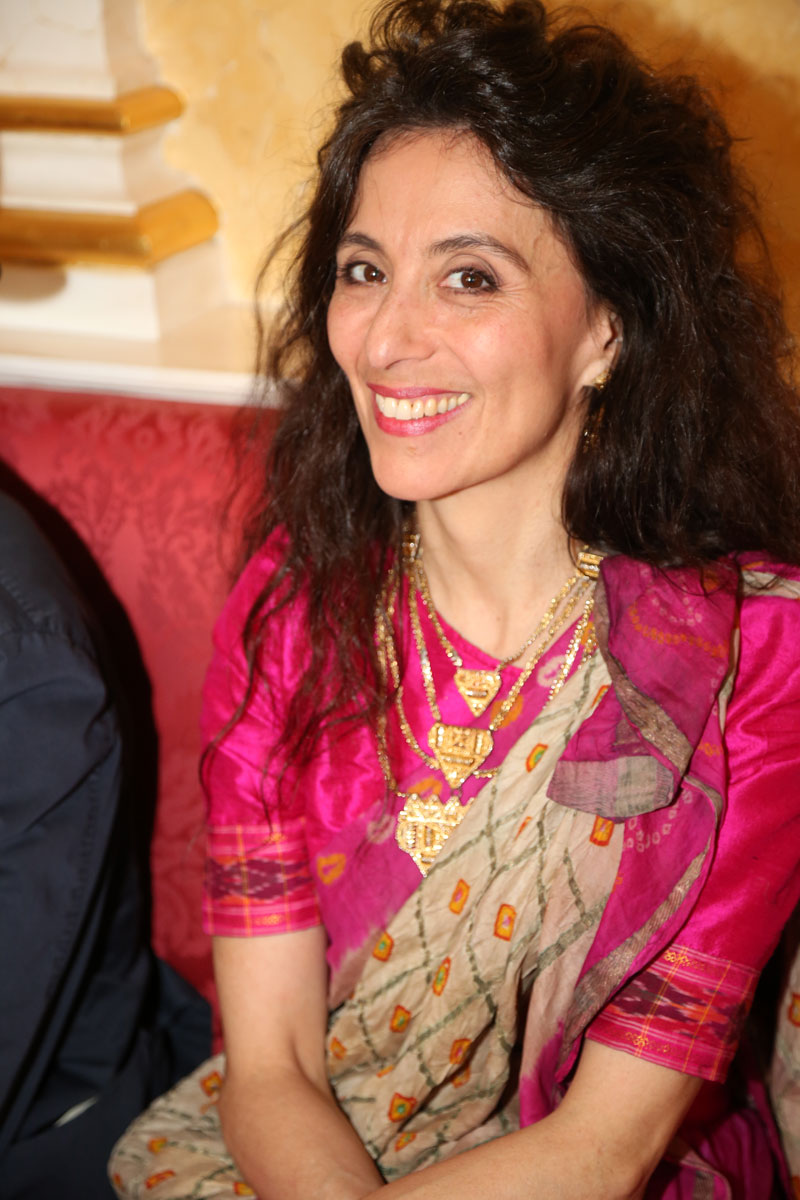
Timna Brauer (* 1961)

- Brauer, Timo (* 1990), deutscher Fußballspieler
- Brauer, Uwe (* 1962), deutscher Basketballspieler
- Brauer, Wilfried (1937–2014), deutscher Informatiker
- Brauer, Wolfgang (1925–2022), deutscher Pädagoge und Fachdidaktiker
- Brauer, Wolfgang (* 1954), deutscher Politiker (SED, PDS, Die Linke), MdA
- Brauer-Kvam, Ruth (* 1972), österreichische Schauspielerin
- Brauere, Zelma (1900–1977), lettische Philologin
- Brauerhoch, Annette (* 1955), deutsche Filmwissenschaftlerin und Filmkritikerin
- Brauerhoch, Jürgen (* 1932), deutscher Texter und Buchautor
- Brauerhoch, Ulrike (* 1949), deutsche Musikpädagogin, Musikdidaktikerin und Fachautorin
- Brauers, Joes (* 1999), niederländischer Theater- und Filmschauspieler und Musicaldarsteller

### Brauf
- Braufman, Alan (* 1951), amerikanischer Jazzmusiker (Saxophone, Flöte, Komposition)

### Braug
- Braugher, Andre (1962–2023), US-amerikanischer SchauspielerAndre Braugher (1962–2023)

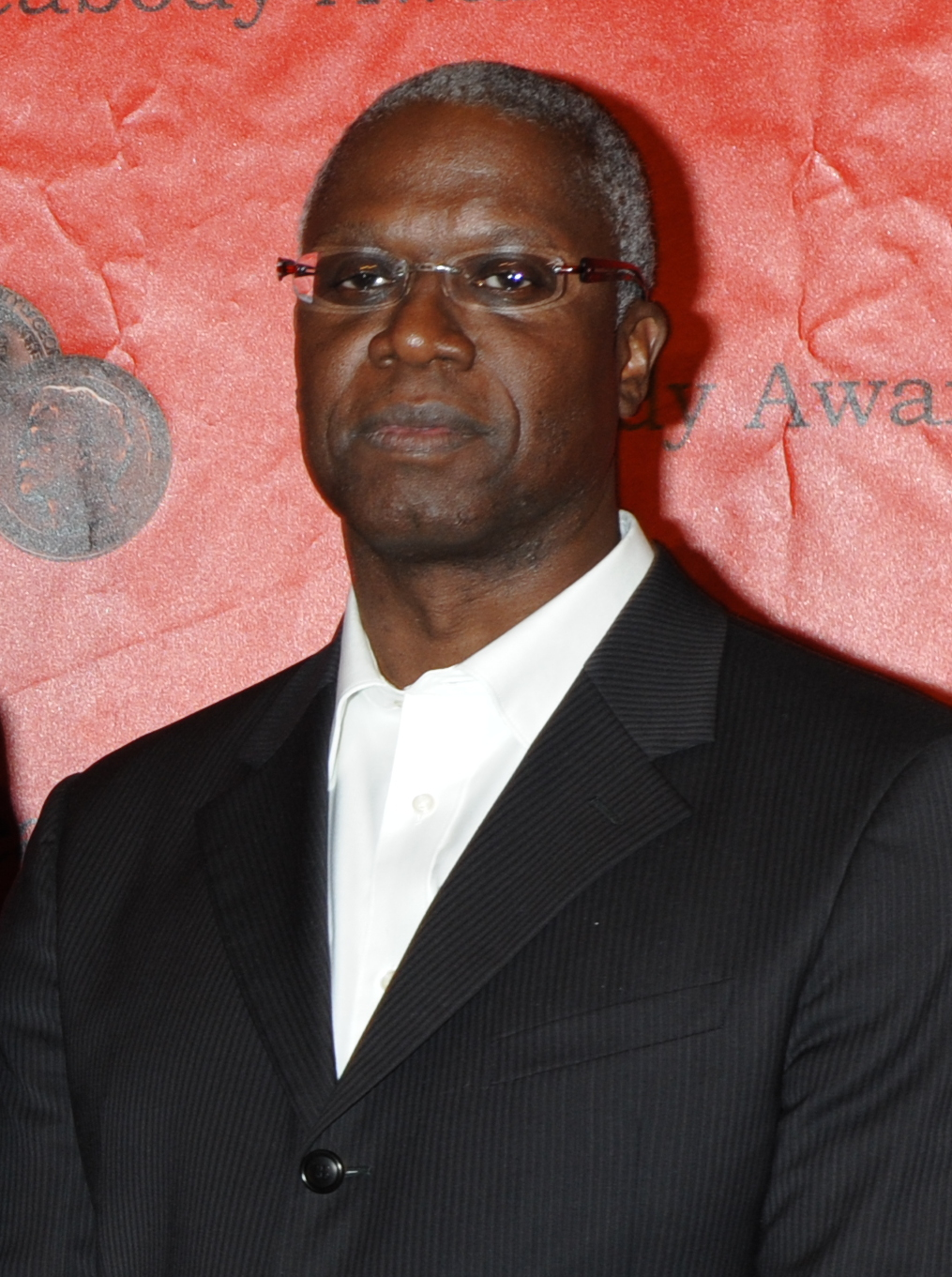
Andre Braugher (1962–2023)

### Brauh
- Bräuhäuser, Manfred (1881–1967), deutscher Geologe
- Bräuherr, Georg (1922–2015), deutscher Kommunalpolitiker

### Brauk
- Braukämper, Ulrich (1944–2018), deutscher Völkerkundler
- Braukmann, Hildegard (1912–2001), deutsche Kosmetikerin, Unternehmerin und Stifterin
- Braukmann, Martin (* 1960), deutscher Rechtsanwalt und Politiker (AfD)
- Braukmann, Peter (* 1953), deutscher Musiker und Kriminalautor
- Braukmann, Ulrich (* 1959), deutscher Wirtschaftswissenschaftler
- Braukmüller, Heide (1940–2017), deutsche Museumsleiterin und Heimatforscherin
- Brauksiepe, Aenne (1912–1997), deutsche Politikerin (CDU), MdBAenne Brauksiepe (1912–1997)

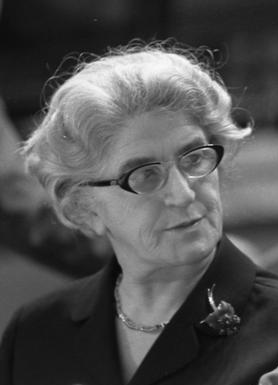
Aenne Brauksiepe (1912–1997)

- Brauksiepe, Ralf (* 1967), deutscher Politiker (CDU), MdB

### Braul
- Bräuler, Ludwig (1845–1928), deutscher Bauingenieur für Eisenbahnhochbau und Tunnelbau sowie Rektor der RWTH Aachen
- Bräuler, Stefan (* 1978), deutscher Schauspieler und Synchronsprecher
- Braulik, Georg (* 1941), österreichischer katholischer Theologe, Alttestamentler
- Braulio (* 1946), spanischer Schlagersänger und Komponist
- Braulio von Saragossa († 651), Bischof von Saragossa
- Braulke, Michael (* 1941), deutscher Wirtschaftswissenschaftler und Hochschullehrer
- Brault, Cédia (1894–1972), kanadische Sängerin (Mezzosopran)
- Brault, Elske (* 1964), deutsche Autorin, Journalistin und Hörfunkmoderatorin
- Brault, Henri (1894–1964), französischer römisch-katholischer Geistlicher und Bischof von Saint-Dié
- Brault, Jacques (1933–2022), kanadischer Dichter und Essayist französischer Sprache
- Brault, Michel (1928–2013), kanadischer Kameramann und Regisseur
- Brault, Victor (1899–1963), kanadischer Sänger (Bariton), Chordirigent und Musikpädagoge
- Brault-Guillard, Zachary (* 1998), kanadisch-französischer Fußballspieler

### Braum
- Braum, Michael (* 1953), deutscher Stadtplaner
- Brauman, John I. (1937–2024), US-amerikanischer Chemiker
- Braumandl, Matthias (1829–1906), deutscher Orgelbauer
- Braumann, Franz (1910–2003), österreichischer Schriftsteller
- Braumann, Hermann Franz († 1750), Bürgermeister der Reichsstadt Aachen
- Braumann, Klaus-Michael (* 1949), deutscher Sportmediziner
- Braumann, Randy (1934–2020), deutscher Fotograf und Journalist
- Braumann, Thomas (* 1953), deutscher Basketballfunktionär
- Braumann, Wolfgang (1938–2017), deutscher Kameramann und Maler
- Braumann-Honsell, Lilly (1876–1954), deutsche Seglerin und Autorin
- Bräumer, Hansjörg (1941–2025), deutscher evangelischer Theologe, Dozent und Autor
- Bräumer, Simon (* 1997), deutscher Jazzmusiker (Schlagzeug, Perkussion)
- Braumüller, Ellen (1910–1992), deutsche Leichtathletin
- Braumüller, Hans (1883–1956), deutscher Generalmajor im Zweiten Weltkrieg
- Braumüller, Heinrich Wilhelm (1844–1913), preußischer Generalleutnant
- Braumüller, Josef, deutscher Fußballspieler
- Braumüller, Maximilian von (1845–1925), preußischer Generalleutnant
- Braumüller, Peter (* 1959), österreichischer Versicherungsmathematiker und Jurist
- Braumüller, Wilhelm von (1807–1884), deutsch-österreichischer Buchhändler und Verleger

### Braun

#### Braun A
- Braun Alexander, Michael (* 1968), deutscher Journalist und Schriftsteller

#### Braun B
- Braun Barnett, Elise (1904–1994), österreichisch-amerikanische Pianistin und Montessoripädagogin
- Braun Binder, Nadja (* 1975), Schweizer Juristin

#### Braun C
- Braun Celeste, Dagmar (* 1941), österreichisch-amerikanische römisch-katholische Theologin

#### Braun L
- Braun Levine, Eva (* 1916), polnische Überlebende des Holocaust

#### Braun V
- Braun von Braunthal, Karl Johann (1802–1866), österreichischer Schriftsteller
- Braun von Fernwald, Carl (1822–1891), österreichischer Gynäkologe
- Braun von Schmidtburg, Lothar (1602–1687), Landkomtur des Deutschen Ordens
- Braun von Stumm, Gustaf (1890–1963), deutscher Diplomat

#### Braun, A – Braun, Z

##### Braun, A
- Braun, Adalbert (1843–1915), bayerischer Landwirt
- Braun, Adam Johann (1748–1827), österreichischer Genremaler
- Braun, Adolf (1847–1914), deutscher Bankier und Jurist
- Braun, Adolf (1862–1929), österreichisch-deutscher Journalist und Politiker der SPD
- Braun, Adolf (* 1949), deutscher Politiker (CDU), MdL
- Braun, Adolphe (1812–1877), französischer Textildesigner und Fotograf
- Braun, Adrienne (* 1966), deutsche Journalistin, Autorin und Kolumnistin
- Braun, Ákos (* 1978), ungarischer Judoka
- Braun, Albert (1899–1962), deutscher Bildhauer und Restaurator
- Braun, Albrecht (1932–2011), deutscher Bankdirektor
- Braun, Alexander (1805–1877), deutscher Botaniker
- Braun, Alexander (* 1966), deutscher Kunsthistoriker und bildender Künstler
- Braun, Alfons (* 1940), deutscher Politiker (SPD), MdL
- Braun, Alfred (1888–1978), deutscher Rundfunkreporter und HörspielregisseurAlfred Braun (1888–1978)

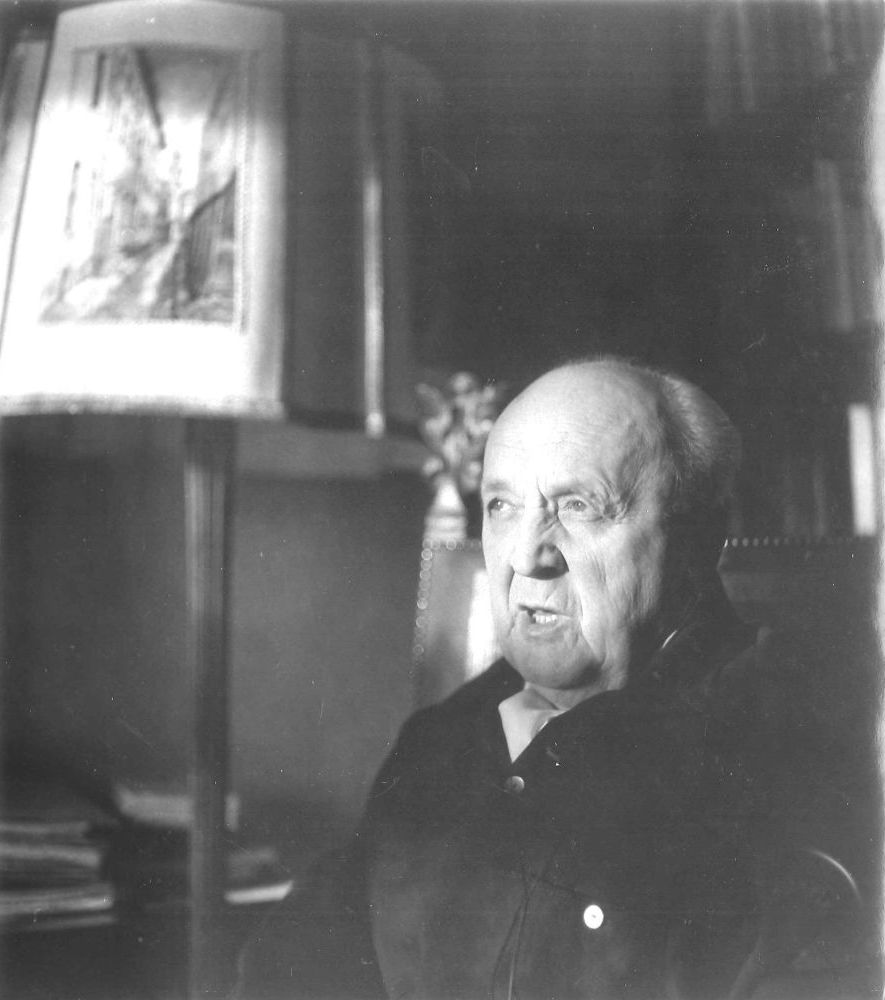
Alfred Braun (1888–1978)

- Braun, Alois (1892–1963), deutscher Politiker, Oberregierungsrat und Mitglied der Freiheitsaktion Bayern
- Braun, Alois (* 1960), deutscher Politiker (CSU), MdL
- Braun, André (* 1944), luxemburgischer Bogenschütze
- Braun, Andreas (* 1960), deutscher Paläontologe
- Braun, Andreas (* 1964), deutscher Politiker (Bündnis 90/Die Grünen)
- Braun, Andreas (* 1967), deutscher Zahnmediziner
- Braun, Andreas (* 1985), belgischer Biathlet
- Braun, Angelika (* 1955), deutsche Sprachwissenschaftlerin und Germanistin
- Braun, Anna (* 1984), österreichische Naturbahnrodlerin
- Braun, Anna Maria (1642–1713), deutsche Malerin, Medailleurin und Wachsbossiererin
- Braun, Anna Maria (* 1979), deutsche Managerin und Juristin
- Braun, Annette F. (1884–1978), US-amerikanische Lepidopterologin
- Braun, Anton († 1540), deutscher Bischof und Weihbischof in Eichstätt
- Braun, Anton (1686–1728), deutscher Mechaniker, Optiker und Hofmathematiker in Wien
- Braun, Anton (1729–1798), deutscher Violinist und Komponist
- Braun, Anton (1776–1840), Orgelbauer
- Braun, Anton (* 1990), deutscher Ruderer
- Braun, Arik (* 1988), deutscher Schachspieler
- Braun, Arne (* 1965), deutscher Journalist und politischer Beamter (Bündnis 90/Die Grünen)
- Braun, Arne (* 1965), deutsche Übersetzerin
- Braun, Arne (* 1995), finnischer Jazz- und Fusionmusiker (Gitarre)
- Braun, Artur (1925–2013), deutscher Ingenieur und Unternehmer
- Braun, Atischeh Hannah (* 1977), deutsche Schauspielerin
- Braun, August (1820–1879), deutscher Politiker (NLP), MdR
- Braun, August (1876–1956), deutscher Maler christlicher Kunst
- Braun, August Ernst (1783–1859), deutscher Jurist, Bürgermeister von Köslin
- Braun, August Wilhelm von (1701–1770), preußischer Generalleutnant, Chef des Infanterieregiments Nr. 37
- Braun, Axel (* 1966), italienischer Pornoregisseur und -produzentAxel Braun (* 1966)

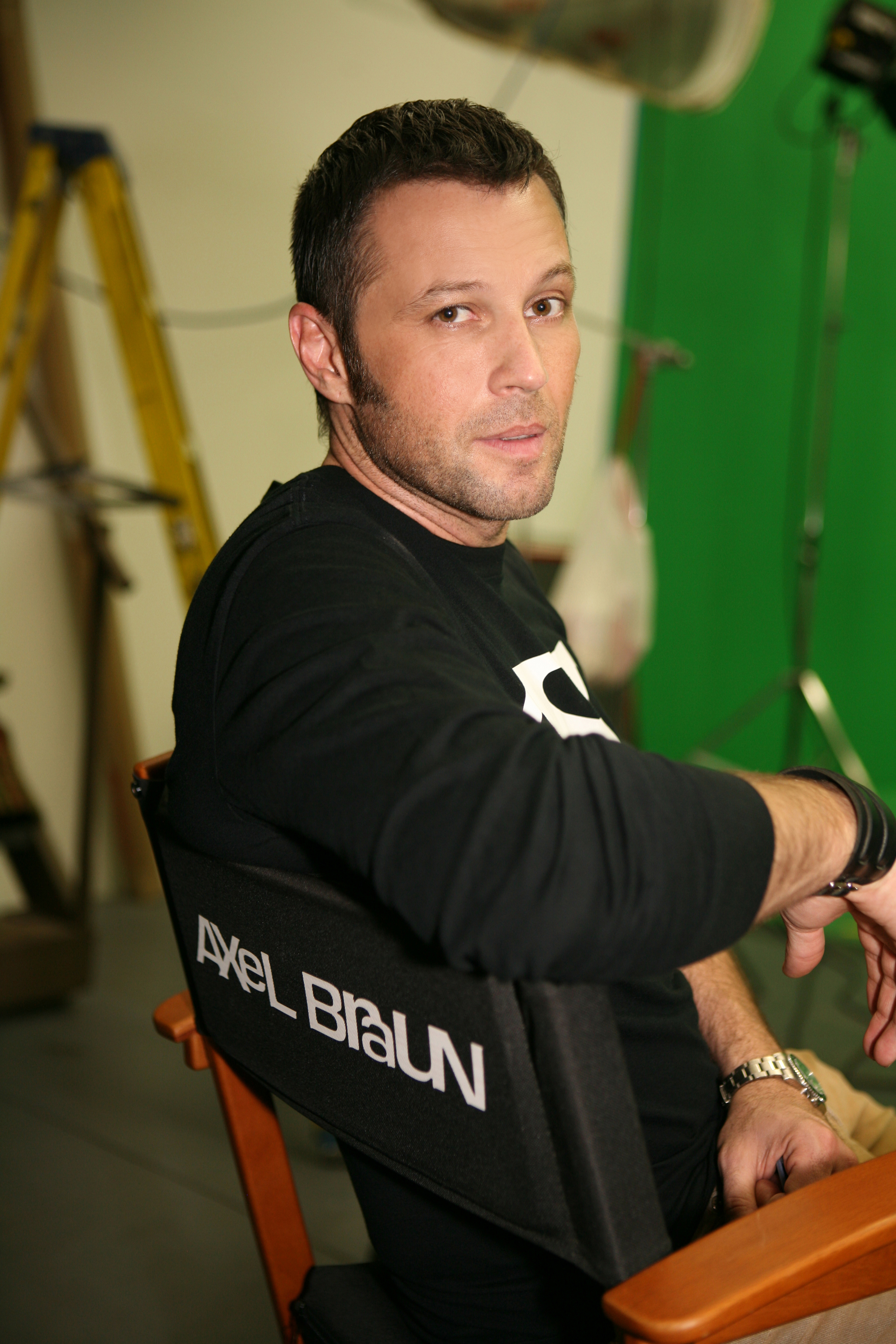
Axel Braun (* 1966)

##### Braun, B
- Braun, Bärbel (* 1945), deutsche Handballspielerin
- Braun, Beate (1955–2009), deutsche Juristin
- Braun, Ben (* 1979), deutscher Schauspieler
- Braun, Bernd (* 1946), deutscher Diplomat
- Braun, Bernd (* 1963), deutscher Historiker und Hochschullehrer
- Braun, Bernhard (1906–1993), deutscher Arzt und Chemiker
- Braun, Bernhard (1929–2009), deutscher Fußballspieler
- Braun, Bernhard (* 1955), österreichischer katholischer Philosoph
- Braun, Bernhard (* 1958), deutscher Politiker (Bündnis 90/Die Grünen), MdL
- Braun, Bettina (* 1963), deutsche Historikerin
- Braun, Bettina (* 1969), deutsche Dokumentarfilmerin und Regisseurin
- Braun, Bettina (* 1969), deutsche Politikerin (Bündnis 90/Die Grünen), MdL
- Braun, Bettina (* 1974), deutsche Linguistin
- Braun, Blasius (1823–1883), Orgelbauer
- Braun, Bruno (1891–1948), deutscher Politiker (CDU), MdL
- Braun, Bruno O. (* 1942), deutscher Ingenieur und Manager
- Braun, Brygida (* 1961), deutsche Rechtsanwältin und Schauspielerin

##### Braun, C
- Braun, Carin (1940–1986), deutsche Theater- und Filmschauspielerin sowie Regisseurin
- Braun, Carl (1831–1907), deutscher Jesuit und Astronom
- Braun, Carl (1886–1960), deutscher Opernsänger (Bass) und Opernregisseur
- Braun, Carl (1927–2010), US-amerikanischer Basketballspieler
- Braun, Carl Adolph von (1716–1795), deutscher Jurist, Reichshofrat und Rittergutsbesitzer
- Braun, Carl von (1852–1928), deutscher Jurist und zuletzt Präsident des Oberlandesgerichts Augsburg
- Braun, Carl Wilhelm Anton (1808–1894), deutscher Jurist und Kommunalpolitiker
- Braun, Carl-Erik von (1896–1981), schwedischer Tennisspieler
- Braun, Carola von (* 1942), deutsche Politikerin (FDP), MdA, MdB
- Braun, Carsten (* 1978), deutscher Komponist und Musikpädagoge
- Braun, Christian (* 2001), US-amerikanischer Basketballspieler
- Braun, Christian Renatus (1714–1782), deutscher Jurist
- Braun, Christina von (* 1944), deutsche Kulturwissenschaftlerin, Gender-Theoretikerin, Autorin und FilmemacherinChristina von Braun (* 1944)

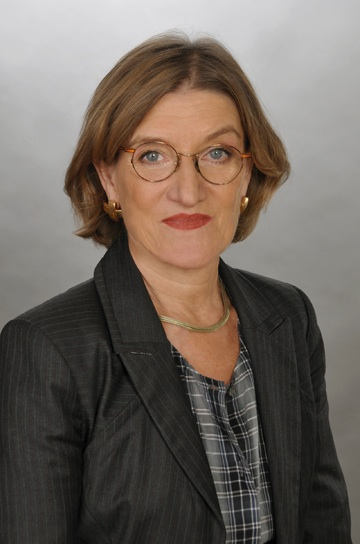
Christina von Braun (* 1944)

- Braun, Christopher (* 1991), deutscher Fußballspieler
- Braun, Colin (* 1988), US-amerikanischer Autorennfahrer
- Braun, Constantin (* 1988), deutscher Eishockeyspieler
- Braun, Csenge (* 2000), ungarische Beachhandballspielerin
- Braun, Curt Johannes (1903–1961), deutscher Drehbuchautor

##### Braun, D
- Braun, Dagmar (* 1956), deutsche Unternehmerin, Ärztin und Hochschullehrerin
- Braun, Daniel (* 1992), deutscher Sachbuchautor und Informatiker
- Braun, Daniela (* 1957), deutsche Sozialpädagogin
- Braun, Daniela (* 1980), deutsche Politologin
- Braun, David (1664–1737), preußischer Hofrat, Burggraf zu Marienburg, Historiker und königlich-preußischer Hofrat
- Braun, Dieter (* 1943), deutscher MotorradrennfahrerDieter Braun (* 1943)

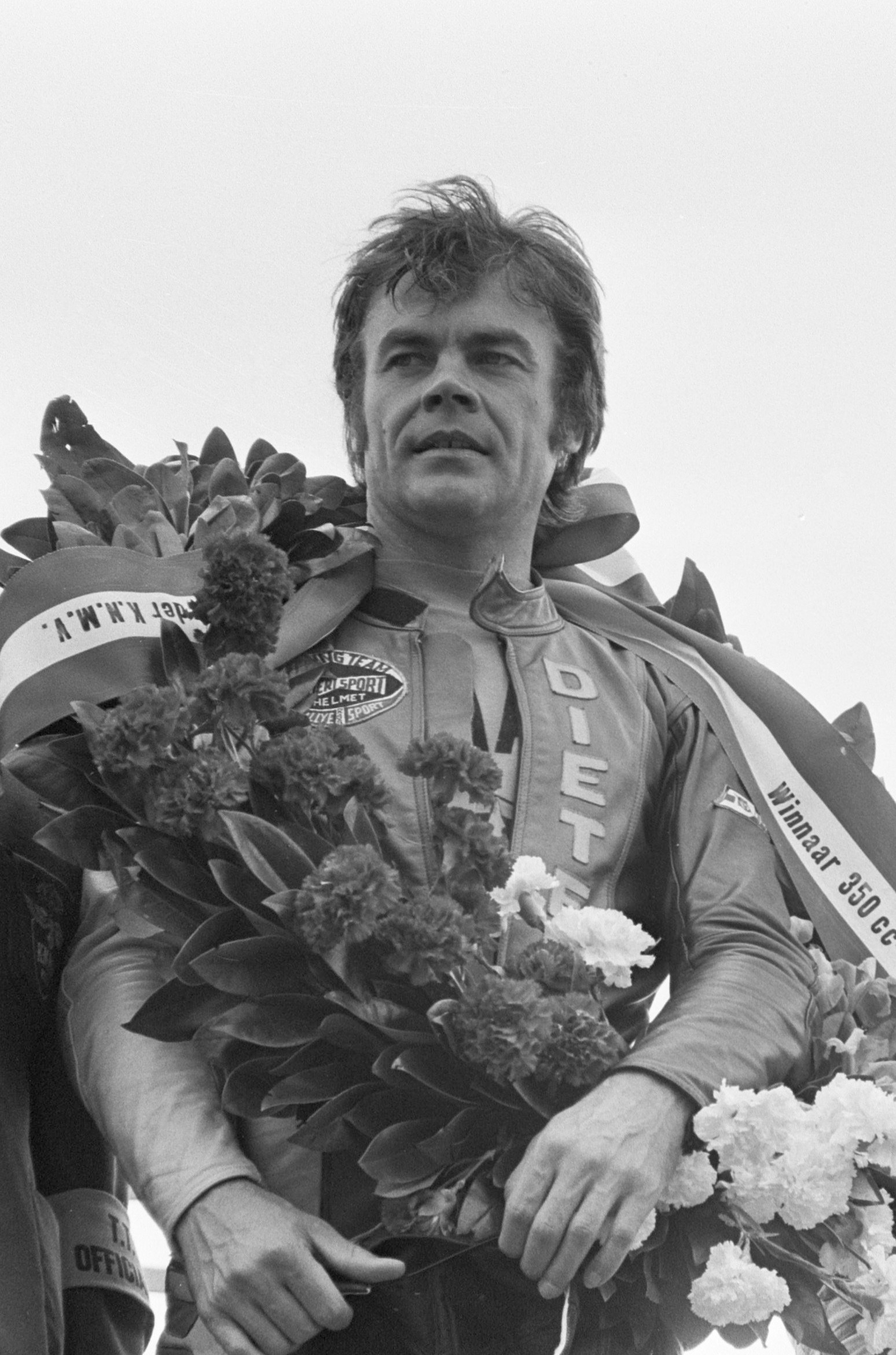
Dieter Braun (* 1943)

- Braun, Dieter (* 1970), deutscher Physiker
- Braun, Dieter Franz (1935–2014), deutscher Marineoffizier
- Braun, Dietrich (1928–2014), deutscher evangelischer Theologe und Professor
- Braun, Dietrich (1930–2021), deutscher Chemiker
- Braun, Dirk (1970–2021), deutscher Sportholzfäller, Bodybuilding-Europameister und Forstwirt

##### Braun, E
- Braun, Eberhard (1941–2006), deutscher Philosoph
- Braun, Edgar (* 1939), deutscher Hauptabteilungsleiter der DDR-Staatssicherheit
- Braun, Edith (1921–2016), deutsche Sprachwissenschaftlerin
- Braun, Editta (* 1958), österreichische Choreographin
- Braun, Edmund (1928–2015), deutscher Philosoph
- Braun, Edmund Wilhelm (1870–1957), deutscher Kunsthistoriker
- Braun, Eduard Karl (1813–1862), deutscher Mediziner und Badearzt in Wiesbaden
- Braun, Egidius (1925–2022), deutscher Fußballfunktionär, Präsident des Deutschen Fußball-Bundes
- Braun, Egon (1906–1993), österreichischer Philosophiehistoriker und Klassischer Archäologe
- Braun, Elisabeth (1887–1941), deutsches NS-OpferElisabeth Braun (1887–1941)

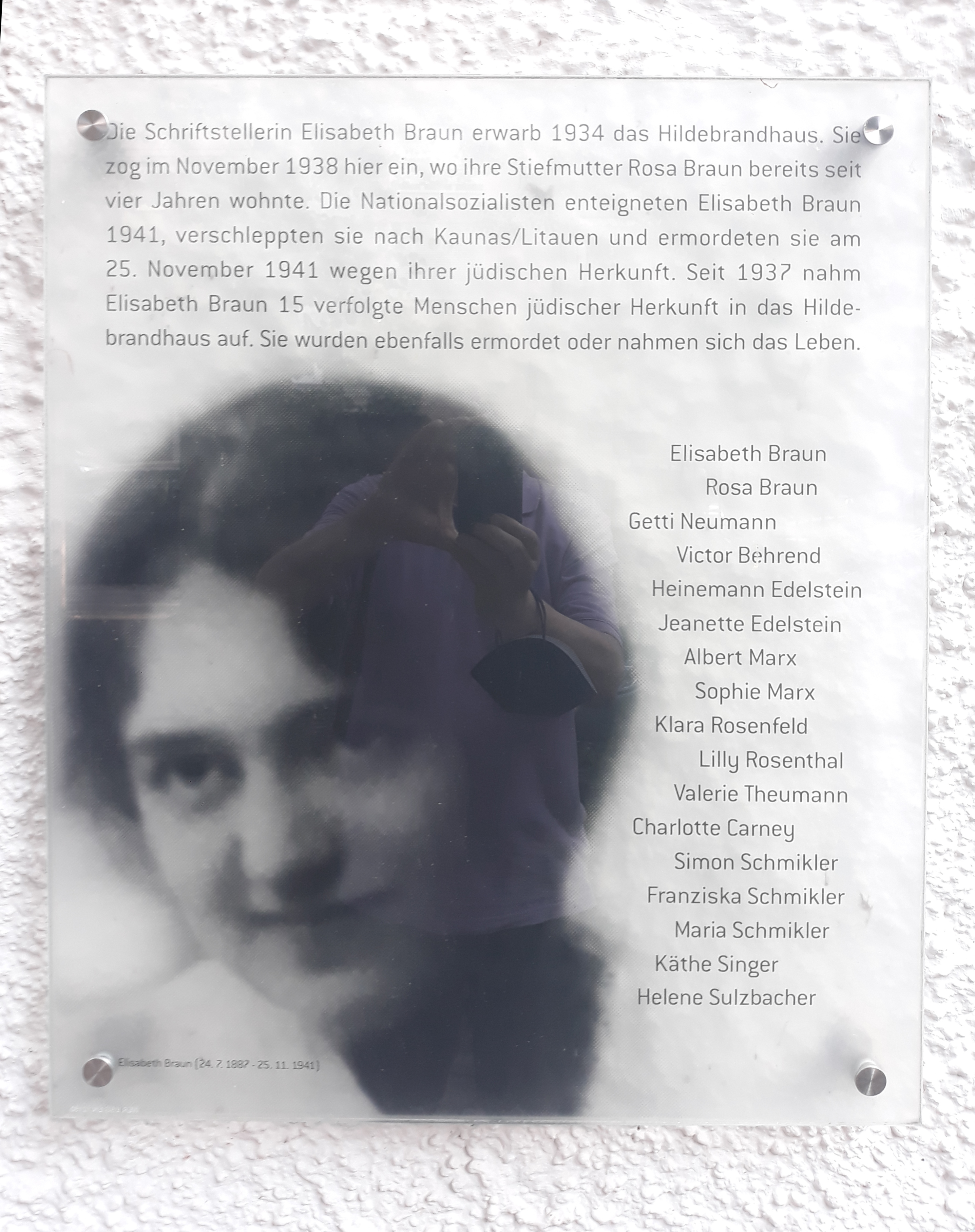
Elisabeth Braun (1887–1941)

- Braun, Elmar (* 1956), deutscher Politiker (Bündnis 90/Die Grünen)
- Braun, Elmar (* 1974), deutscher Medienunternehmer
- Braun, Emil (1809–1856), deutscher Archäologe
- Braun, Emma Lucy (1889–1971), US-amerikanische Botanikerin und Hochschullehrerin
- Braun, Emmy (1826–1904), deutsche Kochbuchautorin
- Braun, Erasmus († 1606), deutscher Bildhauer
- Braun, Erich (1898–1982), deutscher Arzt
- Braun, Erich (1901–1965), deutscher Unternehmer und Abgeordneter des Provinziallandtages der Provinz Hessen-Nassau
- Braun, Ernest (1925–2015), britisch-österreichischer Technikforscher
- Braun, Ernest Eberhard, deutscher Leutnant, Artillerie-Oberst, Planvermesser und Planzeichner
- Braun, Ernst, Barockbaumeister in Hannover
- Braun, Ernst (1878–1962), deutscher Wasserbauingenieur und Hochschullehrer
- Braun, Ernst (1893–1963), deutscher Psychiater, Neurologe, Hochschullehrer
- Braun, Ernst (1909–1994), deutscher Kommunalpolitiker und Landespolitiker (SPD, SED)
- Braun, Ernst (1915–1992), deutscher Kommunalpolitiker und Bürgermeister
- Braun, Ernst, deutscher Turner
- Braun, Ernst Albrecht (1857–1916), hessischer Finanz- und Innenminister
- Braun, Ernst von (1788–1863), deutscher Verwaltungsbeamter und Minister im Herzogtum Sachsen-Altenburg
- Braun, Ernst von (1816–1891), preußischer Generalleutnant und Inspekteur der 1. Ingenieur-Inspektion
- Braun, Erwin (1921–1981), deutscher Kommunal- und Landespolitiker (CDU), MdL
- Braun, Erwin (1921–1992), deutscher Industrieller und Mediziner
- Braun, Erwin (* 1949), deutscher Fußballspieler
- Braun, Eugen (1895–1986), österreichischer Fußballschiedsrichter
- Braun, Eugen (1903–1975), deutscher Landwirt und Politiker (Zentrum, CDU)
- Braun, Eva (1912–1945), deutsche Lebensgefährtin und Ehefrau von Adolf HitlerEva Braun (1912–1945)

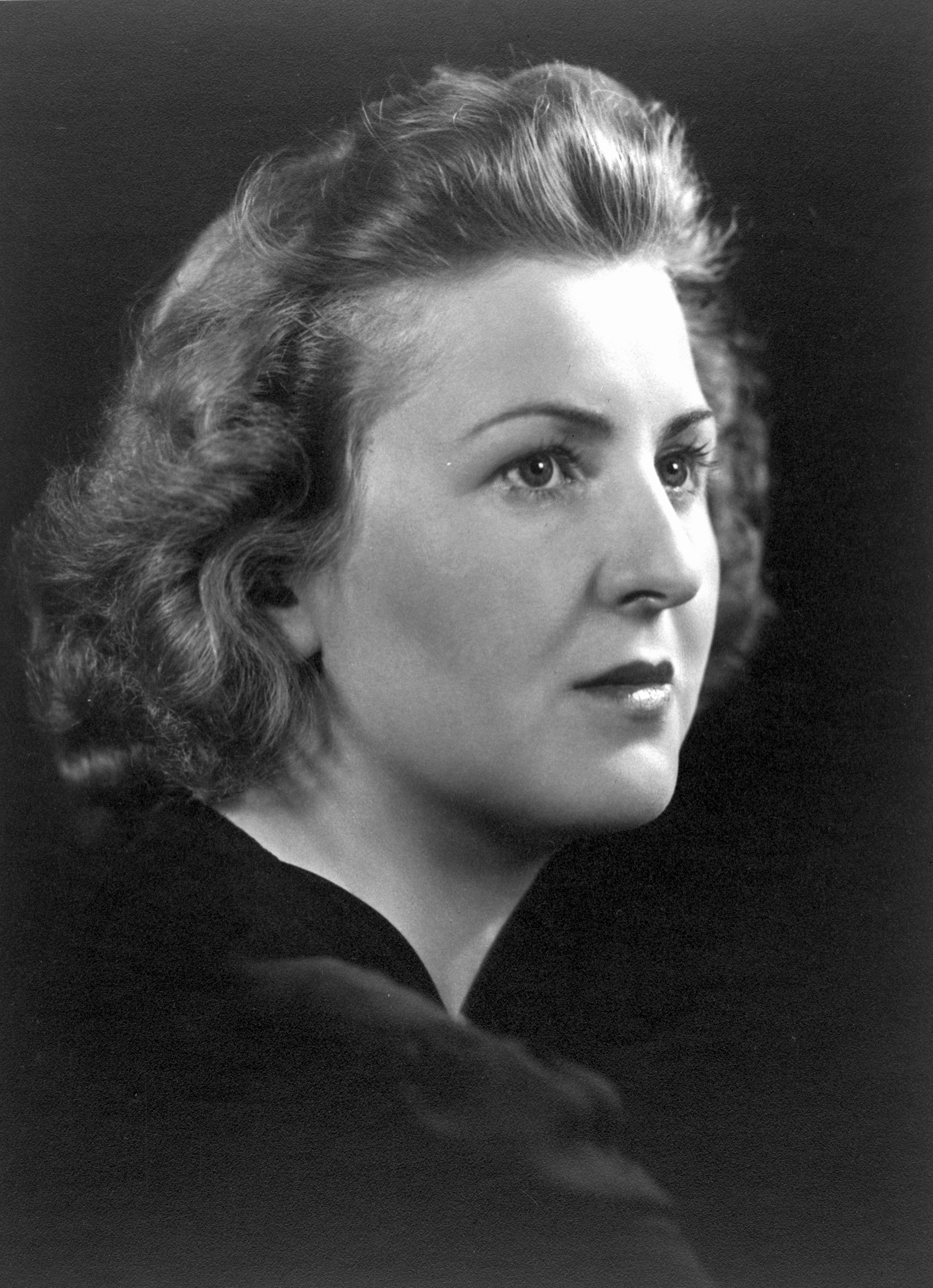
Eva Braun (1912–1945)

- Braun, Ewa (* 1944), polnische Artdirectorin und Szenenbildnerin

##### Braun, F
- Braun, Fabian (* 1997), deutscher Herrenflorett-Fechter
- Braun, Felix (1885–1973), österreichischer Schriftsteller
- Braun, Ferdinand (1812–1854), französischer Dichter, Schriftsteller, Musikrezensent und Lehrer der deutschen Sprache
- Braun, Ferdinand (1850–1918), deutscher Physiker, Nobelpreis für Physik 1909
- Braun, Finn (* 2002), deutscher Skispringer und Nordischer Kombinierer
- Braun, Florian (* 1989), deutscher Politiker (CDU)
- Braun, François (* 1962), französischer Notfallmediziner und Politiker
- Braun, Frank F. (1895–1974), deutscher Schriftsteller
- Braun, Franz (1898–1970), deutscher Politiker (CDU)
- Braun, Franz (1923–2016), deutscher Amateur-Zauberkünstler, Autor auf diesem Gebiet und Spielkartensammler
- Braun, Franz (1935–2019), deutscher Politiker (CDU), MdA
- Braun, Franz Christoph (1766–1833), Pfarrer in Oppenheim und Landtagsabgeordneter Großherzogtum Hessen
- Braun, Franziska (1885–1955), deutsche erste reguläre Studentin an der Technischen Hochschule Darmstadt
- Braun, Frederik (* 1967), deutscher Unternehmer
- Braun, Friedrich (1849–1935), Landtagsabgeordneter Großherzogtum Hessen
- Braun, Friedrich (1850–1904), deutscher lutherischer Theologe und Geistlicher
- Braun, Friedrich (1862–1942), Germanist und Altphilologe
- Braun, Friedrich (1872–1918), Schweizer Opernsänger
- Braun, Friedrich von (1863–1923), deutscher Politiker (DNVP), MdR
- Braun, Friedrich Wilhelm (1941–2025), brasilianischer Basketballspieler
- Bräun, Fritz (1903–1982), deutscher Ringer

##### Braun, G
- Braun, Gebhard (1843–1911), deutscher Kaufmann, MdR
- Braun, Georg (1541–1622), deutscher Theologe und Kanoniker
- Braun, Georg (1907–1963), österreichischer Fußballspieler und -trainer
- Braun, Georg (1918–1995), deutscher Motorradrennfahrer
- Braun, Georg Hermann (1824–1885), deutscher Rittergutsbesitzer, MdR
- Braun, Georg Wilhelm (1834–1909), Abgeordneter des Provinziallandtages der Provinz Hessen-Nassau
- Braun, Gerald (* 1942), deutscher Wirtschaftspädagoge
- Braun, Gerhard (1923–2015), deutscher Politiker (CDU), MdB
- Braun, Gerhard (1932–2016), deutscher Musiker
- Braun, Gerhard O. (* 1944), deutscher Geograph
- Braun, Gerrit (* 1967), deutscher Unternehmer
- Braun, Gert (1924–2022), deutscher Journalist
- Braun, Godehard (1798–1861), deutscher Geistlicher, Weihbischof in Trier
- Braun, Gregor (* 1955), deutscher Radrennfahrer
- Braun, Gretl (1915–1987), deutsche Schwester von Eva Braun, Schwägerin von Adolf HitlerGretl Braun (1915–1987)

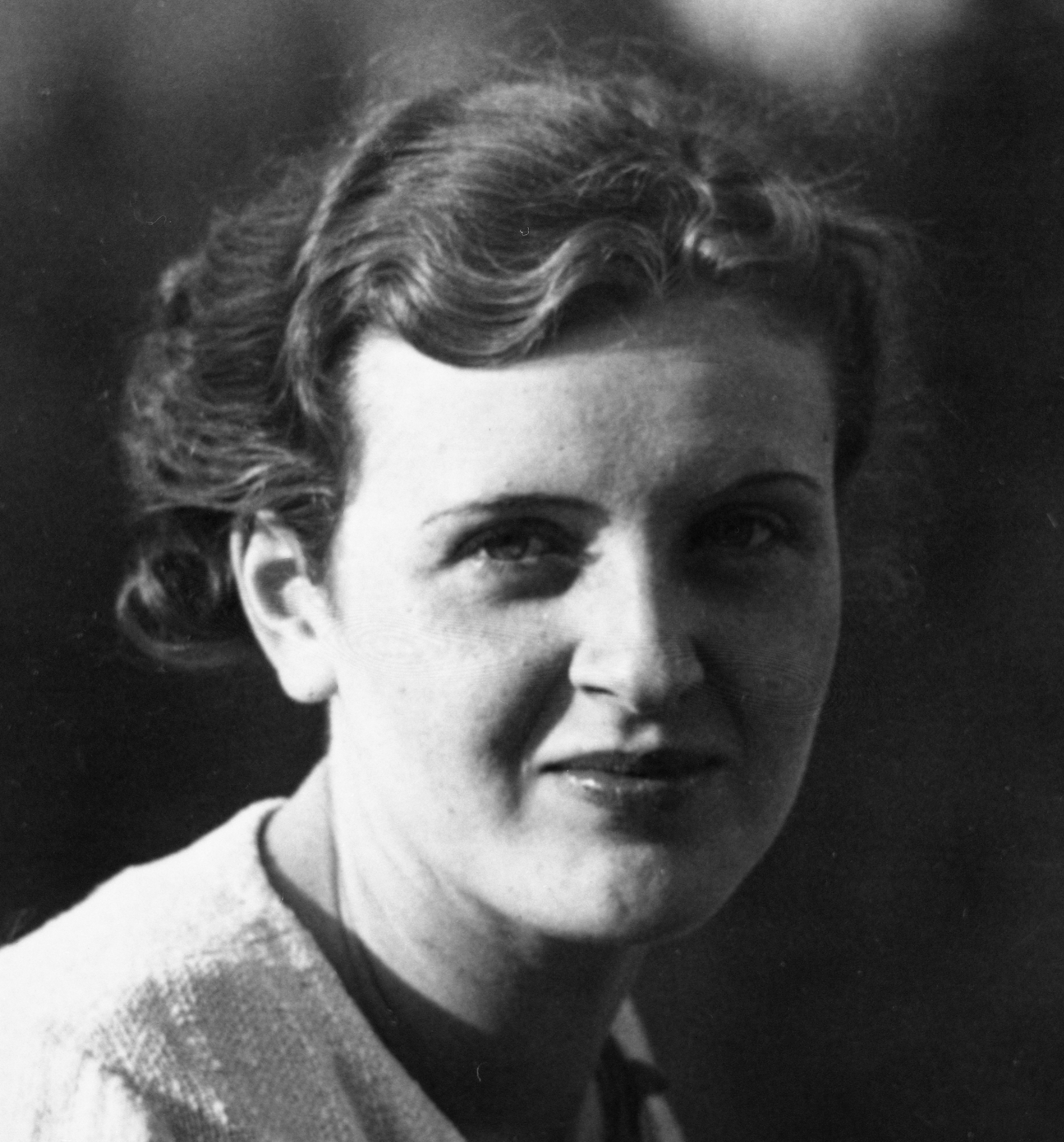
Gretl Braun (1915–1987)

- Braun, Grzegorz (* 1967), polnischer Regisseur, Drehbuchautor und Publizist
- Braun, Guido (* 1970), deutscher Historiker
- Braun, Günter (1928–2008), deutscher Schriftsteller
- Braun, Günther (1916–2004), deutscher Politiker (SED), OB von Schwerin
- Braun, Günther E. (* 1948), deutscher Wirtschaftswissenschaftler
- Braun, Gustav (1829–1911), österreichischer Gynäkologe und Geburtshelfer
- Braun, Gustav (1881–1940), deutscher Geograph

##### Braun, H
- Braun, Hamid Reza (* 1967), deutsch-iranischer Philosoph
- Braun, Hannes W. (1901–1984), deutscher Schauspieler und Filmregisseur
- Braun, Hanns (1886–1918), deutscher Leichtathlet und Bildhauer
- Braun, Hanns (1893–1966), deutscher Journalist, Redakteur, Theaterkritiker und Buchautor
- Braun, Hanns Maria (1910–1979), deutscher Schriftsteller und Journalist
- Braun, Hans (1861–1907), deutscher Gewerkschafter
- Braun, Hans (1917–1992), österreichischer Opernsänger (Bariton)
- Braun, Hans (* 1941), deutscher Soziologe und Hochschullehrer
- Braun, Hans Emil (1887–1971), deutscher Maler und Radierer
- Braun, Hans Peter (1935–2000), deutscher Politiker (CDU), Landrat des Landkreises Esslingen
- Braun, Hans Wolfgang (* 1609), deutscher Kanonengießer
- Braun, Hans-Gert (* 1942), deutscher Wirtschaftswissenschaftler und Hochschullehrer
- Braun, Hans-Joachim (* 1943), deutscher Historiker
- Braun, Hans-Joachim (1950–2011), deutscher Pädagoge, Politiker (SPD), MdL Mecklenburg-Vorpommern
- Braun, Hans-Peter (* 1950), deutscher Kirchenmusiker und Komponist
- Braun, Hans-Werner, deutsch-amerikanischer Internetpionier
- Braun, Harald (1901–1960), deutscher Regisseur, Filmproduzent und Drehbuchautor
- Braun, Harald (* 1952), deutscher Diplomat und StaatssekretärHarald Braun (* 1952)

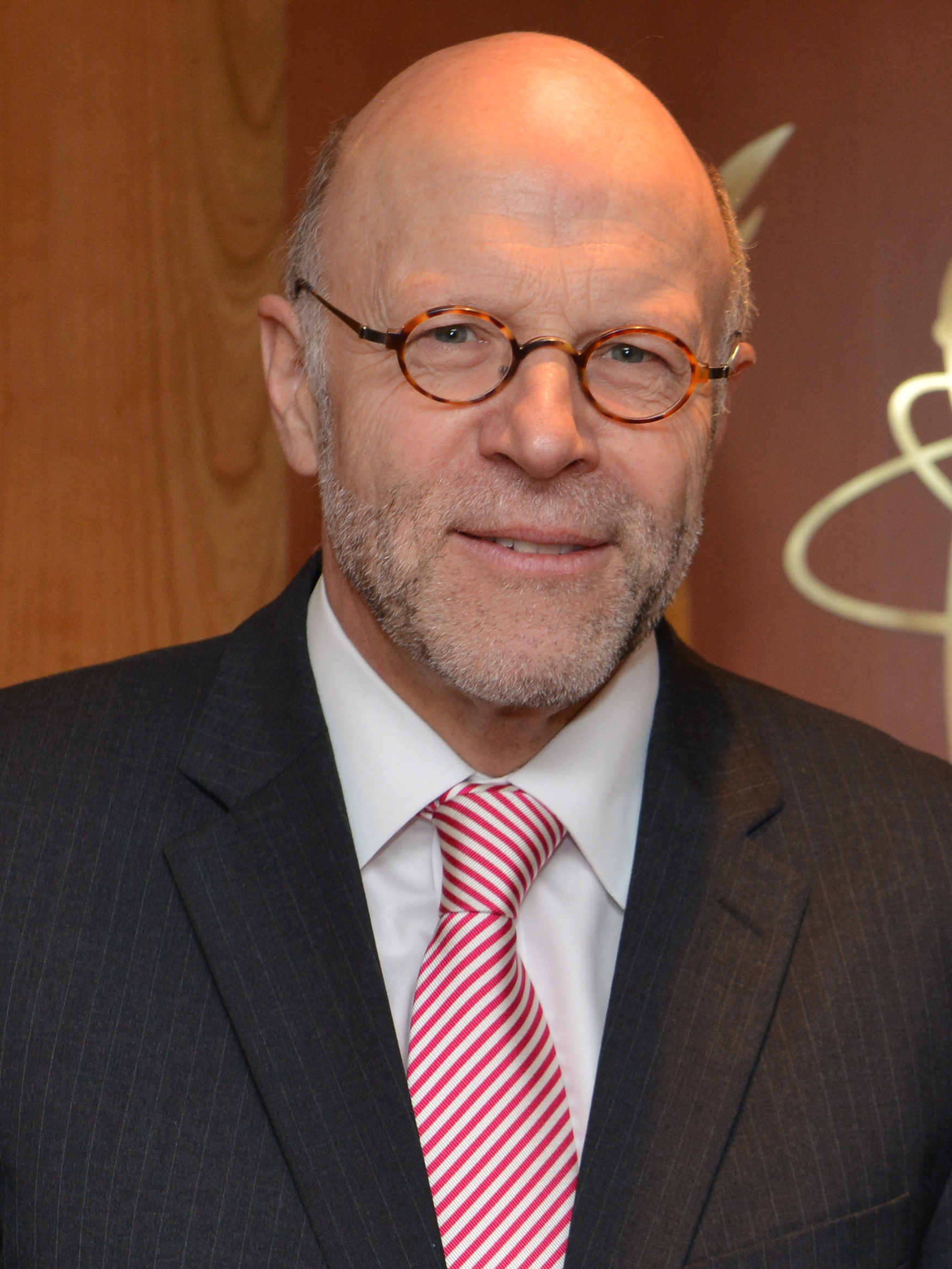
Harald Braun (* 1952)

- Braun, Harry (1908–1979), deutscher Dermatologe
- Braun, Havana Joy (* 2000), deutsch-türkische Schauspielerin
- Braun, Heinrich (1732–1792), Bildungs- und Schulreformer, Theologe
- Braun, Heinrich (1847–1911), deutscher Chirurg und Hochschullehrer
- Braun, Heinrich (1854–1927), deutscher Publizist und Politiker (SPD), MdR
- Braun, Heinrich (1862–1934), deutscher Chirurg
- Braun, Heinrich (* 1959), deutscher Informatiker
- Braun, Heinrich Gottlob von (1717–1798), preußischer General der Infanterie
- Braun, Heinrich Suso (1904–1977), österreichischer Philosoph, Theologe, Kapuziner
- Braun, Heinz (1888–1962), deutscher Jurist und Politiker (SPS), MdL
- Braun, Heinz (1938–1986), deutscher Maler und Schauspieler
- Braun, Heinz Adolfowitsch (* 1919), sowjetischer Filmschauspieler und Ansager
- Braun, Heinz-Josef (* 1957), deutscher Musiker, Schauspieler und KabarettistHeinz-Josef Braun (* 1957)

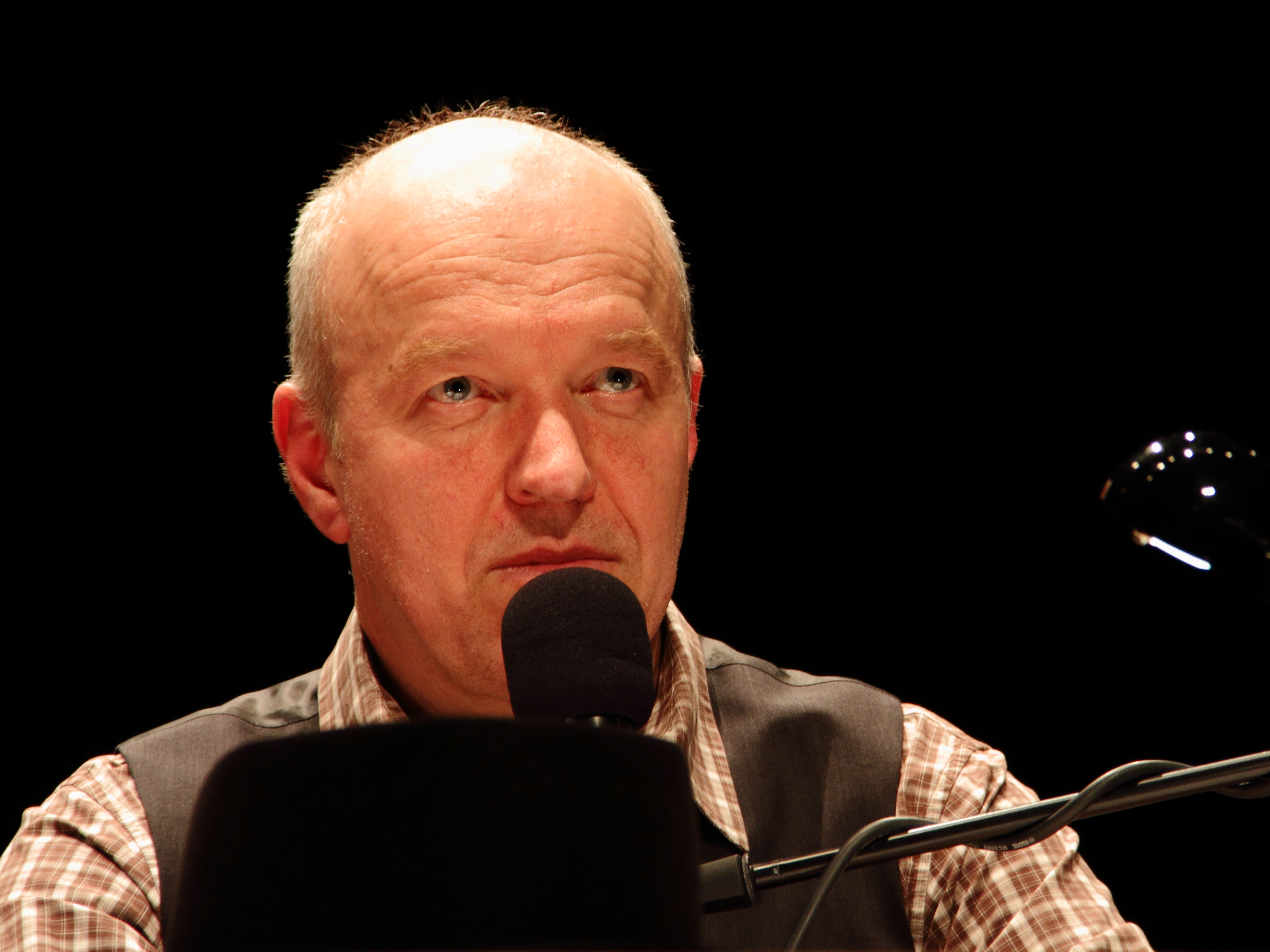
Heinz-Josef Braun (* 1957)

- Braun, Hel (1914–1986), deutsche Mathematikerin
- Braun, Helge (* 1972), deutscher Politiker (CDU), MdB
- Braun, Hellmut (1913–2008), deutscher Orientalist und Bibliothekar
- Braun, Helmut (* 1925), deutscher Bildhauer
- Braun, Helmut (* 1934), österreichischer Politiker (SPÖ), Abgeordneter zum Nationalrat, Wiener Stadtrat
- Braun, Helmut (* 1948), deutscher Verleger, Filmproduzent und Publizist
- Braun, Helmut Josef (1924–2010), deutscher Forstwissenschaftler
- Braun, Herbert (1903–1991), deutscher evangelischer Theologe
- Braun, Hermann (1862–1908), deutscher Maler und Grafiker
- Braun, Hermann (1874–1942), deutscher Automobilrennfahrer
- Braun, Hermann (1882–1948), deutscher Verwaltungsjurist
- Braun, Hermann (1909–2005), deutscher Heimatforscher, Sprachforscher, Lehrer und Kommunalpolitiker
- Braun, Hermann (1916–1995), deutscher Allgemeinarzt und ärztlicher Standespolitiker
- Braun, Hermann (1917–1945), deutscher Schauspieler
- Braun, Hermann (1925–2002), deutscher Eiskunstläufer
- Braun, Hermann (* 1932), deutscher Philosoph
- Braun, Hermann-Josef (* 1953), deutscher Historiker und Archivar
- Braun, Hildebrecht (* 1944), deutscher Politiker (FDP), MdB
- Braun, Hugo (1881–1963), deutscher Mediziner

##### Braun, I
- Braun, Ilja (* 1970), deutscher Journalist und Übersetzer
- Braun, Ilse (1909–1979), deutsche Schwester von Eva Braun, Schwägerin von Adolf HitlerIlse Braun (1909–1979)

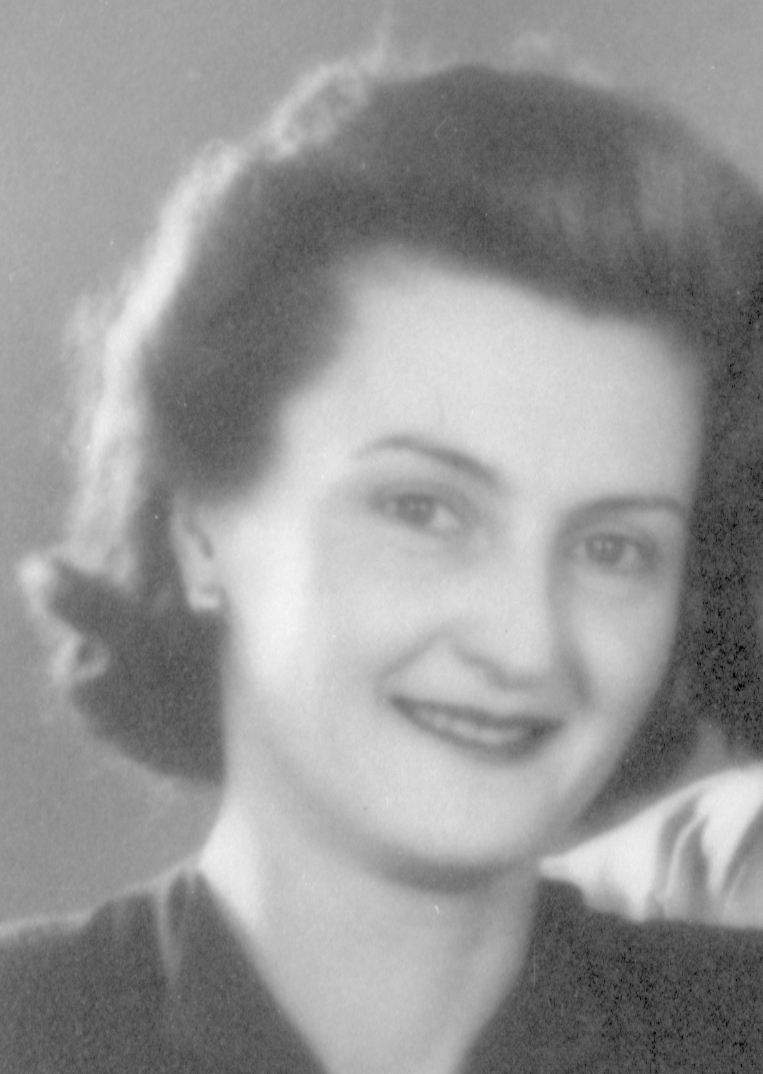
Ilse Braun (1909–1979)

- Braun, Ingrid (* 1946), deutsche Schauspielerin und Hörspielsprecherin
- Braun, Irmgard (* 1952), deutsche Kletterin und Autorin
- Braun, Isabella (1815–1886), deutsche Jugendbuchautorin

##### Braun, J
- Braun, Jacob, US-amerikanischer Cellist
- Braun, Jakob (1795–1839), österreichischer Blindenschüler und -lehrer
- Braun, Jakob (1939–2018), deutscher Soziologe
- Braun, Jana (* 1998), deutsche Fußballspielerin
- Braun, Jasmine (* 1988), luxemburgische Schriftstellerin von Jugendliteratur
- Braun, Jean Daniel († 1738), französischer Flötist und Komponist
- Braun, Jennifer (* 1991), deutsche Pop- und RocksängerinJennifer Braun (* 1991)

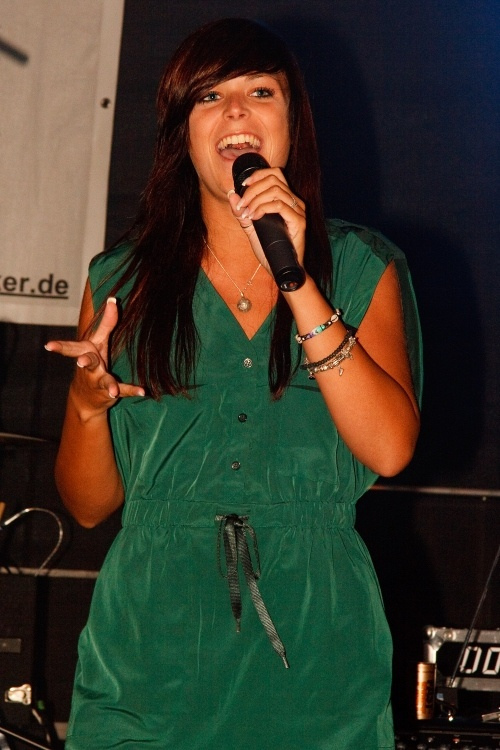
Jennifer Braun (* 1991)

- Braun, Jerzy (1911–1968), polnischer Ruderer
- Braun, Jessica (* 1975), deutsche Journalistin und Autorin
- Braun, Joachim (1904–2003), evangelischer Pfarrer
- Braun, Joachim (* 1951), deutscher Veterinärmediziner
- Braun, Joachim (* 1960), deutscher Autor und Psychotherapeut
- Braun, Joachim (* 1965), deutscher Journalist
- Braun, Joachim von (1587–1659), deutscher Jurist, Gesandter bei den Westfälischen Friedensverhandlungen
- Braun, Joachim von (1905–1974), deutscher Verwaltungsjurist, Geschäftsführer des Göttinger Arbeitskreises ostdeutscher Wissenschaftler
- Braun, Joachim von (* 1950), deutscher Agrarwissenschaftler
- Braun, Jochen W. (* 1942), deutscher Kaufmann, Autor und Modellbauer
- Braun, Johann (1753–1811), deutscher Violinist und Komponist
- Braun, Johann (1896–1948), österreichischer NSDAP-Kreisleiter
- Braun, Johann (1946–2023), deutscher Rechtswissenschaftler und Rechtsphilosoph
- Braun, Johann Adam (1753–1787), deutscher Schriftsteller
- Braun, Johann Adam (* 1765), deutscher Theologe und Arzt
- Braun, Johann Balthasar († 1688), deutscher Jurist und Hochschullehrer
- Braun, Johann Bernhard (1794–1843), deutscher Unternehmer, Mitglied der kurhessischen Ständeversammlung
- Braun, Johann Carl Ludwig (1771–1835), preußischer Generalleutnant
- Braun, Johann Friedrich (1758–1824), deutscher Oboist und Komponist
- Braun, Johann Friedrich von (1722–1799), deutscher Soldat, Sachbuchautor und Rittergutsbesitzer
- Braun, Johann Georg Franz († 1678), deutschböhmischer katholischer Kantor, Komponist und Gesangbuchherausgeber
- Braun, Johann von (1867–1938), deutscher Generalleutnant der Reichswehr
- Braun, Johann Wilhelm (1796–1863), deutscher Bildhauer
- Braun, Johann Wilhelm (* 1940), Historiker
- Braun, Johann Wilhelm Joseph (1801–1863), deutscher katholischer Kirchenhistoriker
- Braun, Johanna, deutsche Journalistin
- Braun, Johanna (1929–2008), deutsche Schriftstellerin
- Braun, Johannes, deutscher Stiftsvikar in Eisenach und Freund Martin Luthers
- Braun, Johannes (1919–2004), deutscher Geistlicher
- Braun, Josef (1889–1955), deutscher Politiker (Zentrum, CDU), MdL
- Braun, Josef (1892–1971), deutscher Politiker (CSU), MdL
- Braun, Josef (1907–1966), deutscher Politiker (SPD), MdB
- Braun, Josef Adam (1712–1768), deutsch-russischer Physiker und Hochschullehrer
- Braun, Joseph (1857–1947), deutscher katholischer Theologe
- Braun, József (1901–1943), ungarischer Fußballspieler und -trainer
- Braun, Judith (* 1972), deutsche Opernsängerin (Mezzosopranistin/dramatischer Sopran)
- Braun, Julian (* 1995), deutscher Radrennfahrer
- Braun, Julius (1808–1874), deutscher Rittergutsbesitzer und konservativer Politiker, MdL (Königreich Sachsen)
- Braun, Julius (1821–1878), deutscher Badearzt und Dichter in Bad Oeynhausen
- Braun, Julius (1825–1869), deutscher Kunsthistoriker und Hochschullehrer
- Braun, Julius (1895–1962), deutscher Generalleutnant der deutschen Wehrmacht
- Braun, Julius von (1868–1931), deutscher Verwaltungsbeamter
- Braun, Julius von (1875–1939), deutscher Chemiker
- Braun, Jürgen (* 1953), deutscher Rheumatologe
- Braun, Jürgen (* 1961), deutscher Politiker (AfD), MdB
- Braun, Justin (* 1987), US-amerikanischer Eishockeyspieler
- Braun, Justin (* 1987), US-amerikanischer Fußballspieler
- Braun, Justus (1765–1830), deutscher Bürgermeister und Landstand

##### Braun, K
- Braun, Karl (1807–1868), sächsischer Politiker und Regierungschef
- Braun, Karl (1822–1893), deutscher Politiker, MdR
- Braun, Karl (1870–1935), deutscher Botaniker
- Braun, Karl (1897–1983), deutscher Politiker (SPD), MdL
- Braun, Karl (1902–1937), deutscher Motorradrennfahrer
- Braun, Karl (* 1930), deutscher Geistlicher, römisch-katholischer Altbischof von Eichstätt, Alterzbischof von BambergKarl Braun (* 1930)

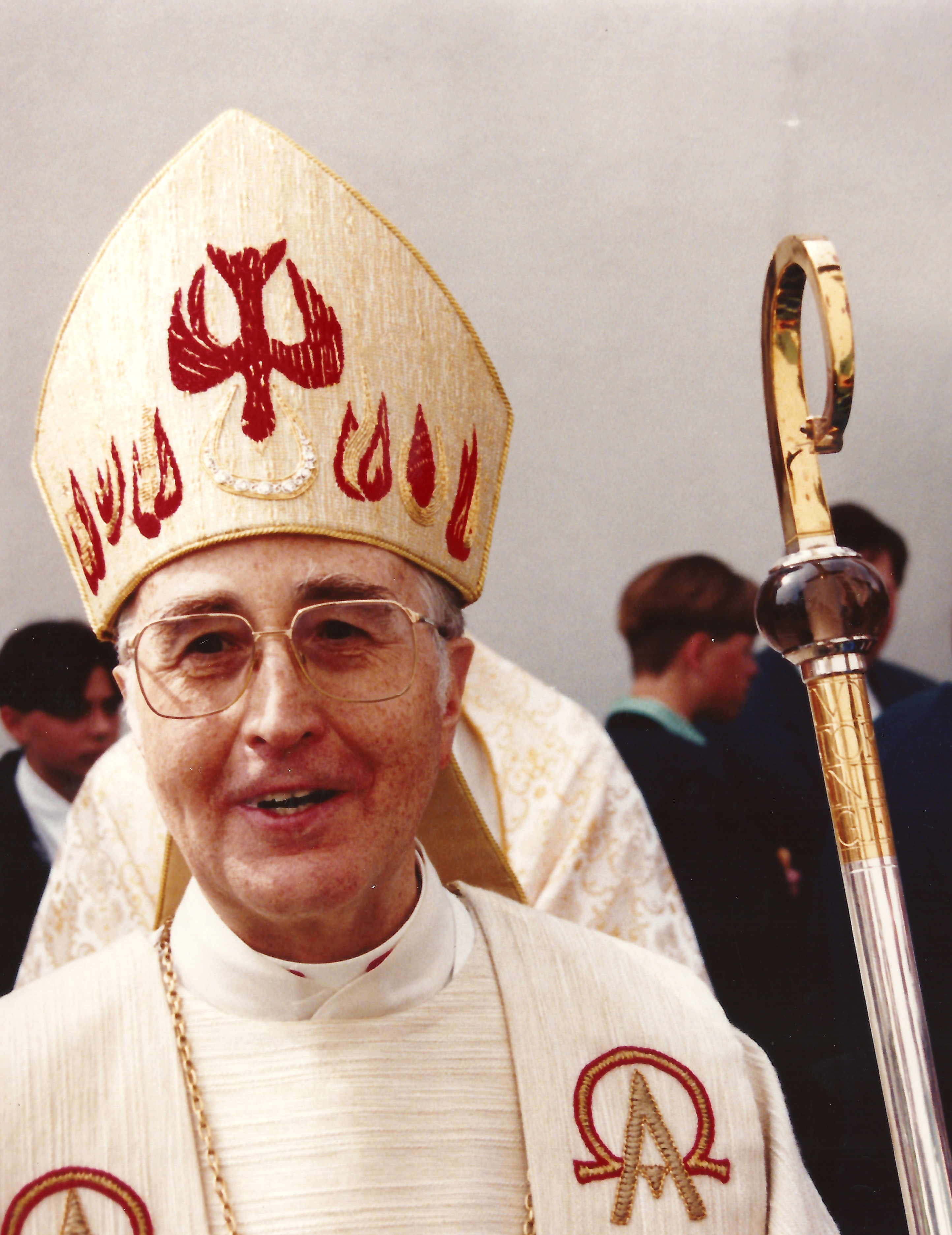
Karl Braun (* 1930)

- Braun, Karl (* 1952), deutscher Ethnologe
- Braun, Karl Anton Philipp (1788–1835), deutscher Oboist und Komponist
- Braun, Karl Friedrich Wilhelm (1800–1864), deutscher Apotheker, Botaniker, Geologe und Paläontologe
- Braun, Karl Ludwig (1796–1868), deutscher Mediziner und Fachautor
- Braun, Karl von (1832–1903), deutscher Reichsgerichtsrat
- Braun, Karl-Heinz (* 1948), deutscher Pädagoge und Hochschullehrer
- Braun, Karl-Heinz (* 1955), deutscher römisch-katholischer Theologe
- Braun, Karl-Theodor (1909–1994), Maschinenbauingenieur und Hochschullehrer
- Braun, Karlheinz (* 1932), deutscher Verleger
- Braun, Kaspar (1807–1877), deutscher Maler, Zeichner, Illustrator, Holzstecher und Verleger
- Braun, Katharina (1894–1989), deutsche Lehrerin, Grafikerin und Malerin
- Braun, Käthe (1913–1994), deutsche Schauspielerin und Drehbuchautorin
- Braun, Kazimierz (* 1936), polnischer Theaterregisseur, -wissenschaftler und -pädagogeKazimierz Braun (* 1936)

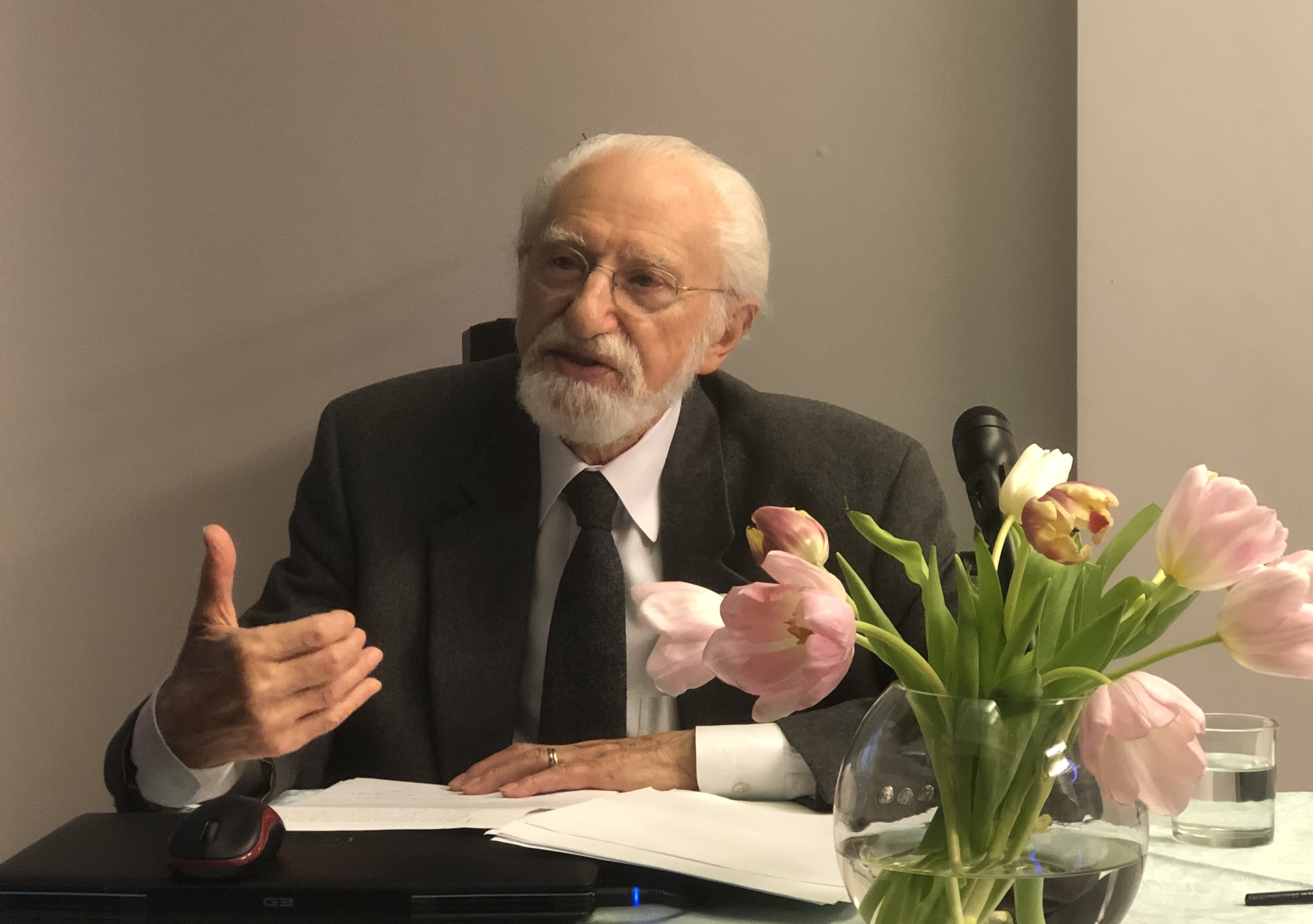
Kazimierz Braun (* 1936)

- Braun, Kerstin (* 1970), deutsche Fotografin
- Braun, Kim (* 1997), deutsche Handballspielerin
- Braun, Kira (* 1995), deutsche Politikerin (SPD)
- Braun, Klaus Dieter (* 1940), deutscher Unternehmer und Hochschulgründer
- Braun, Klaus-Peter (1958–1981), deutscher DDR-Grenzsoldat, im Dienst erschossen
- Braun, Konrad († 1563), deutscher Kanonist und Theologe
- Braun, Kurt (1897–1985), deutschamerikanischer Arbeitsökonom
- Braun, Kurt (1921–1990), deutscher Tischtennisspieler
- Braun, Kurt Günther (1905–1945), deutscher Landrat

##### Braun, L
- Braun, Lasse (1936–2015), italienischer Filmregisseur
- Braun, Laurin (* 1991), deutscher Eishockeyspieler
- Braun, Lena (* 1961), deutsche Künstlerin und Autorin
- Braun, Leo Hubert (1891–1969), deutscher Maler und Grafiker
- Braun, Lilian Jackson (1913–2011), US-amerikanische Krimiautorin
- Braun, Lily (1865–1916), deutsche Schriftstellerin, Sozialistin und FrauenrechtlerinLily Braun (1865–1916)

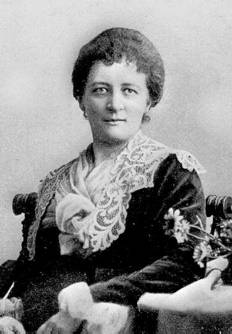
Lily Braun (1865–1916)

- Braun, Lioba (* 1957), deutsche Opernsängerin (Alt, Mezzosopran, Sopran) und Gesangspädagogin
- Braun, Lisa, deutsche (Synchron-)Sprecherin und Schauspielerin
- Braun, Louis (1836–1916), deutscher Historienmaler, Militärmaler
- Braun, Lucien (1923–2020), französischer Philosophiehistoriker und Hochschullehrer
- Braun, Ludwig (* 1943), deutscher Altphilologe
- Braun, Ludwig Albrecht (1797–1869), Landtagsabgeordneter Großherzogtum Hessen
- Braun, Ludwig Georg (* 1943), deutscher Unternehmer, Ehrenpräsident des DIHK
- Braun, Luitpold (* 1950), deutscher Kommunalpolitiker
- Braun, Lutz (* 1966), deutscher Fußballspieler
- Braun, Luzia (* 1954), deutsche Filmemacherin, Redakteurin und ModeratorinLuzia Braun (* 1954)

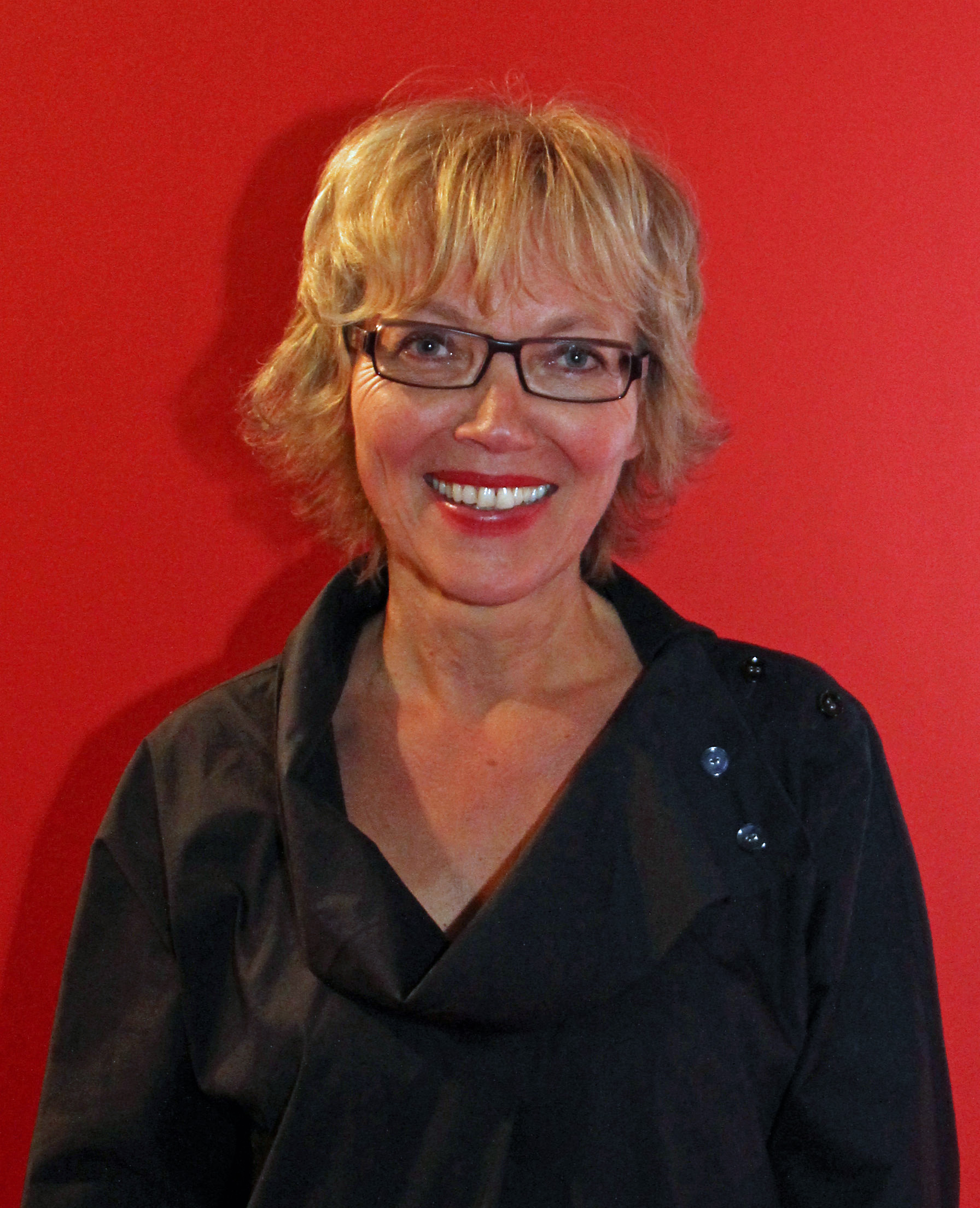
Luzia Braun (* 1954)

##### Braun, M
- Braun, Magnus von (1878–1972), deutscher Jurist und Politiker (DNVP), Reichsminister
- Braun, Magnus von (1919–2003), deutscher Chemieingenieur und Raketenkonstrukteur
- Braun, Maike (* 1962), deutsche Autorin
- Braun, Manfred (1928–2023), deutscher Politiker (SPD), MdL
- Braun, Manuel (* 2005), deutscher Fußballspieler
- Braun, Marco (* 1980), österreichischer Schauspieler
- Braun, Marcus (* 1971), deutscher Schriftsteller
- Braun, Mareike (* 2000), deutsche Biathletin
- Braun, Margarete (1893–1966), deutsche Theologin
- Braun, Margrit von (* 1952), US-amerikanische Umweltwissenschaftlerin
- Braun, Marie (1911–1982), niederländische Schwimmerin
- Braun, Marina (* 1960), deutsche Schauspielerin und Moderatorin
- Braun, Mark (1962–2008), deutscher Architekt
- Braun, Markus (1950–2014), Schweizer Komponist, Organist und Pianist
- Braun, Markus (* 1969), österreichischer Tech-Investor und UnternehmerMarkus Braun (* 1969)

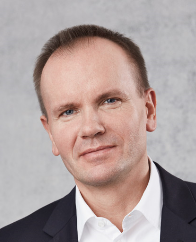
Markus Braun (* 1969)

- Braun, Markus (* 1981), deutscher Jazzmusiker (Bass) und Toningenieur
- Braun, Martin (1808–1892), deutscher Orgelbauer
- Braun, Martin (* 1968), deutscher Fußballspieler, -funktionär und -trainer
- Braun, Martina (* 1960), deutsche Politikerin (Bündnis 90/Die Grünen), MdL
- Braun, Marvin (* 1982), deutscher Fußballspieler
- Braun, Matthäus (1737–1819), schwäbischer Dichter
- Braun, Matthias (* 1949), deutscher Literaturwissenschaftler
- Braun, Matthias (* 1959), deutscher Politiker (CDU)
- Braun, Matthias Bernhard (1684–1738), österreichischer Bildhauer des Barock in Böhmen
- Braun, Matthias Nicolaus (1684–1737), deutscher Jurist, Kanzleidirektor der Grafschaft Mansfeld und Rittergutsbesitzer
- Braun, Matti (* 1968), deutscher Künstler
- Braun, Max (1850–1930), deutscher Zoologe und Hochschullehrer
- Braun, Max (1859–1925), deutscher evangelischer Pfarrer
- Braun, Max (1883–1967), US-amerikanischer Tauzieher
- Braun, Max (1890–1951), deutscher Ingenieur, Erfinder und Unternehmer
- Braun, Max (1892–1945), deutscher sozialdemokratischer Politiker und JournalistMax Braun (1892–1945)

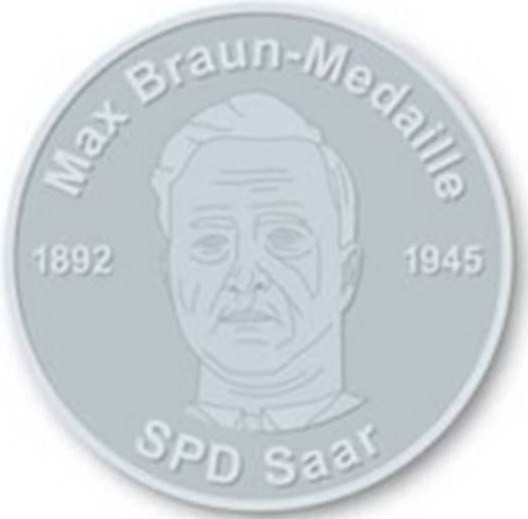
Max Braun (1892–1945)

- Braun, Maxim (* 1993), kasachischer Biathlet
- Braun, Maximilian (1903–1984), deutscher Slawist, Übersetzer und Autor
- Braun, Maximilian (1965–2015), deutscher Klassischer Philologe
- Braun, Maximilian (* 1996), deutscher Schauspieler und Synchronsprecher
- Braun, Meinrad (* 1953), deutscher Autor
- Braun, Michael (1866–1954), deutscher Unternehmer
- Braun, Michael (1930–2014), deutscher Regisseur und Drehbuchautor
- Braun, Michael (* 1950), deutscher Fußballspieler
- Braun, Michael (* 1952), deutscher Journalist und Moderator
- Braun, Michael (* 1956), deutscher Politiker (CDU) und Notar
- Braun, Michael (* 1957), deutscher Politologe und Journalist
- Braun, Michael (1958–2022), deutscher Literaturkritiker und Herausgeber
- Braun, Michael (* 1958), deutscher Fußballspieler
- Braun, Mike (* 1954), US-amerikanischer Politiker
- Braun, Monique (* 1989), deutsche Fußballspielerin
- Braun, Moritz († 1923), deutscher Politiker und Schneidermeister

##### Braun, N
- Braun, Nicholas (* 1988), US-amerikanischer SchauspielerNicholas Braun (* 1988)

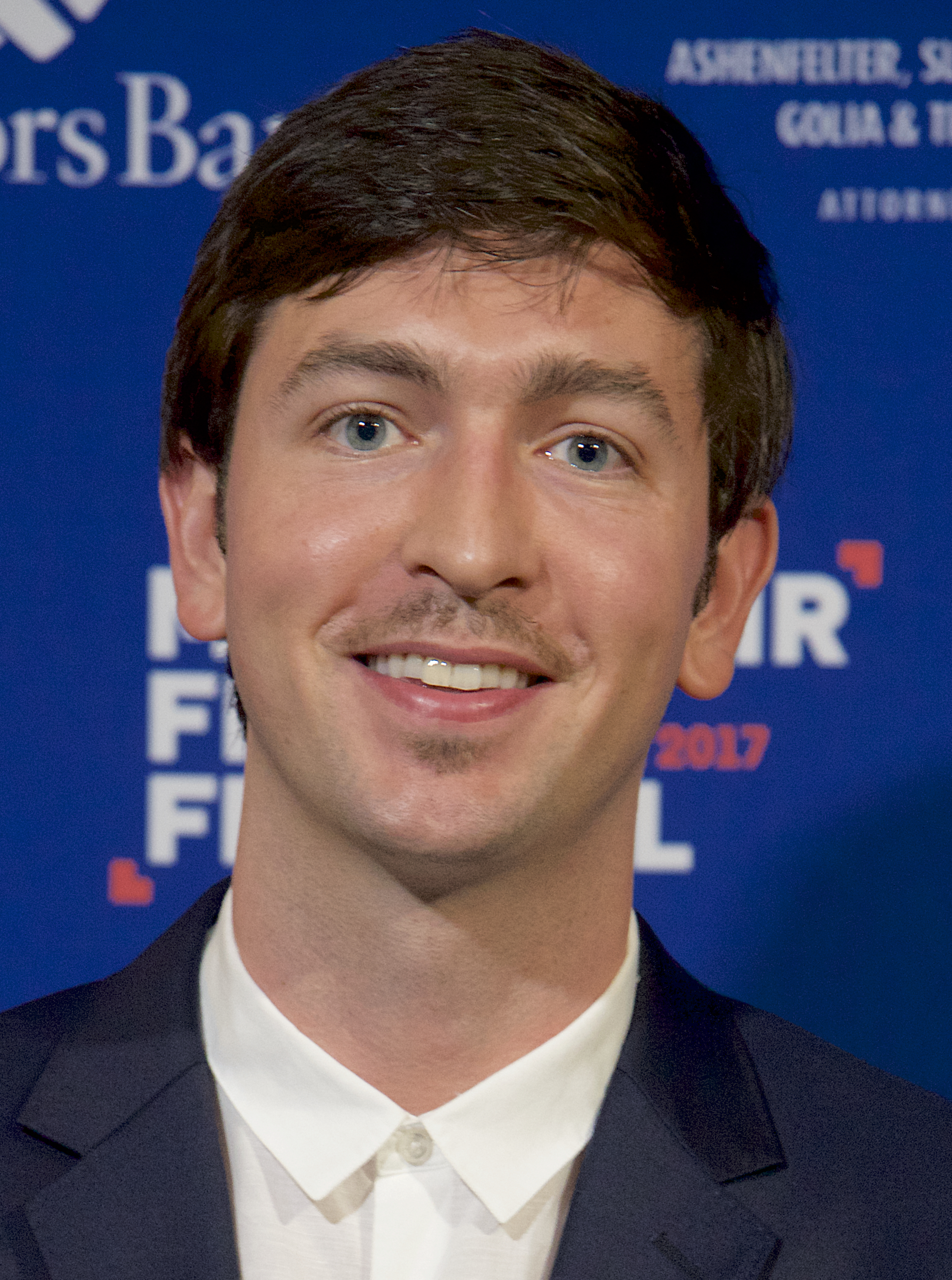
Nicholas Braun (* 1988)

- Braun, Nick (* 2000), belgisch-deutscher Handballspieler
- Braun, Nico (* 1950), luxemburgischer Fußballspieler
- Braun, Nicolaus (1558–1639), deutscher Physiker und Mediziner, Professor in Marburg
- Braun, Nikolaus (1900–1950), deutscher Maler
- Braun, Norbert (* 1950), deutscher Unternehmer
- Braun, Norbert (* 1952), deutscher Schauspieler
- Braun, Norman (1912–1986), deutscher Architekt
- Braun, Norman (1959–2013), deutscher Soziologe

##### Braun, O
- Braun, Odilo (1899–1981), deutscher Ordensgeistlicher und Widerstandskämpfer
- Braun, Oliver (* 1973), deutscher Sportmanager und ehemaliger Basketballnationalspieler
- Braun, Oskar (1867–1944), österreichischer Opernsänger (Tenor) und Theaterschauspieler
- Braun, Ottmar (1944–2022), deutsch-luxemburgischer Journalist
- Braun, Otto (1824–1900), deutscher Journalist
- Braun, Otto (1872–1955), deutscher Politiker (SPD), MdR in der Weimarer RepublikOtto Braun (1872–1955)

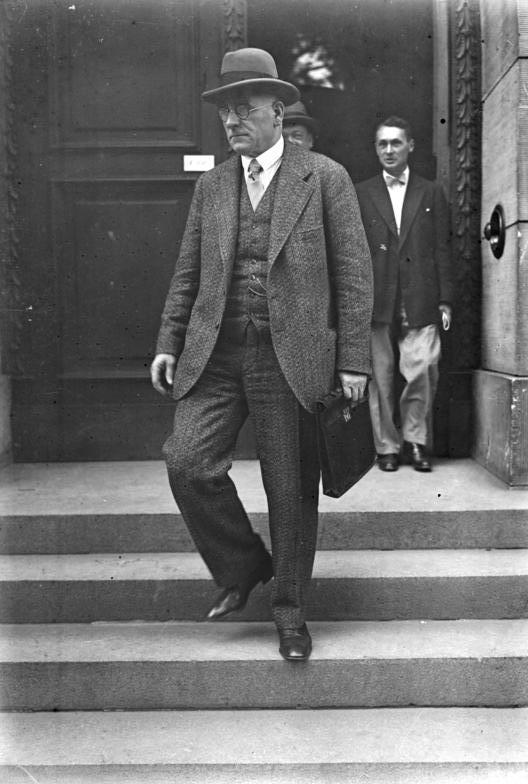
Otto Braun (1872–1955)

- Braun, Otto (1882–1969), deutscher Verwaltungsjurist und Politiker (NSDAP), MdPl
- Braun, Otto (1897–1918), deutscher Lyriker
- Braun, Otto (1900–1974), deutscher Schriftsteller und KPD-Funktionär
- Braun, Otto (1904–1986), deutscher Politiker (FDP), MdL
- Braun, Otto Philipp (1798–1869), bolivianischer Kriegsminister, Großmarschall von Montenegro und Gefährte von Simon Bolivar
- Braun, Otto Rudolf (1931–2016), österreichischer Autor

##### Braun, P
- Braun, Patrick (* 1973), deutscher Schauspieler und Sprecher
- Braun, Paul (1926–2000), deutscher Polizeibeamter
- Braun, Paul von (1820–1892), deutscher Verwaltungsjurist und bayerischer Politiker
- Braun, Paulus von (1842–1924), deutscher evangelischer Theologe
- Braun, Peter (1927–2012), deutscher Sprachwissenschaftler und Hochschullehrer
- Braun, Peter (* 1941), deutscher Lokalpolitiker (SPD), MdL
- Braun, Peter (* 1950), deutscher Unternehmer und Politiker (FDP), MdBB
- Braun, Peter (1960–2016), deutscher Schriftsteller und Journalist
- Braun, Peter (* 1962), deutscher Mittelstreckenläufer
- Braun, Peter Leonhard (* 1929), deutscher Feature-Autor, Hörfunk-Redakteur und Medienfestival-Manager
- Braun, Peter Michael (1936–2019), deutscher Komponist
- Braun, Peter Viktor (1825–1882), französischer katholischer Priester, Ordensstifter, als heiligmäßig verehrt
- Braun, Peter von († 1819), österreichischer Industrieller und Theaterdirektor
- Braun, Philipp (1654–1735), deutscher Geistlicher, Kirchenrechtler und Hochschullehrer
- Braun, Philipp (1844–1929), deutscher Altphilologe und Gymnasiallehrer
- Braun, Philipp (* 1967), deutscher Schwulenaktivist
- Braun, Pierre Josef (* 1959), deutscher Botaniker
- Braun, Pieter (* 1993), niederländischer Leichtathlet
- Braun, Pinkas (1923–2008), Schweizer Theater-, Film- und Fernsehschauspieler
- Braun, Placidus (1756–1829), deutscher Benediktiner und Kirchenhistoriker
- Braun, Pola († 1943), polnische Komponistin, Pianistin und Dichterin
- Braun, Priska M. Thomas (* 1954), Schweizer Journalistin und Schriftstellerin

##### Braun, R
- Braun, Rainer (* 1940), deutscher Sportjournalist, Streckensprecher und Kommentator im MotorsportRainer Braun (* 1940)

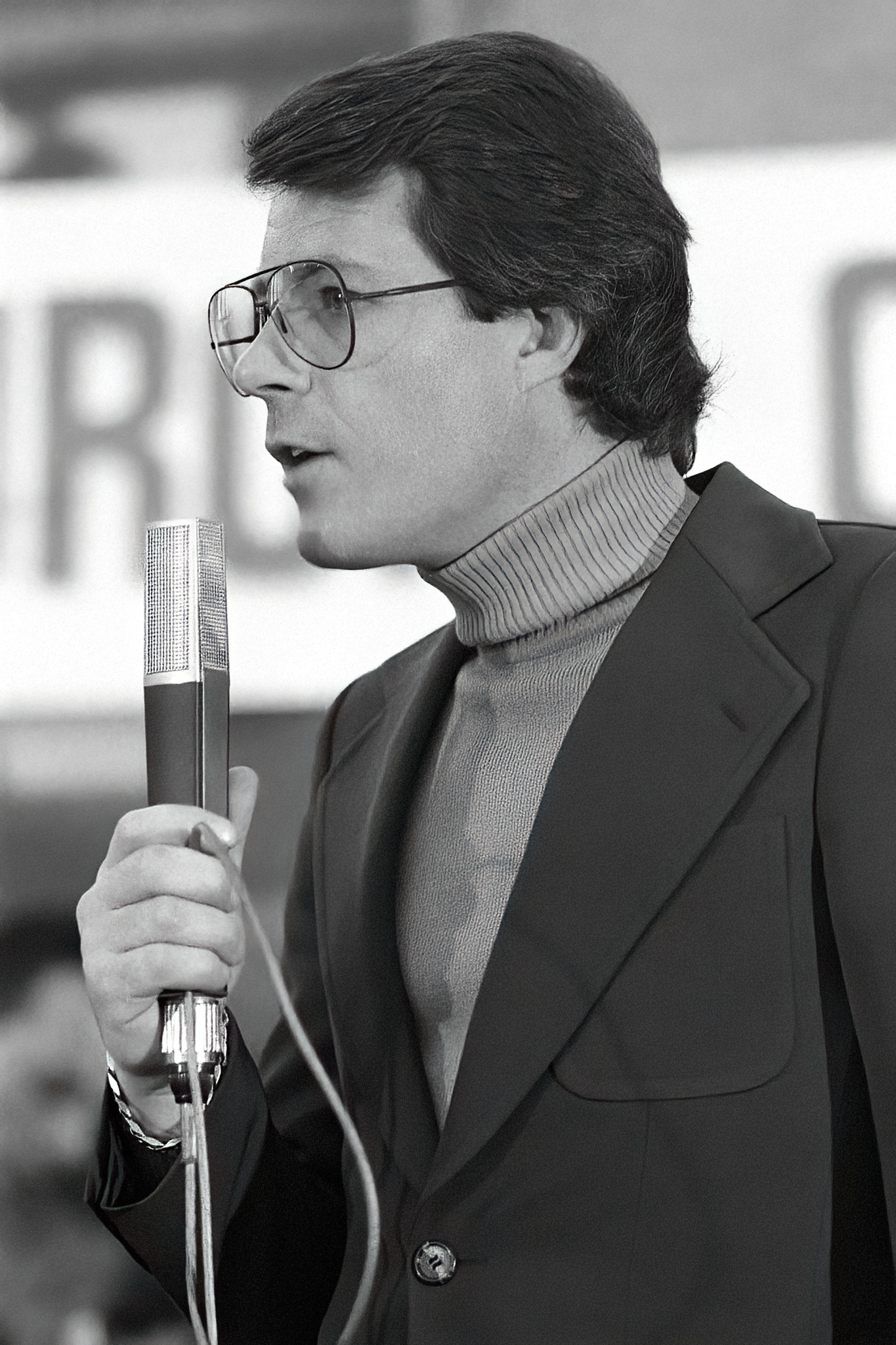
Rainer Braun (* 1940)

- Braun, Ralf (* 1973), deutscher Schwimmer
- Braun, Reiner (* 1948), deutscher Politiker (SPD), MdL
- Braun, Reiner (* 1952), deutscher Aktivist und Autor
- Braun, Reinhard (1902–1981), deutscher Augenarzt und Hochschullehrer
- Braun, Reinhold (1879–1959), deutscher Erzähler, Lyriker und Verfasser von Biografien
- Braun, Rick (* 1955), US-amerikanischer Smooth-Jazz-Trompeter
- Braun, Rico (* 1997), deutscher Degenfechter
- Braun, Robert (1896–1972), österreichischer Schriftsteller und Bibliothekar
- Braun, Robert (* 1956), Astronom und Hochschullehrer
- Braun, Robert N. (1914–2007), österreichischer Allgemeinmediziner
- Braun, Robin (* 1996), deutscher Fußballschiedsrichter
- Braun, Roland (* 1953), deutscher Generalmajor
- Braun, Roland (* 1972), deutscher Skisportler
- Braun, Rolf (1929–2006), deutscher Karnevalskünstler, Fastnachter
- Braun, Roman (* 1960), österreichischer Autor
- Braun, Rüdiger (* 1964), deutscher Fußballspieler
- Braun, Rudolf (1869–1925), österreichischer Komponist, Pianist und Musikpädagoge
- Braun, Rudolf (1889–1975), deutscher Unternehmer und Politiker (NSDAP), MdR
- Braun, Rudolf (1920–1999), Schweizer Umwelttechniker sowie Hochschullehrer
- Braun, Rudolf (1930–2012), Schweizer Historiker
- Braun, Rudolf (* 1955), deutscher Politiker (CDU), MdB
- Braun, Russell (* 1965), kanadischer Opernsänger (Bariton)
- Braun, Ruth (1919–2012), deutsche Ehrenamtliche für die Evangelische Landeskirche Württemberg

##### Braun, S
- Braun, Sabine (* 1965), deutsche Siebenkämpferin
- Braun, Salomon (1639–1675), deutscher Mediziner, Physikus in Biberach
- Braun, Samuel (1590–1668), Schweizer Wund- und Schiffsarzt, Ethnograf Westafrikas
- Braun, Sara (1862–1955), chilenische Unternehmerin und Philanthropin
- Braun, Scooter (* 1981), US-amerikanischer Manager und TexterScooter Braun (* 1981)

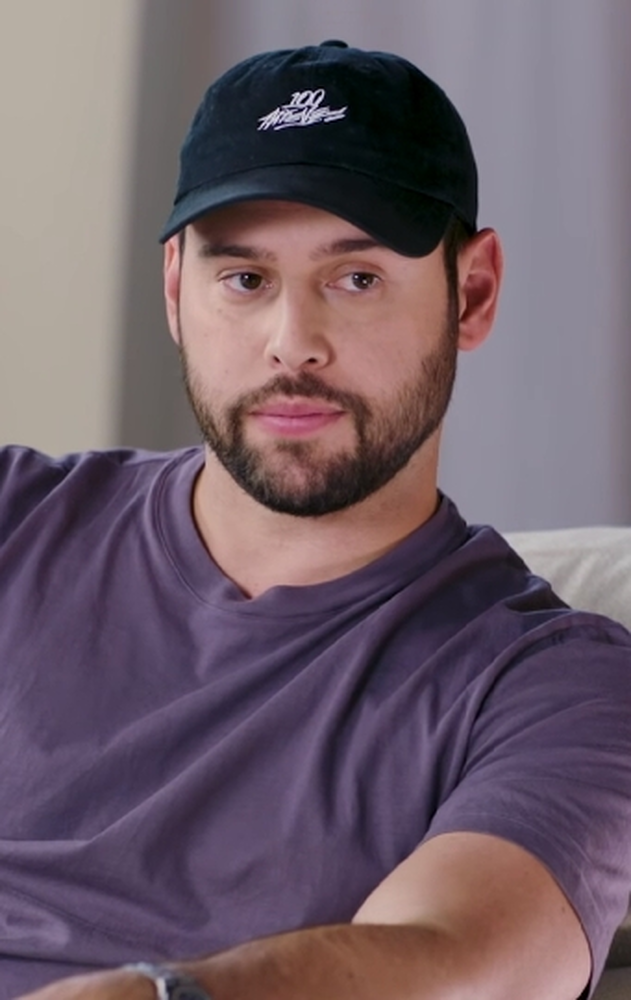
Scooter Braun (* 1981)

- Braun, Sebastian (* 1971), deutscher Sportsoziologe und Hochschullehrer
- Braun, Sebastian Till (* 1978), deutscher Ökonom
- Braun, Shony Alex (1924–2002), rumänisch-amerikanischer Geiger, Komponist und Schauspieler
- Braun, Sigismund II. (1660–1716), österreichischer Zisterzienser
- Braun, Sigismund von (1911–1998), deutscher Diplomat
- Braun, Sixtus († 1614), Stadtschreiber und Syndikus, später Bürgermeister von Naumburg
- Braun, Sophia (* 2000), argentinische Fußballspielerin
- Braun, Stephan (* 1959), deutscher Politiker (SPD), ehemaliges MdL von Baden-Württemberg
- Braun, Stephan (* 1975), deutscher Journalist
- Braun, Stephan (* 1978), deutscher Jazz-Cellist
- Braun, Steve (* 1976), kanadischer Fernseh- und Filmschauspieler
- Braun, Sumiko (* 1988), US-amerikanische Schauspielerin, Filmproduzentin, Filmregisseurin, Drehbuchautorin, Synchronsprecherin und Model
- Braun, Sylvia (* 1972), deutsche Kommunalpolitikerin (FDP)

##### Braun, T
- Braun, Tamara (* 1971), US-amerikanische Schauspielerin
- Braun, Taylor (* 1991), US-amerikanischer Basketballspieler
- Braun, Theo (1922–2006), österreichischer Maler und Grafiker
- Braun, Theodor (1802–1887), deutscher Beamter und Politiker
- Braun, Theodor (1833–1911), deutscher Theologe
- Braun, Thomas, General der Luftwaffe der Bundeswehr
- Braun, Thomas (1814–1906), deutsch-belgischer Pädagoge
- Braun, Thomas (1876–1961), belgischer Schriftsteller, Literaturwissenschaftler und Jurist
- Braun, Thomas (* 1968), deutscher Chemiker und Hochschullehrer an der Humboldt-Universität zu Berlin
- Braun, Toni (1876–1911), österreichische Theaterschauspielerin und Sängerin (Sopran)

##### Braun, U
- Braun, Ulrich (1941–2023), deutscher Fußballspieler
- Braun, Ulu (* 1976), deutscher bildender Künstler und Filmemacher
- Braun, Ursula (1921–1984), deutsche Schauspielerin und Synchronsprecherin

##### Braun, V
- Braun, Vanessa (* 1998), deutsche Leichtathletin
- Braun, Viktor (1899–1971), österreichischer Schauspieler und Hörspielsprecher
- Braun, Vitali (* 1984), deutscher Schachspieler
- Braun, Vittoria (* 1948), deutsche Medizinerin und Hochschullehrerin
- Braun, Volker (* 1939), deutscher Schriftsteller
- Braun, Volkmar (* 1938), deutscher Mikrobiologe

##### Braun, W
- Braun, Waldemar (1877–1954), deutscher Unternehmer
- Braun, Walter (1884–1933), deutscher Verwaltungsjurist, Landrat in Pommern
- Braun, Walter (1892–1973), deutscher evangelischer Theologe
- Braun, Walter (1905–1977), deutscher Kommunalpolitiker, Schulleiter und Heimatpfleger in Memmingen
- Braun, Walter (1913–1989), deutscher Großkaufmann und bayerischer Senator
- Braun, Walter (* 1925), deutscher Fußballspieler
- Braun, Walter (1930–2019), deutscher Politiker (CDU), MdL, Landesminister in Schleswig-Holstein
- Braun, Waltraud (1918–1987), deutsche Dermatologin
- Braun, Wendy (* 1970), US-amerikanische Schauspielerin
- Braun, Werner (1918–2018), israelischer Fotojournalist
- Braun, Werner (1926–2012), deutscher Musikwissenschaftler
- Braun, Wernher von (1912–1977), deutsch-amerikanischer Raketentechniker und RaumfahrtpionierWernher von Braun (1912–1977)

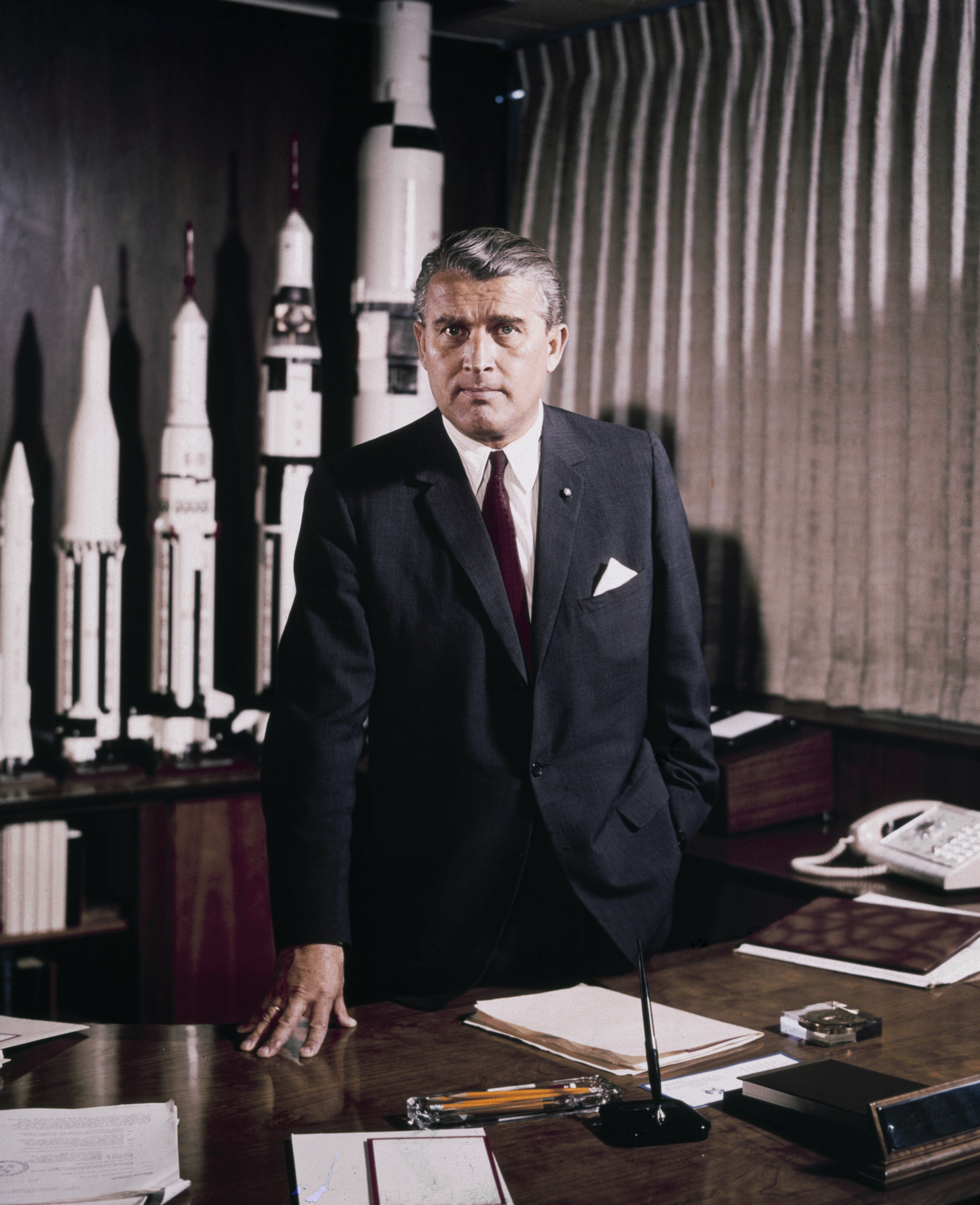
Wernher von Braun (1912–1977)

- Braun, Wilhelm (1796–1867), deutscher Oboist und Komponist
- Braun, Wilhelm (1880–1945), deutscher Bildhauer
- Braun, Wilhelm (1887–1971), deutscher Politiker (CDU), MdL
- Braun, Wilhelm (1887–1942), deutscher Landrat
- Braun, Wilhelm (1889–1974), deutscher Bibliothekar und Historiker
- Braun, Wilhelm (1897–1969), deutscher Skisportler
- Braun, Wilhelm (1906–1986), deutscher Kunstmaler
- Braun, Wilhelm (1929–2010), deutscher Germanist
- Braun, Wilhelm von (1790–1872), anhaltischer Minister
- Braun, Wilhelm von (1883–1941), deutscher Jurist und Diplomat
- Braun, Willi (* 1944), deutscher Badmintonspieler
- Braun, Willibald (1882–1969), Architekt
- Braun, Win (1955–2017), deutscher Maler
- Braun, Wolfgang (1939–2016), deutscher Jurist und Politiker (CDU, DSU), MdV, MdL
- Braun, Wolfgang (* 1944), deutscher Handballspieler
- Braun, Wolfgang (* 1953), deutscher Filmproduzent und Manager
- Braun, Wunibald (1839–1912), deutscher Industrieller

##### Braun, Y
- Braun, Yehezkel (1922–2014), israelischer Komponist

##### Braun, Z
- Braun, Zev (1928–2019), US-amerikanischer Filmproduzent

#### Braun-

##### Braun-A
- Braun-Artaria, Rosalie (1840–1918), deutsche Schriftstellerin und Redakteurin der Gartenlaube

##### Braun-B
- Braun-Blanquet, Josias (1884–1980), Schweizer Botaniker
- Braun-Bogdan, Coloman (1905–1983), rumänischer Fußballspieler und -trainer

##### Braun-F
- Braun-Falco, Otto (1922–2018), deutscher DermatologeOtto Braun-Falco (1922–2018)

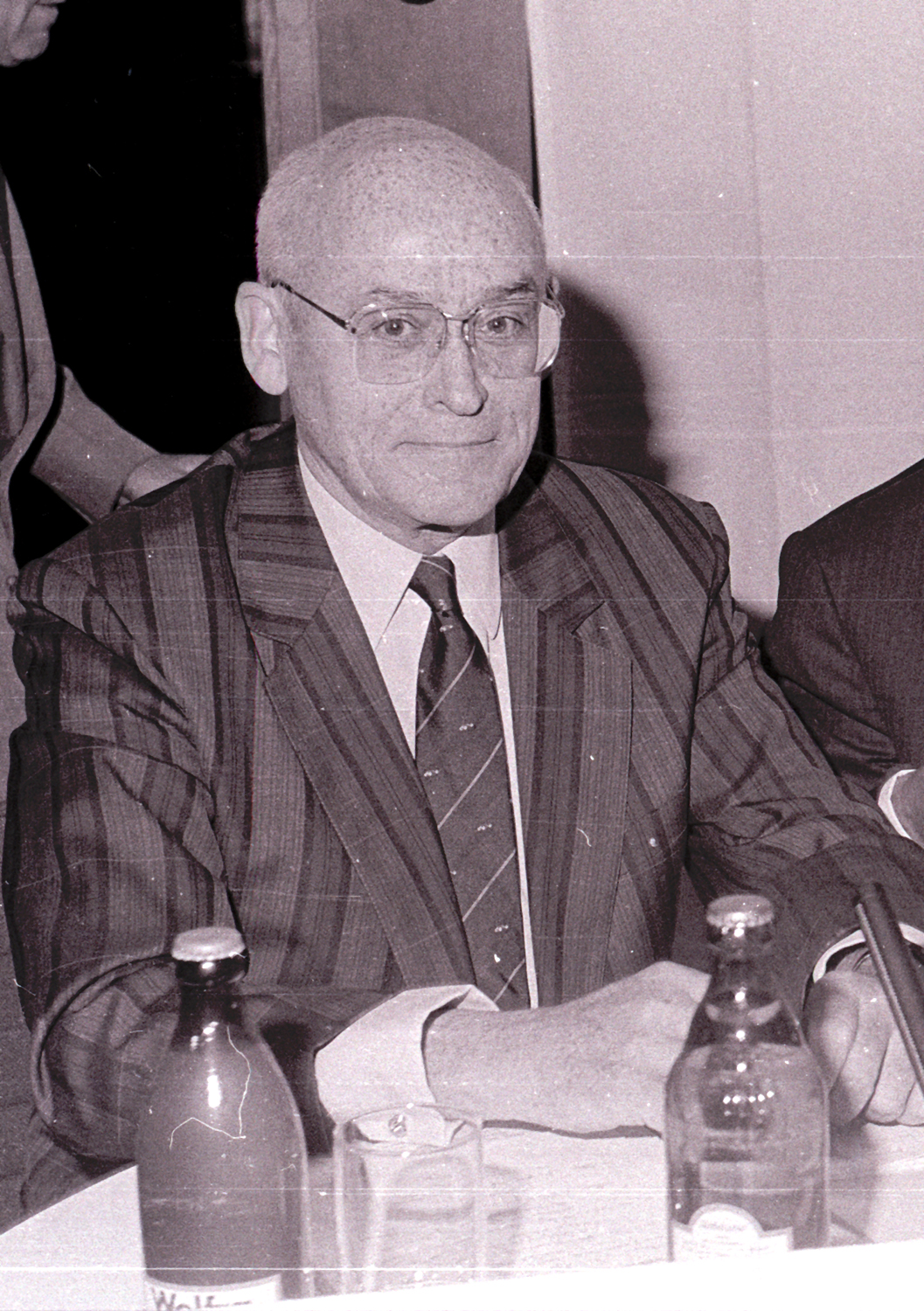
Otto Braun-Falco (1922–2018)

- Braun-Feldweg, Wilhelm (1908–1998), deutscher Industrie-Designer
- Braun-Fernwald, Jella (1894–1965), österreichische Opern- und Konzertsängerin
- Braun-Fock, Beatrice (1898–1973), niederländisch-deutsche Zeichnerin und Buchillustratorin zahlreicher Kinder- und Jugendbücher
- Braun-Friderici, Dieter (1927–2007), deutscher Jurist und Politiker

##### Braun-H
- Braun-Hofer, Friedrich (1892–1954), Schweizer Epileptologe und Eugeniker
- Braun-Holzinger, Eva Andrea, deutsche Archäologin

##### Braun-M
- Braun-Moser, Ursula (1937–2022), deutsche Politikerin (CDU), MdEP
- Braun-Munzinger, Peter (* 1946), deutscher Kernphysiker

##### Braun-N
- Braun-Niehr, Beate (* 1956), deutsche Kunsthistorikerin

##### Braun-P
- Braun-Pivet, Yaël (* 1970), französische Rechtsanwältin und PolitikerinYaël Braun-Pivet (* 1970)

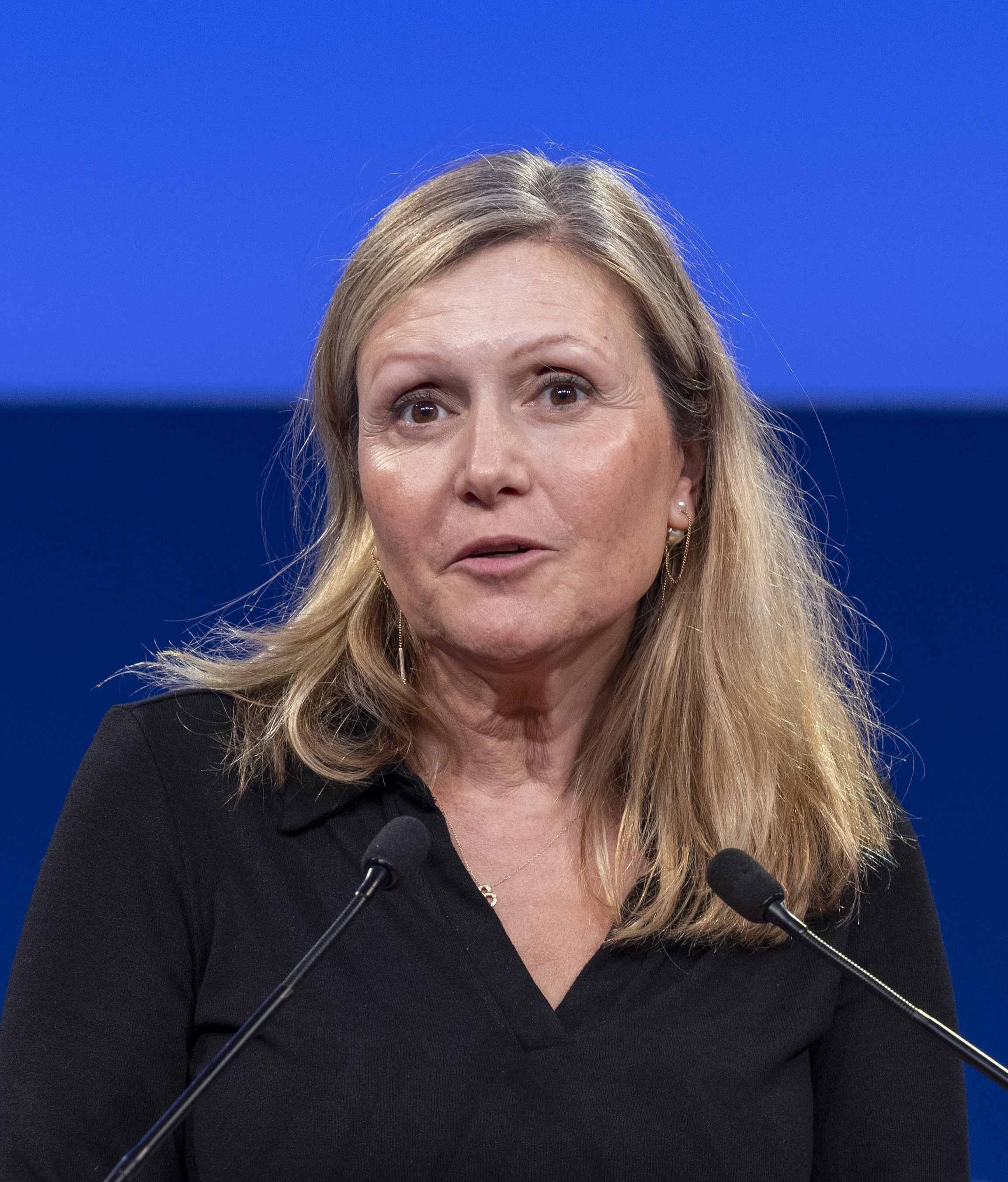
Yaël Braun-Pivet (* 1970)

- Braun-Prager, Käthe (1888–1967), österreichische Schriftstellerin

##### Braun-S
- Braun-Schlentz, Michel (1930–2021), luxemburgischer Sportschütze
- Braun-Schumacher, Sandrino (* 1988), deutscher Fußballspieler
- Braun-Schwager, Silke (* 1969), deutsch-schweizerische Skilangläuferin
- Braun-Sittarz, Anna (1892–1945), deutsche Politikerin, Widerstandskämpferin und Gewerkschaftsgründerin
- Braun-Stratmann, Angela (1892–1966), deutsche Journalistin und Politikerin der SPD

##### Braun-V
- Braun-Vega, Herman (1933–2019), französisch-peruanischer Maler
- Braun-Vogelstein, Julie (1883–1971), deutsche Kunsthistorikerin, Schriftstellerin und Journalistin

#### Brauna
- Braunagel, Paul (1873–1954), Elsässer Künstler, Zeichner, Maler, Graveur, Glasmaler und Karikaturist

#### Braunb
- Braunbeck, Gustav (1866–1928), deutscher Unternehmer, Sportler, Verleger und Buchdrucker, Sachbuchautor und Herausgeber
- Braunbehrens, Adolf von (1819–1870), deutscher Verwaltungsjurist, Regierungspräsident in Dessau
- Braunbehrens, Adrian (* 1934), deutscher Philologe
- Braunbehrens, Anton (1840–1901), deutscher Reichsgerichtsrat
- Braunbehrens, Anton von (1792–1859), deutscher Beamter und Politiker
- Braunbehrens, Burkhart (* 1941), deutscher Maler und Miterbe des Rüstungskonzerns Krauss-Maffei Wegmann
- Braunbehrens, Lili von (1894–1982), deutsche Lyrikerin
- Braunbehrens, Otto von (1833–1918), deutscher Staatsbeamter und Bankmanager
- Braunbehrens, Volkmar (* 1941), deutscher Musikwissenschaftler und Publizist
- Braunbek, Werner (1901–1977), deutscher Physiker
- Braunberger, Gerald (* 1960), deutscher Journalist und Herausgeber
- Braunberger, Pierre (1905–1990), französischer Filmproduzent
- Braunbock, Carola (1924–1978), deutsche Schauspielerin
- Braunburg, Rudolf (1924–1996), deutscher Pilot und Schriftsteller

#### Braunc
- Bräunche, Ernst Otto (* 1954), deutscher Historiker und Archivar

#### Braund
- Bräundle-Falkensee, Helmut (1950–2007), österreichischer Journalist, bildender Künstler sowie Gründer und erster Generalsekretär der Österreichischen Albert Schweitzer-Gesellschaft (ÖASG)

#### Braune
- Braune, Albert (1799–1848), deutscher Mediziner und Hochschullehrer
- Braune, Alex (1880–1942), deutscher Betreiber von Varieté- und Kabarettbühnen
- Braune, Buggy (* 1964), deutscher Jazzmusiker (Pianist, Komponist)
- Braune, Christian Wilhelm (1831–1892), deutscher Anatom
- Braune, Clara (1843–1909), deutsche Schriftstellerin
- Braune, Ernst (1853–1942), deutscher sozialdemokratischer Kommunalpolitiker in Radeberg, Sachsen
- Braune, Ernst (1879–1954), deutscher Politiker (SPD), MdL
- Braune, Franz Anton Alexander von (1766–1853), österreichischer Botaniker
- Braune, Friedrich (1815–1889), deutscher Sattler, Bilderrahmenproduzent, Porzellanmaler und Fotograf
- Braune, Friedrich, deutscher Verwaltungsjurist
- Braune, Friedrich (1889–1971), deutscher Konteradmiral der Kriegsmarine
- Braune, Fritz (1910–1992), deutscher SS-Obersturmbannführer und verurteilter Kriegsverbrecher
- Braune, Gerhard (1930–2014), deutscher Wirtschaftswissenschaftler und Hochschullehrer
- Braune, Heinrich (1904–1990), deutscher Chefredakteur der Hamburger Morgenpost
- Braune, Heinz (1880–1957), deutscher Kunsthistoriker und Museumsleiter
- Braune, Hermann (1886–1977), deutscher Chemiker
- Braune, Hugo L. (1872–1937), deutscher Maler, Lithograf und Illustrator
- Braune, Inga (* 1981), deutsche Malerin
- Braune, Kitiara (* 1996), schwedische Geigerin und Komponistin
- Braune, Maximilian (* 2003), deutscher Fußballtorwart
- Braune, Otto († 1916), deutscher Fußballspieler
- Braune, Otto (1811–1884), deutscher Komponist und Kantor
- Braune, Otto († 1945), Tier- und Landschaftsmaler
- Braune, Paul Gerhard (1887–1954), deutscher evangelisch-lutherischer Theologe
- Braune, Rudolf (1845–1909), deutscher Sanitätsoffizier der Kaiserlichen Marine
- Braune, Rudolf (1907–1932), deutscher Schriftsteller und Journalist
- Braune, Thomas (* 1959), deutscher Journalist und Berater
- Braune, Tilo (* 1954), deutscher Politiker (SPD)
- Braune, Walther (1900–1989), deutscher Orientalist
- Braune, Werner (1909–1951), deutscher SS-Standartenführer, Chef der Gestapo in WesermündeWerner Braune (1909–1951)

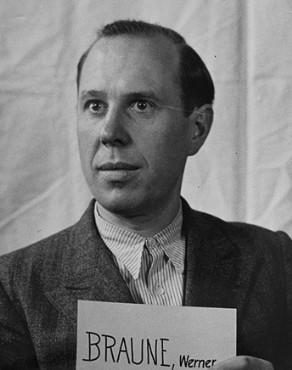
Werner Braune (1909–1951)

- Braune, Wilhelm (1813–1862), schlesischer Gutsbesitzer und Verwaltungsbeamter
- Braune, Wilhelm (1850–1926), deutscher Germanist
- Braune, Wolfgang (* 1934), deutscher Radsportler (DDR)
- Braune-Krickau, Tobias (* 1983), deutscher evangelischer Theologe
- Brauneck, Anne-Eva (1910–2007), deutsche Juristin, Kriminologin und Hochschullehrerin
- Bräuneck, Hans Heinrich von (1684–1743), Oberforst- und Wildmeister
- Brauneck, Hermann (1894–1942), deutscher Chirurg und SA-Führer
- Brauneck, Manfred (* 1934), deutscher Literatur- und Theaterwissenschaftler
- Brauneck, Otto (1896–1917), deutscher Jagdpilot im Ersten Weltkrieg
- Braunecker, Otmar (* 1943), österreichischer Eisschnellläufer
- Braunecker-Schäfer, Therese (1825–1888), österreichische Theaterschauspielerin, Sängerin (Sopran) und Tänzerin
- Brauneder, Karl (* 1960), österreichischer Fußballspieler
- Brauneder, Wilhelm (* 1943), österreichischer Jurist und Politiker
- Braunegger, Peter (* 1975), österreichischer Naturbahnrodler
- Brauneis, Daniel (* 1986), österreichischer Fußballspieler
- Brauneis, Else (1877–1959), deutsche Malerin
- Brauneis, Jean-Chrysostome († 1832), kanadischer Kapellmeister, Musikpädagoge und Komponist
- Brauneis, Jean-Chrysostome junior (1814–1871), kanadischer Komponist, Organist und Musikpädagoge
- Brauneis, Sebastian (* 1978), österreichischer Regisseur, Autor und Lehrbeauftragter am Max Reinhardt Seminar
- Brauneis, Walter (1920–2000), österreichischer Gewerkschafter und Politiker (SPÖ), Abgeordneter zum Nationalrat
- Brauneis, Walther (* 1942), österreichischer Architekturhistoriker, Mozart- und Beethoven-Forscher
- Brauneisen, Achim (* 1958), deutscher Jurist
- Brauneiser, Ludwig (1890–1948), deutscher Landrat
- Braunek, Małgorzata (1947–2014), polnische Schauspielerin
- Brauner, Alice (* 1966), deutsche Journalistin und Filmproduzentin
- Brauner, Artur (1918–2019), deutscher FilmproduzentArtur Brauner (1918–2019)

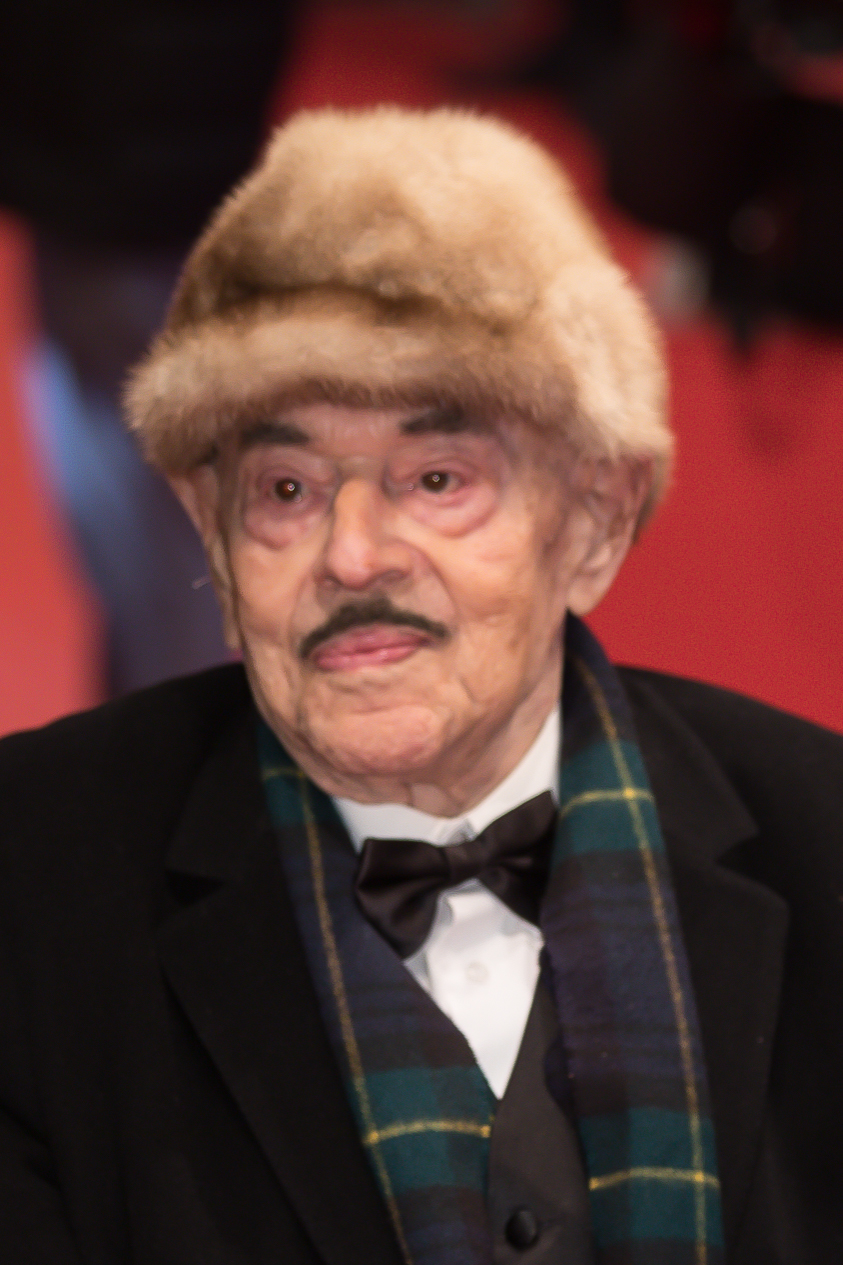
Artur Brauner (1918–2019)

- Brauner, Bohuslav (1855–1935), böhmischer Chemiker
- Brauner, Dieter (* 1941), deutscher Basketballtrainer
- Brauner, Edmund (1899–1960), deutscher Politiker (NSDAP), MdR und SA-Führer
- Brauner, Ernst (1928–2019), österreichischer Schriftsteller
- Brauner, Friedrich (1889–1942), österreichischer Maschinenschlosser und Widerstandskämpfer gegen den Nationalsozialismus
- Brauner, Gustav (1880–1966), österreichisch-deutscher Maler
- Brauner, Hans U. (1934–2019), deutscher Industriemanager
- Brauner, Harry (1908–1988), rumänischer Musikethnologe
- Brauner, Heinrich (1928–1990), österreichischer Mathematiker
- Brauner, Henry (* 1984), philippinisch-US-amerikanischer Fußballspieler
- Brauner, Hubertus (* 1951), deutscher Behindertensportler
- Brauner, Jo (* 1937), deutscher Nachrichtensprecher der ARD-Tagesschau
- Bräuner, Johann Jacob (* 1647), deutscher Mediziner und Verfasser naturkundlich-medizinischer Handbücher
- Brauner, Josef (* 1950), deutscher Manager, Vorstand der Deutschen Telekom (1998–2004)
- Brauner, Karl, deutscher Jurist, stellvertretender Generaldirektor der Welthandelsorganisation
- Brauner, Karl (1897–1952), österreichischer Mathematiker
- Brauner, Kerstin (* 1976), deutsche Politikerin (CDU)
- Brauner, Leo (1898–1974), österreichisch-deutscher Botaniker
- Brauner, Matthias (* 1974), deutscher Politiker (CDU), MdA
- Bräuner, Max (1882–1966), deutscher Psychiater und Euthanasietäter
- Brauner, Nico (* 1994), deutscher Basketballspieler
- Brauner, Renate (* 1956), österreichische Politikerin (SPÖ), Landtagsabgeordnete
- Brauner, Robert (1816–1854), deutscher Theologe
- Brauner, Robert (1907–1992), deutscher Politiker (SPD), Oberbürgermeister von Herne
- Brauner, Sharon (* 1969), deutsche Schauspielerin und Musikerin
- Brauner, Sibylle (* 1975), deutsche Skirennläuferin
- Brauner, Siegmund (1934–2021), deutscher Afrikanist (Sprachwissenschaftler)
- Bräuner, Tobias (* 1980), deutscher Eishockeyspieler
- Brauner, Victor (1903–1966), französischer MalerVictor Brauner (1903–1966)

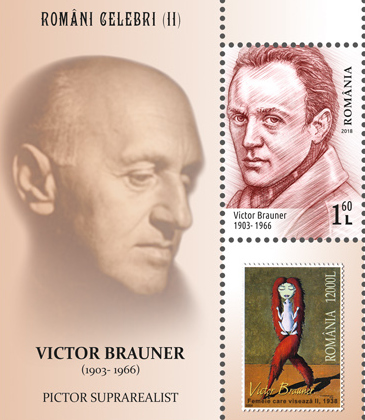
Victor Brauner (1903–1966)

- Brauner, Vinzenz (1877–1943), deutscher römisch-katholischer Geistlicher und Märtyrer
- Bräuner, Wilma (1891–1985), deutsche Kunstmalerin, Grafikerin und Fotografin
- Braunersreuther, Friedrich (1880–1965), Abgeordneter des Provinziallandtages der Provinz Hessen-Nassau
- Braunert, Horst (1922–1976), deutscher Althistoriker
- Braunert, Karl (* 1932), deutscher Fußballspieler

#### Braunf
- Braunfels, Ludwig (1810–1885), deutscher Journalist, Dichter und Übersetzer
- Braunfels, Michael (1917–2015), deutscher Komponist und Pianist
- Braunfels, Otto (1841–1917), Bankier, Mäzen, Politiker
- Braunfels, Stephan (* 1950), deutscher Architekt
- Braunfels, Walter (1882–1954), deutscher Komponist und Pianist
- Braunfels, Wolfgang (1911–1987), deutscher Kunsthistoriker

#### Braung
- Braungardt, Ganna-Maria (* 1956), deutsche Übersetzerin aus dem Russischen
- Braungart, Georg (* 1955), deutscher Germanist
- Braungart, Johannes (1803–1849), deutscher Landschaftsmaler und Zeichner
- Braungart, Margarete (1947–1998), deutsche Museologin und Autorin
- Braungart, Martin (1941–2007), deutscher Motorsport-Techniker und Manager
- Braungart, Michael (* 1958), deutscher ChemikerMichael Braungart (* 1958)

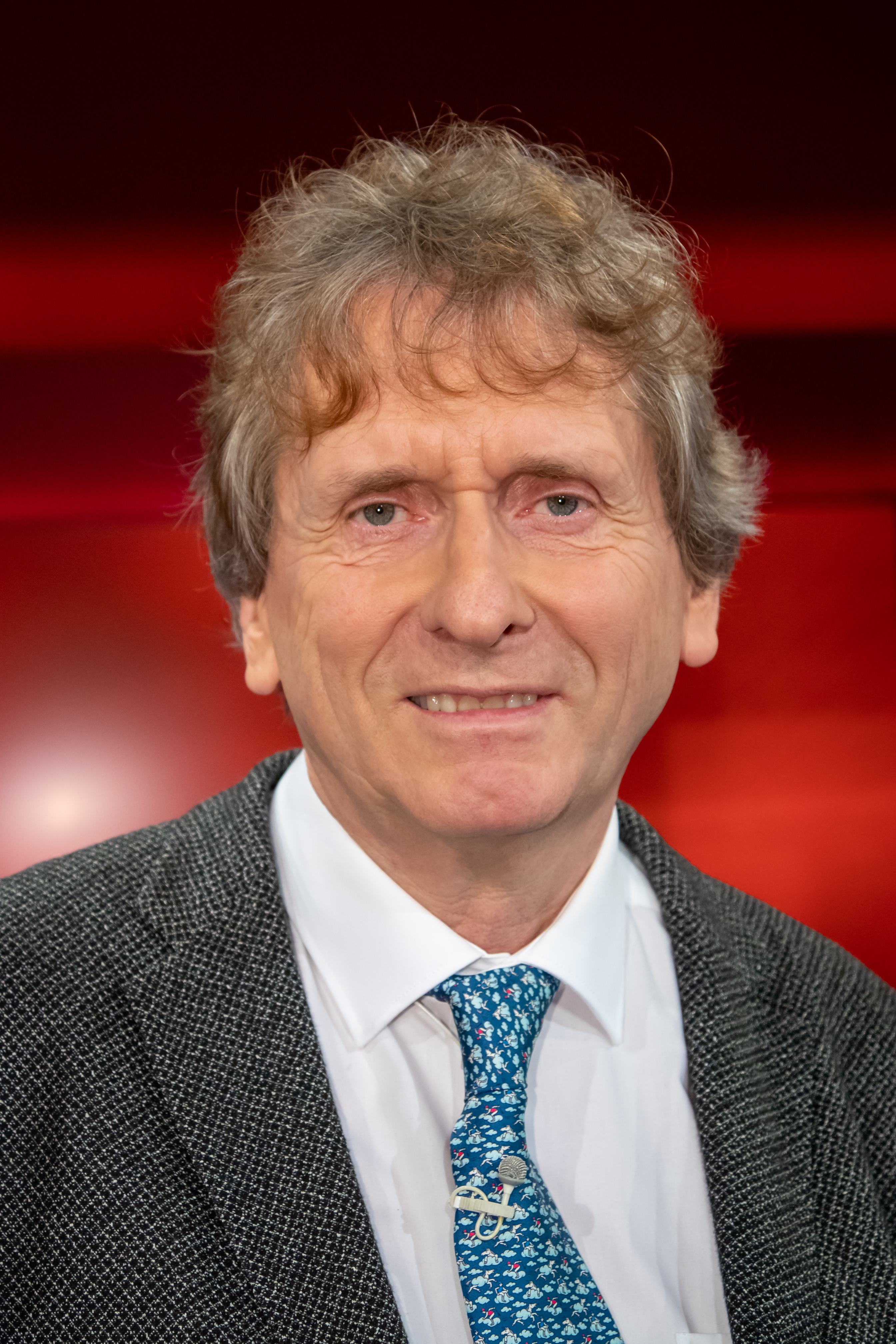
Michael Braungart (* 1958)

- Braungart, Richard (1839–1916), deutscher Agrarwissenschaftler
- Braungart, Richard (1872–1963), deutscher Schriftsteller und Kunstkritiker
- Braungart, Wolfgang (* 1956), deutscher Literaturwissenschaftler

#### Braunh
- Braunheim, Otto (1904–1958), deutscher Verwaltungsbeamter, Oberbürgermeister von Iserlohn und NSDAP-Funktionär
- Braunhofer, Carl (1799–1846), österreichischer Theaterschauspieler und -regisseur
- Braunhofer, Julius (1829–1867), Theaterschauspieler
- Braunhofer, Patrick (* 1998), italienischer Biathlet
- Braunholtz, Eugen (1859–1941), britischer Romanist deutscher Herkunft
- Braunholz, Johannes (1884–1966), Abgeordneter des Provinziallandtages der Provinz Hessen-Nassau
- Braunholz, Peter (* 1963), deutscher Fotokünstler

#### Brauni
- Braunias, Karl (1899–1965), österreichischer Diplomat
- Braunias, Mark (1955–2024), neuseeländischer Künstler
- Bräunig, Adrian (* 2000), deutscher Schauspieler
- Bräunig, Alfred (1847–1927), Bürgermeister von Rastatt
- Bräunig, Enrico (* 1971), deutscher Politiker (SPD), Landtagsabgeordneter in Sachsen
- Bräunig, Erhard (1945–2015), deutscher Politiker (SPD), MdL, Landrat
- Bräunig, Günther (* 1955), deutscher Bankmanager
- Bräunig, Klaus (* 1944), deutscher Staatsbürger
- Bräunig, Werner (1934–1976), deutscher SchriftstellerWerner Bräunig (1934–1976)

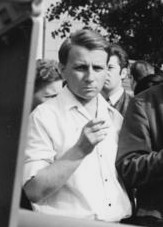
Werner Bräunig (1934–1976)

- Bräuniger, Anastasija (* 1988), deutsch-russische Schauspielerin und Regisseurin
- Bräuniger, Eckart (* 1971), deutscher Rechtsextremist
- Bräuniger, Elke (1943–2018), deutsche Filmemacherin
- Bräuniger, Harald (1911–1988), deutscher Pharmazeut und Hochschullehrer
- Bräuniger, Wanda (1902–1990), deutsche Puppenspielerin, Schauspielerin, Hörspiel- und Synchronsprecherin
- Bräuning, Edmund (* 1905), deutscher SS-Obersturmführer
- Bräuning, Ernst (1921–1983), deutscher Maler
- Bräuning, Fanny (* 1975), Schweizer Dokumentarfilmregisseurin
- Bräuning, Franz (1888–1974), Schweizer Architekt
- Bräuning, Fritz (1879–1951), deutscher Architekt und Stadtplaner
- Bräuning, Heiko (* 1969), deutscher Geistlicher, Pfarrer der Württembergischen Landeskirche, Hörfunkjournalist, Musiker, Moderator und Autor
- Bräuning, Herbert (1921–2014), deutscher Übersetzer, Autor und Journalist
- Bräuning, Julie (* 1977), Schweizer Schauspielerin, Sprecherin und Autorin von Radiostücken
- Bräuning, Karl (1886–1962), deutscher Gewerkschafter und Spanienkämpfer (SPD, USPD, Spartakusbund, KPD, KPO)
- Bräuning, Ursula (1928–2022), deutsche VS-Funktionärin
- Bräuning-Oktavio, Hermann (1888–1977), deutscher Germanist und Verleger
- Bräuninger, Friedrich (1877–1942), deutscher Jurist, Widerstandskämpfer
- Bräuninger, Friedrich (1901–1945), deutscher Bibliothekar
- Bräuninger, Michael (* 1960), deutscher Ökonom
- Bräuninger, Moritz (1836–1860), evangelischer Missionar, eventuell Märtyrer
- Bräuninger, Peter (* 1948), Schweizer Radierer, Zeichner und Bühnenbildner
- Bräuninger, Thilo (* 1964), deutscher Unternehmer
- Bräuninger, Thomas (* 1969), deutscher Politologe und Hochschullehrer
- Bräuninger, Werner (* 1965), deutscher Publizist und Autor
- Braunitzer, Gerhard (1921–1989), deutscher Biochemiker

#### Braunj
- Braunjohan, Johan (1589–1649), deutscher Jurist und Ratssekretär in Lübeck

#### Braunl
- Braunleder, Dirk (* 1957), deutscher Schwimmsportler und Redakteur
- Bräunlein, Peter J. (* 1956), deutscher Religionswissenschaftler und Ethnologe
- Braunlich, Alice (1888–1989), US-amerikanische klassische Philologin
- Bräunlich, Anton (1823–1878), deutscher Lehrer
- Bräunlich, Egon Arno (1919–2001), deutscher Künstler, Apotheker
- Bräunlich, Erich (1892–1945), deutscher Orientalist und Philologe
- Bräunlich, Hans (1940–2025), deutscher Dramaturg und Hörspielautor
- Bräunlich, Horst (1927–2017), deutscher Sportjournalist
- Bräunlich, Jürgen (1940–2014), deutscher Fußballspieler
- Bräunlich, Paul (1866–1946), deutscher evangelischer Theologe und Schriftsteller
- Bräunlich, Paul (* 1890), deutscher Architekt
- Bräunlich, René (* 1974), deutscher Ingenieur, Entführungsopfer
- Bräunling, Georg (1948–2023), deutscher Ingenieur, Hochschullehrer und Fachbuchautor
- Bräunling, Gottfried (* 1947), deutscher Bildhauer und Maler

#### Braunm
- Braunmiller, Franz Xaver W. (1905–1993), deutscher Maler und Bildhauer
- Braunmiller-Jest, Annina (* 1985), deutsche Schauspielerin und SynchronsprecherinAnnina Braunmiller-Jest (* 1985)

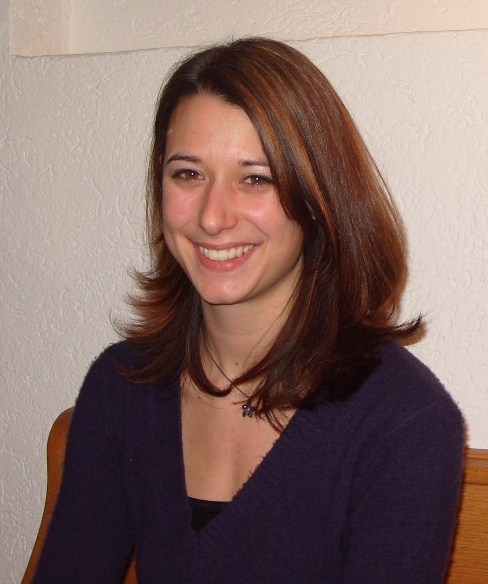
Annina Braunmiller-Jest (* 1985)

- Braunmühl, Anton von (1820–1858), bayerischer Architekt
- Braunmühl, Anton von (1853–1908), deutscher Mathematikhistoriker
- Braunmühl, Anton von (1901–1957), deutscher Psychiater
- Braunmühl, Clementine von (1833–1918), deutsche Kunstlehrerin
- Braunmühl, Ekkehard von (1940–2020), deutscher freier Publizist und Kinderrechtler
- Braunmühl, Gerold von (1935–1986), politischer Direktor im Auswärtigen Amt; Mordopfer der RAF
- Braunmühl, Hans-Joachim von (1900–1980), deutscher Magnetbandpionier
- Braunmüller, Benedikt (1825–1898), deutscher Historiker, Benediktiner und Abt im bayerischen Kloster Metten
- Braunmüller, Gustav (1811–1881), deutscher Kinderdarsteller, Theaterschauspieler, -regisseur und Komiker
- Braunmüller, Gustav (1849–1906), österreichischer Kaufmann und Dialektdichter
- Braunmüller, Kurt (* 1948), deutscher Germanist
- Braunmüller, Malachias († 1680), österreichischer Zisterzienser

#### Brauno
- Braunöder, Matthias (* 2002), österreichischer FußballspielerMatthias Braunöder (* 2002)

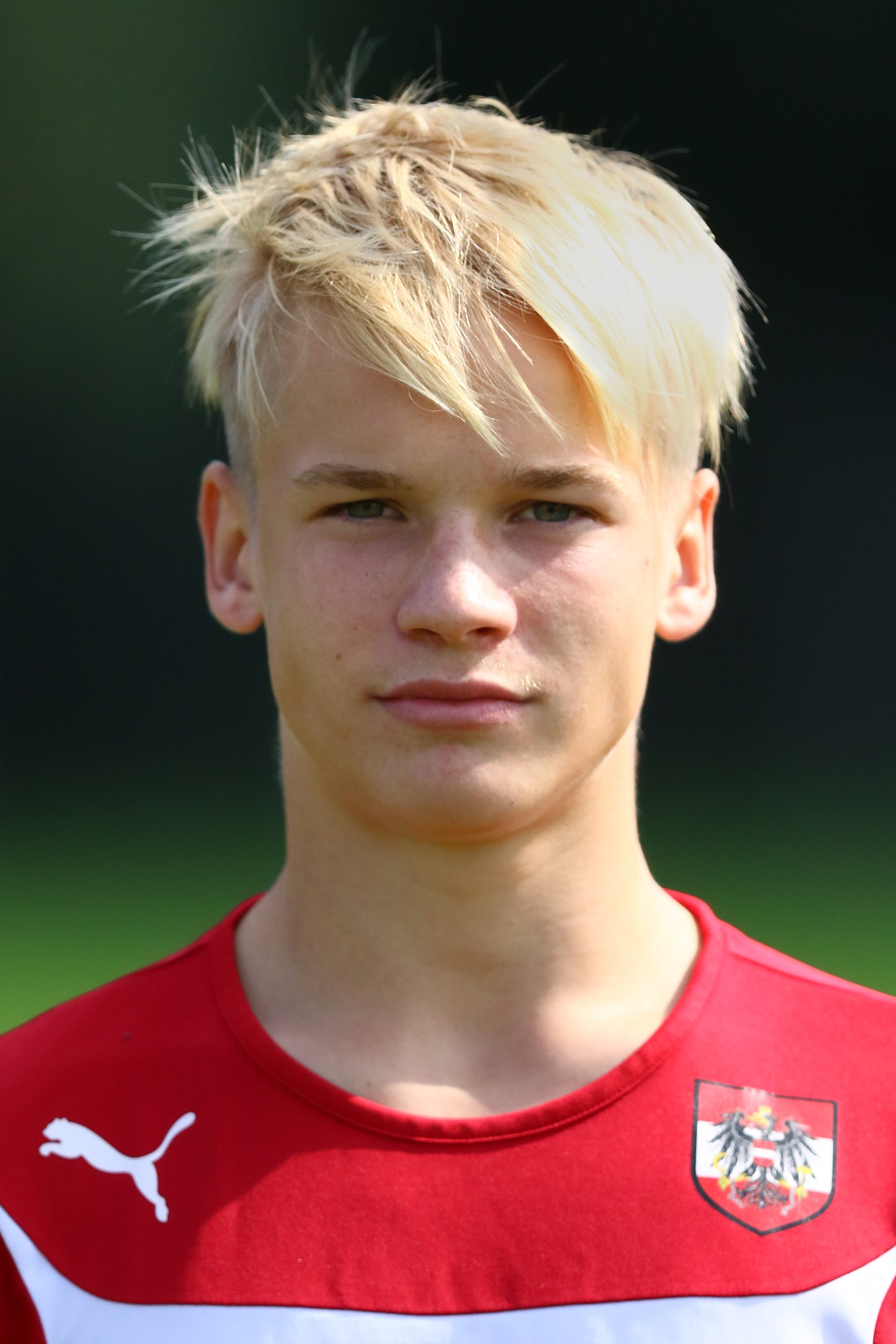
Matthias Braunöder (* 2002)

#### Braunr
- Braunrath, Helga (* 1944), österreichische Politikerin (ÖVP), Landtagsabgeordnete
- Braunreuther, Kurt (1913–1975), deutscher Soziologe und Hochschullehrer

#### Brauns
- Brauns, Adolf (1911–1996), deutscher Biologe, Zoologe, Entomologe und Hochschullehrer
- Brauns, August (1874–1967), deutscher Politiker (SPD)
- Brauns, August Christian Gottlieb (1786–1852), deutscher Architekt und Hochschullehrer
- Brauns, Auguste (1893–1990), deutsche Schulgründerin und -direktorin und Kommunalpolitikerin
- Brauns, Axel (* 1963), deutscher Schriftsteller
- Brauns, David († 1657), Bürgermeister von Magdeburg
- Brauns, David August (1827–1893), deutscher Geologe
- Brauns, Dieter (1926–2005), deutscher Politiker (CDU), MdBB
- Brauns, Dirk (* 1968), deutscher Schriftsteller
- Brauns, Ernst (1833–1891), deutscher Maurermeister, Bauunternehmer und Architekt
- Brauns, Friedrich (1869–1942), deutscher Architekt
- Brauns, Friedrich-Karl (1937–2021), deutscher Sportjournalist
- Brauns, Gottlieb Johann August (1751–1820), Amtsschreiber in Harburg und Amtmann in Ratzeburg
- Brauns, Heinrich (1808–1856), deutscher Maler und Zeichenlehrer
- Brauns, Heinrich (1868–1939), deutscher Politiker (Zentrum), MdRHeinrich Brauns (1868–1939)

Heinrich Brauns (1868–1939)

- Brauns, Henning Hans (1618–1690), Münzmeister in Goslar
- Brauns, Hermann (1838–1911), deutscher Ingenieur, Manager und Politiker
- Brauns, Jobst († 1646), Generalmünzwardein des Niedersächsischen Kreises
- Brauns, Johann Albrecht (1668–1739), deutscher Münzmeister zu Zellerfeld
- Brauns, Johann Georg (1787–1855), deutscher Lohgerber, Kaufmann, Kommunalpolitiker und Abgeordneter in der Ständeversammlung des Königreichs Hannover
- Brauns, Julius (1857–1931), deutscher Lehrer, Stenograf und Erfinder einer Kurzschrift
- Brauns, Karl (1885–1955), deutscher Kommunalpolitiker und Wirtschaftsprüfer
- Brauns, Mārtiņš (1951–2021), lettischer Komponist und Musiker
- Brauns, Nikolaus (* 1971), deutscher JournalistNikolaus Brauns (* 1971)

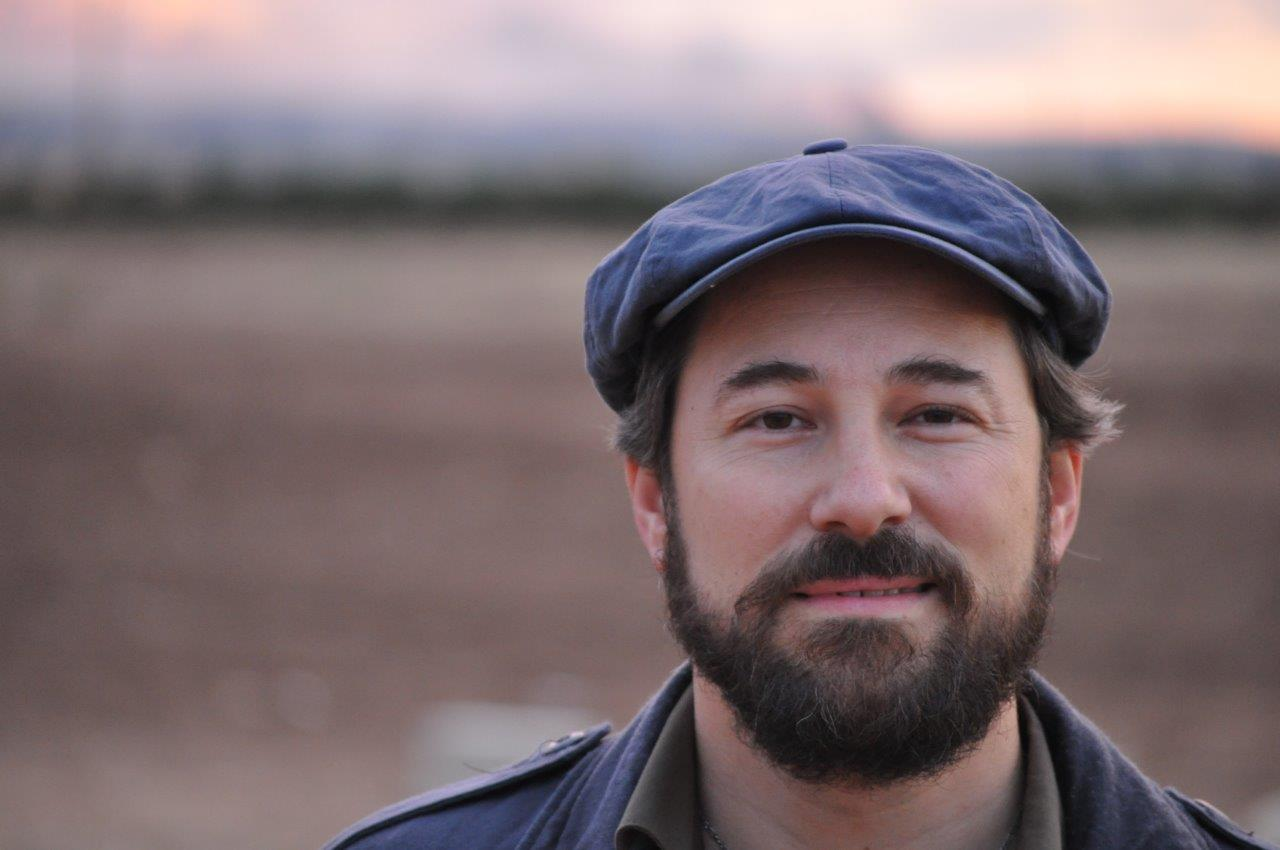
Nikolaus Brauns (* 1971)

- Brauns, Patrick (* 1955), deutscher Autor und Journalist
- Brauns, Reinhard (1861–1937), deutscher Mineraloge
- Brauns, Uwe (1938–2005), deutscher Politiker (SPD), MdL
- Braunsberger, Balthasar (1561–1614), deutscher Rechtswissenschaftler
- Braunsberger, Otto (1850–1926), deutscher Jesuit und Historiker
- Braunsberger-Reinhold, Karolin (* 1986), deutsche Politikerin (CDU)
- Braunschädel, Werner (* 1959), deutscher Schauspieler, Hörspielsprecher und Synchronsprecher
- Braunschmidt, Carina (* 1971), schweizerisch-deutsche Schauspielerin am Theater Basel
- Braunschmidt, Roland (* 1975), österreichischer Fußballschiedsrichter
- Braunschtein, Alexander Jewsejewitsch (1902–1986), sowjetischer Biochemiker
- Braunschweig und Lüneburg, Elisabeth von († 1563), Priorin und Domina des Augustinerinnenstifts Steterburg
- Braunschweig, Arthur (* 1888), deutscher Maler und Grafiker
- Braunschweig, Christian Friedrich von (1720–1787), preußischer Offizier, zuletzt Generalmajor sowie Chef des Kürassierregiments Nr. 9
- Braunschweig, Christoph, Ökonom und Hochschullehrer
- Braunschweig, David Friedrich von (1744–1809), preußischer Capitain und Landrat
- Braunschweig, David Vincenz von (1711–1763), preußischer Landrat in Hinterpommern
- Braunschweig, Denise (1918–1998), französische Mediziner, Kinder- und Jugendpsychiaterin und Psychoanalytikerin
- Braunschweig, Ernst von (1844–1907), deutscher Diplomat
- Braunschweig, Georg von (1845–1911), preußischer General der Infanterie
- Braunschweig, Georges (* 1944), Schweizer Fotograf
- Braunschweig, Holger (* 1961), deutscher Chemiker
- Braunschweig, Johann Daniel von (1786–1857), deutsch-baltischer Pädagoge
- Braunschweig, Ludwig Wilhelm von (1758–1838), königlich preußischer General-Auditor der Armee und Geheimer Oberregierungsrat
- Braunschweig, Ole (* 1997), deutscher Schwimmer
- Braunschweig, Rachel (* 1968), schweizerische Theater- und Filmschauspielerin
- Braunschweig, Robert Simon (1914–2001), Schweizer Ingenieur, Chefredaktor und Mitglied des Berner Grossrats
- Braunschweig, Rosa (1846–1918), deutsche Theaterschauspielerin und -regisseurin
- Braunschweig, Rudolf von (1820–1888), russischer Staatsmann
- Braunschweig, Stéphane (* 1964), französischer Theaterregisseur und Theaterleiter
- Braunschweig, Uwe (1949–2013), deutscher Handballspieler
- Braunschweig, Wilhelm von (1775–1854), preußischer Generalmajor und Kommandeur der 12. Landwehrbrigade
- Braunschweig-Lüneburg, Sophie von (1541–1631), Gräfin von Henneberg
- Braunschweiger Monogrammist, niederländischer Maler
- Braunschweiger, Alfred (1885–1952), deutscher Wasserspringer
- Braunschweiger, David (1875–1928), deutscher Rabbiner
- Braunsdorf, Bernhard (1808–1886), erster sächsischer Bergjurist und Bergamtsdirektor
- Braunsdorf, Dennis (* 1988), deutsch-niederländischer Komponist für Film- und Reklamemusik
- Braunsdorf, Karl Julius (1807–1883), deutscher Maschinenkonstrukteur
- Braunshausen, Franz (* 1956), deutscher Schauspieler
- Braunsteffer, Susanne (* 1979), deutsche Opernsängerin (Sopran)
- Braunstein, Birgit (* 1968), österreichische Winzerin
- Braunstein, Buenaventura (* 1962), puerto-ricanisch-US-amerikanische Filmschauspielerin
- Braunstein, Guy (* 1971), israelischer Violinist, Erster Konzertmeister der Berliner Philharmoniker
- Braunstein, Johann Friedrich, deutsch-russischer Architekt des Barock
- Braunstein, Joseph (1892–1996), österreichischer Musiker, Schriftsteller, Bergsteiger
- Braunstein, Nicolas (1874–1956), luxemburgischer Psychologe und Hochschullehrer
- Braunstein, Peter (* 1957), deutscher Brigadegeneral des Heeres der Bundeswehr
- Braunstein, Philippe (* 1933), französischer Historiker
- Braunsteiner, Dominik (* 1992), österreichischer Fußballspieler
- Braunsteiner, Herbert (1923–2006), österreichischer Mediziner und Widerstandskämpfer gegen den Nationalsozialismus
- Braunsteiner, Karl (1891–1916), österreichischer Fußballnationalspieler
- Braunsteiner-Ryan, Hermine (1919–1999), österreichische Aufseherin in den Konzentrationslagern Ravensbrück und MajdanekHermine Braunsteiner-Ryan (1919–1999)

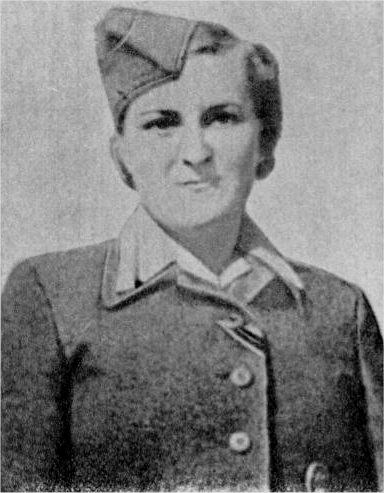
Hermine Braunsteiner-Ryan (1919–1999)

- Braunsteins, Daniel (* 1988), australischer Radrennfahrer
- Braunstorfer, Karl (1895–1978), österreichischer Zisterzienser, Abt des Stiftes Heiligenkreuz

#### Braunt
- Braunthal, Alfred (1897–1980), österreichischer Sozialdemokrat, Gewerkschafter und Sozialwissenschaftler
- Braunthal, Bertha (1887–1967), deutsche Politikerin (USPD, KPD), Komintern-Mitarbeiterin
- Braunthal, Gerard (1923–2014), deutsch-amerikanischer Politologe und Hochschullehrer
- Braunthal, Hilde (1903–2001), österreichisch-amerikanische Sozialdemokratin und Sozialarbeiterin
- Braunthal, Julius (1891–1972), sozialdemokratischer Journalist Österreichs, Funktionär der Arbeiterbewegung
- Brauntuch, Troy (* 1954), US-amerikanischer Fotograf und Zeichner

#### Braunw
- Braunwald, Adolf (1875–1951), deutscher Architekt
- Braunwald, Cayetana, deutsche Fußballspielerin
- Braunwald, Eugene (* 1929), US-amerikanischer Kardiologe
- Braunwald, Johann Wendelin (1838–1889), deutscher Architekt
- Braunwald, Nina Starr (1928–1992), US-amerikanische Thoraxchirurgin und medizinische Forscherin
- Braunwart, Andreas (1767–1830), Landtagsabgeordneter Großherzogtum Hessen
- Braunwart, Lorenz von (1826–1904), deutscher Jurist
- Braunwarth, Peter Michael (* 1952), deutsch-österreichischer Literaturwissenschaftler und Herausgeber

#### Brauny
- Brauny, Erhard (1913–1950), deutscher SS-Hauptscharführer im KZ Dora-MittelbauErhard Brauny (1913–1950)

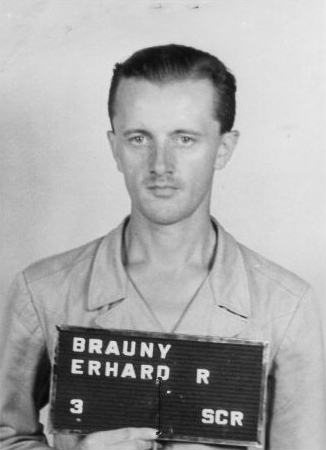
Erhard Brauny (1913–1950)

### Braur
- Brauren, Katharina (1910–1998), deutsche Schauspielerin, Hörspiel- und Synchronsprecherin

### Braus
- Braus, Hermann (1868–1924), deutscher Mediziner und Anatom
- Brausch, Klaus (* 1943), deutscher Politiker
- Brause, Bruno (1893–1941), deutscher Friseurmeister, Heimatforscher und autodidaktischer Prähistoriker
- Brause, Friedrich August Wilhelm von (1769–1836), sächsischer Offizier, später preußischer General der Infanterie, Ehrenbürger von Frankfurt (Oder)
- Brause, Friedrich von († 1704), sächsischer Generalmajor
- Brause, Gerhard (1923–1998), deutscher Grafiker und Plakatkünstler
- Brause, Guido (1847–1922), deutscher Botaniker, preußischer Offizier
- Brause, Hans Adolf von (1847–1928), deutscher Reformpädagoge, Realschuldirektor
- Brause, Hans Karl von (1801–1871), preußischer Generalmajor
- Brause, Hans-Peter (* 1948), deutscher Jurist, Richter am Bundesgerichtshof a. D.
- Brause, Johann Carl Friedrich von (1729–1792), lutherischer Theologe, Superintendent von Oschatz
- Brause, Johann Friedrich Gottlob von (1763–1820), lutherischer Theologe, Superintendent von Freiberg
- Brause, Johann Georg Emil von (1774–1836), preußischer Generalmajor, Kadettenkommandant
- Brause, Otto von (1842–1918), preußischer Generalmajor
- Brause, Renate von (1921–1977), deutsche Architektin und Hochschullehrerin
- Brause, Robert Theodor (1815–1880), deutscher Lehrer und Autor
- Brause, Sigmund von († 1725), sächsischer Generalleutnant der Kavallerie
- Brausen, Erica (1908–1992), Kunsthändlerin und Mäzenin
- Brausen, Karl Wilhelm von (1723–1801), preußischer Generalmajor und Chef des Dragonerregiments Nr. 8
- Brauser, August (1833–1901), deutscher Mediziner
- Brausewetter, Artur (1864–1946), deutscher evangelischer Pfarrer und Schriftsteller
- Brausewetter, Benno (1869–1965), österreichischer Zivilingenieur und Bauunternehmer
- Brausewetter, Ernst (1863–1904), deutscher Übersetzer, Herausgeber und Autor
- Brausewetter, Hans (1899–1945), deutscher Film- und TheaterschauspielerHans Brausewetter (1899–1945)

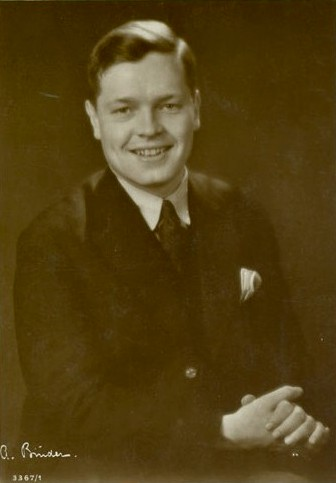
Hans Brausewetter (1899–1945)

- Brausewetter, Max (1867–1916), deutscher Arzt und Schriftsteller
- Brausewetter, Otto (1835–1904), deutscher Maler
- Brausewetter, Renate (1905–2006), deutsche Schauspielerin der Stummfilmzeit
- Brausewetter, Richard (1866–1916), preußischer Offizier und Schriftsteller
- Brausewetter, Viktor (1845–1926), deutsch-österreichischer Bauingenieur und Bauunternehmer
- Brauske, Hans-Joachim (1943–2025), deutscher Boxer (DDR), aktiv bis 1972
- Brauss, Arthur (* 1936), deutscher Schauspieler und Synchronsprecher
- Brauß, Elisabeth (* 1995), deutsche Pianistin
- Brauß, Horst-Heinrich (* 1953), deutscher Generalleutnant
- Brauß, Martin (* 1958), deutscher Pianist, Dirigent, Musiktheoretiker und Hochschullehrer
- Brauße, Franziska (* 1998), deutsche RadrennfahrerinFranziska Brauße (* 1998)

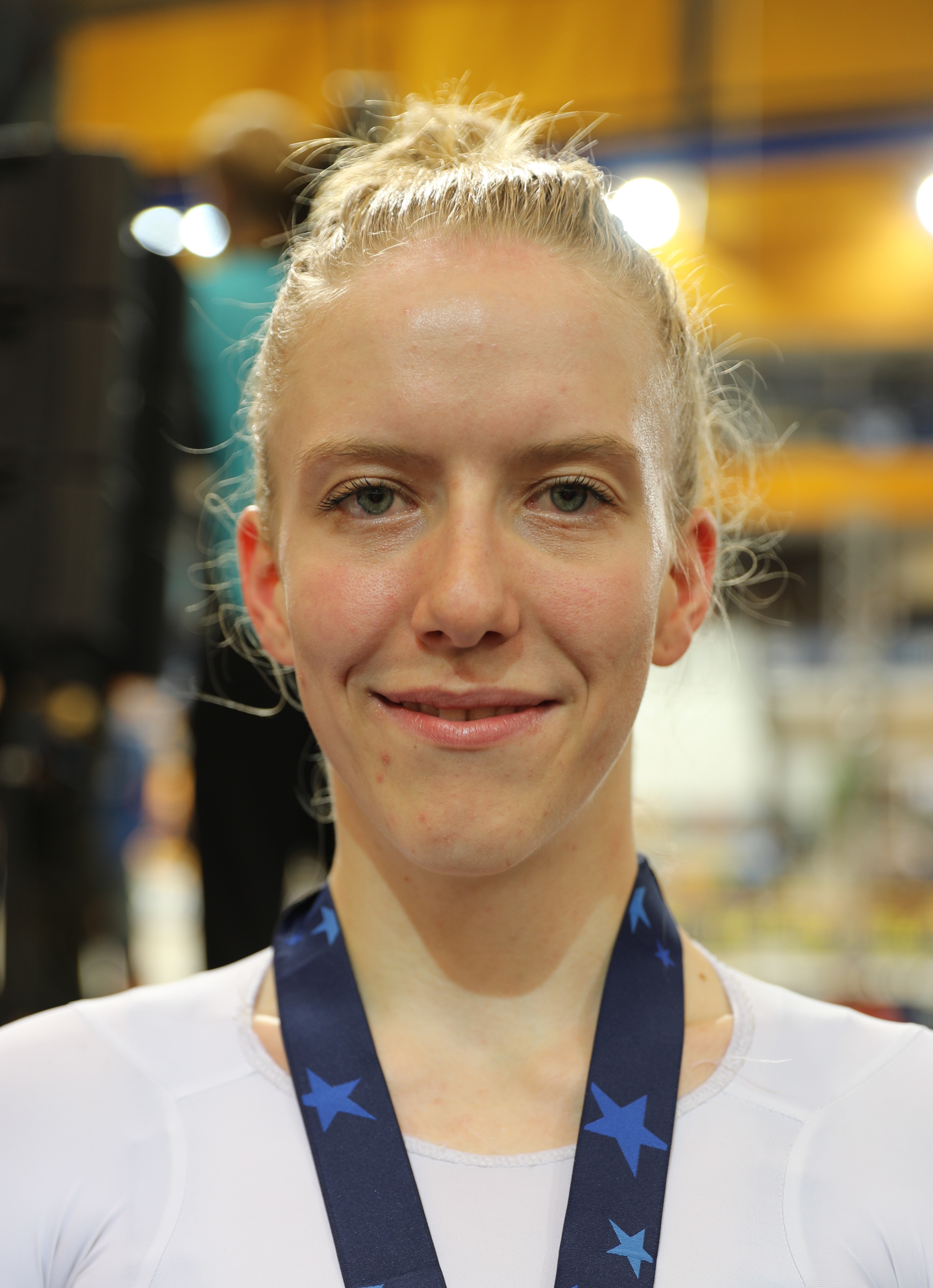
Franziska Brauße (* 1998)

- Brauße, Jürgen (1954–2016), deutscher Fußballtrainer

### Braut
- Braut, Frigga (1889–1975), deutsche Schauspielerin
- Braut, Ingrid (1926–2001), deutsche Sängerin, Bühnen- und Filmschauspielerin
- Braut, Ivar (* 1956), norwegischer lutherischer Geistlicher und Theologe
- Braut, Thomas (1930–1979), deutscher Schauspieler und Synchronsprecher
- Brauteseth, Romy (* 1989), südafrikanische Jazzmusikerin (Kontrabass)
- Bräutigam, Alois (1916–2007), deutscher Politiker (SED), MdV
- Bräutigam, Christiane (* 1974), deutsche Organistin, Kirchenmusikerin und Dirigentin
- Bräutigam, Dietrich (* 1972), deutscher Kirchenmusiker und Chorleiter
- Brautigam, Don (1946–2008), amerikanischer Maler, Zeichner und Illustrator
- Bräutigam, Frank (* 1975), deutscher FernsehjournalistFrank Bräutigam (* 1975)

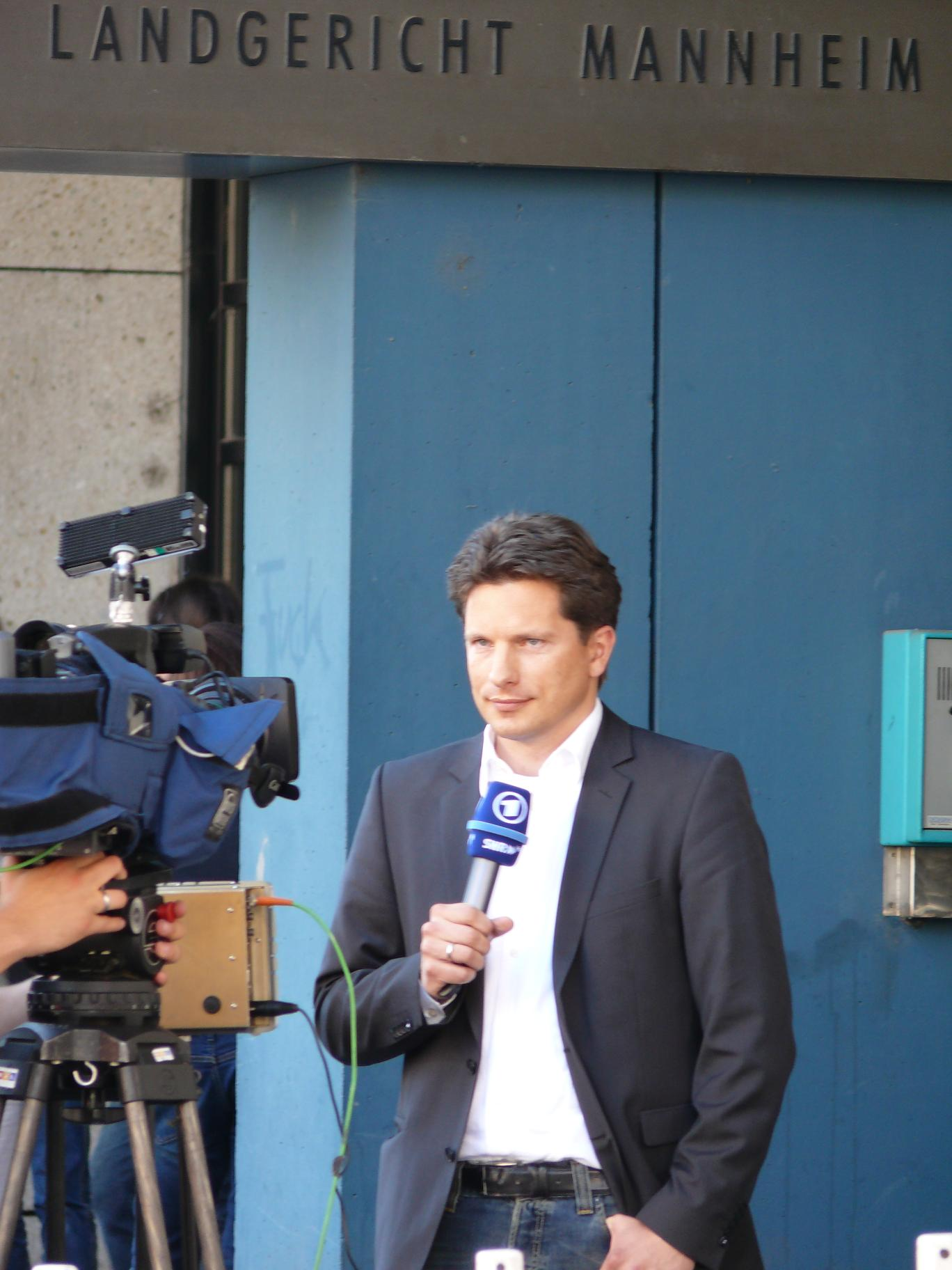
Frank Bräutigam (* 1975)

- Bräutigam, Gerd (1937–2007), deutscher Mundartdichter
- Bräutigam, Gesa (* 1965), deutsche Diplomatin
- Bräutigam, Hans Otto (* 1931), deutscher Diplomat und parteiloser Politiker
- Bräutigam, Hansgeorg (* 1937), deutscher Jurist, Autor und Richter
- Brautigam, Harry (1948–2008), nicaraguanischer Ökonom
- Bräutigam, Heinrich (1868–1937), Landtagsabgeordneter Waldeck
- Bräutigam, Helmut (1914–1942), deutscher Komponist
- Bräutigam, Helmut (1930–2022), deutscher Fußballtorhüter
- Bräutigam, Herbert (1927–2020), deutscher Sinologe und Autor
- Bräutigam, Konrad (* 1924), deutscher Kirchenmusiker und Komponist
- Bräutigam, Marcel (* 1987), deutscher Crosslauf-Sommerbiathlet
- Bräutigam, Marko (* 1969), deutscher Schauspieler und Synchronsprecher
- Bräutigam, Markus (* 1951), deutscher Regisseur und Drehbuchautor
- Bräutigam, Messane (* 2006), deutsche Radrennfahrerin
- Bräutigam, Otto (1895–1992), deutscher Diplomat
- Bräutigam, Perry (* 1963), deutscher Fußballtorhüter und -trainerPerry Bräutigam (* 1963)

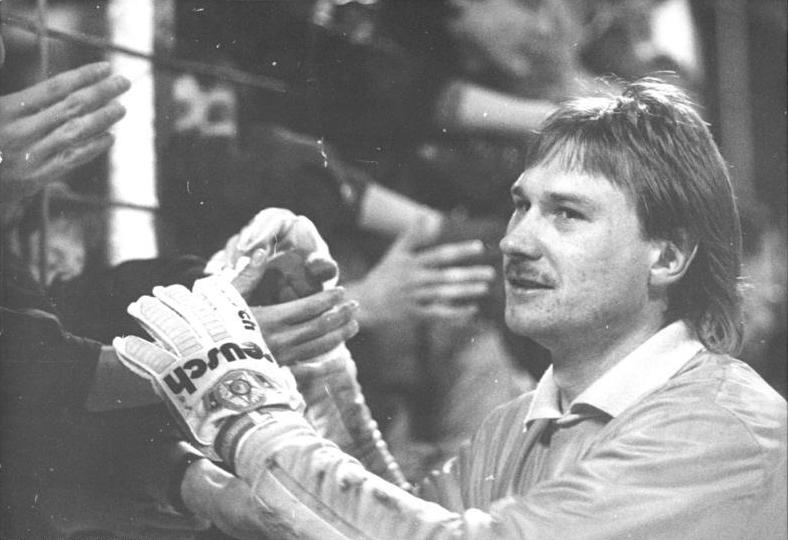
Perry Bräutigam (* 1963)

- Bräutigam, Peter (1941–2005), deutscher Fotograf und Thüringer Landesinnungsmeister sowie stellvertretender Bundesinnungsmeister der Fotografeninnung
- Bräutigam, Peter (* 1964), deutscher Rechtswissenschaftler
- Bräutigam, Richard (* 1891), deutscher Archivar und Heimatforscher
- Brautigam, Ronald (* 1954), niederländischer Pianist
- Bräutigam, Thomas (* 1958), deutscher Literatur- und Medienwissenschaftler
- Bräutigam, Volker (1939–2022), deutscher Komponist und Kirchenmusiker
- Bräutigam, Volker (* 1941), deutscher Journalist und Sachbuchautor
- Bräutigam, Walter (1920–2010), deutscher Neurologe und Psychiater und Pionier der Psychosomatik in Deutschland
- Bräutigam, Werner (* 1949), deutscher Fußballspieler
- Brautigan, Richard (1935–1984), US-amerikanischer Schriftsteller
- Brautlacht, Erich (1902–1957), deutscher Jurist und Schriftsteller
- Brautlecht, Julius (1837–1883), deutscher Apotheker und Bakteriologe
- Brautmeier, Jürgen (* 1954), deutscher Historiker und Publizist
- Brautsch, Markus (* 1971), deutscher Physiker und Hochschullehrer
- Brautzsch, Martha (1907–1946), deutsche KPD-Funktionärin

### Brauw
- Brauw, Mauk de (1925–1984), niederländischer Wirtschaftsmanager und Politiker (PvdA)
- Brauw, Willem Maurits de (1838–1898), niederländischer Politiker, Kolonialminister und Kommissar des Königs
- Brauweiler, Arnold von (1468–1552), Kaufmann, Ratsherr und Bürgermeister im Köln der frühen Neuzeit
- Brauweiler, Elke, deutsche SängerinElke Brauweiler

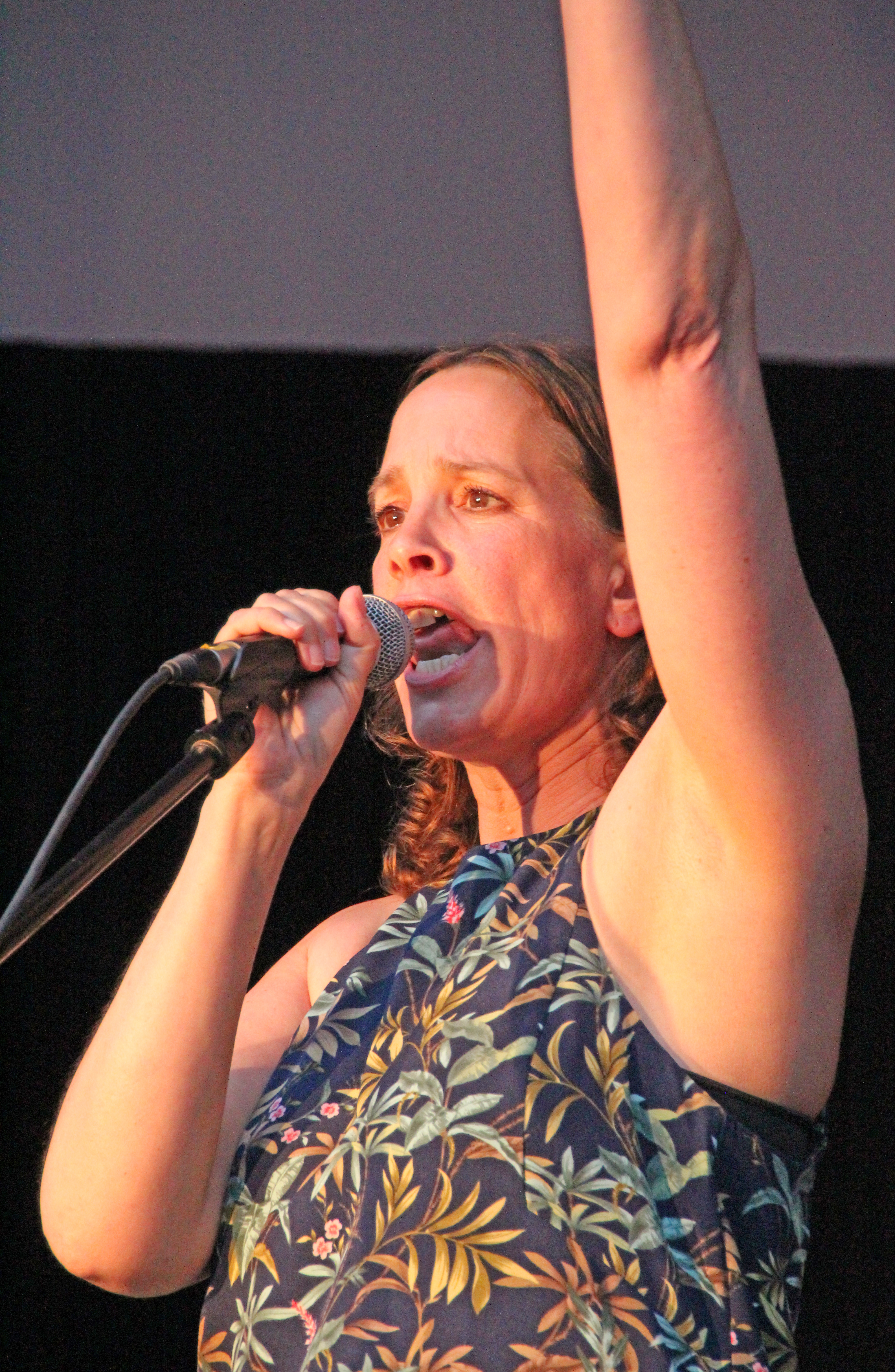
Elke Brauweiler

- Brauweiler, Ernst (1889–1945), deutscher Journalist und Staatsbeamter
- Brauweiler, Heinz (1885–1976), deutscher Jurist, Schriftsteller und politischer Aktivist
- Brauweiler, Johanna (1896–1989), deutsche Politikerin (CDU), MdHB
- Brauweiler, Julia (* 1985), deutsche Springreiterin
- Brauweiler, Peter Carl (1803–1871), deutscher Bürgermeister in Düren
- Brauweiler, Roland (1879–1935), deutscher Jurist